# Groix
Pour les articles homonymes, voir Groix (homonymie).
Ne doit pas être confondu avec Groises.
Groix (/gʁwa/) est une île et une commune française du département du Morbihan en région Bretagne. Surnommée l'« île aux grenats », elle se trouve au large de la côte sud de la Bretagne, au nord-ouest de Belle-Île-en-Mer , à l'embouchure de la rade de Lorient et en face de Ploemeur. Elle constitue une commune (commune de l'Île de Groix), et, jusqu'à 2015, constituait aussi le canton de Groix (qui fait maintenant partie du canton de Lorient-2).
Elle est accessible par bateau au départ de Lorient, de Port-Louis et du port de Doëlan. Historiquement, elle fait partie du pays vannetais et du Kemenet-Héboé.

## Géographie

### Description
Groix est située à 5,3 km au sud de la pointe du Talud, sur le continent. Longue de 8 km et large de 3 km (au maximum), elle se compose essentiellement d'un plateau de micaschiste d'une altitude moyenne de 40 m dans sa moitié ouest (l'altitude maximale est de 48 mètres au fort du Grognon, ainsi qu'au hameau de Créhal), s'abaissant régulièrement vers le sud-est jusqu'à une altitude d'environ 4 m à la pointe des Chats. L'île offre un paysage contrasté entre l'ouest — la « Piwisy » — caractérisé par de hautes falaises (Pen-Men) entaillées de vallons profondément encaissés, et l'est — la « Primiture » — caractérisé par des falaises basses, des plages et un large platier rocheux (pointe des Chats, port de Locmaria).
Le vallon de Kerlivio a été transformé en lac et réserve d'eau douce par la construction d'un barrage de retenue en amont de Port Melin.
Outre le bourg, en position relativement centrale (au centre-est) à l'intérieur de l'île, l'habitat est réparti traditionnellement en gros hameaux situés eux aussi pour la plupart à l'intérieur des terres en raison du littoral inhospitalier (Kerhoët, Kersauce, Kerloret, Kerlard, Kervédan, Quelhuit, etc.) à l'exception des ports (Port Tudy, Locmaria, Port Lay). Par contre un habitat plus récent, recherchant la vue sur mer, et constitué principalement de résidences secondaires, s'est développé, surtout entre Port Tudy et Port Mélite.

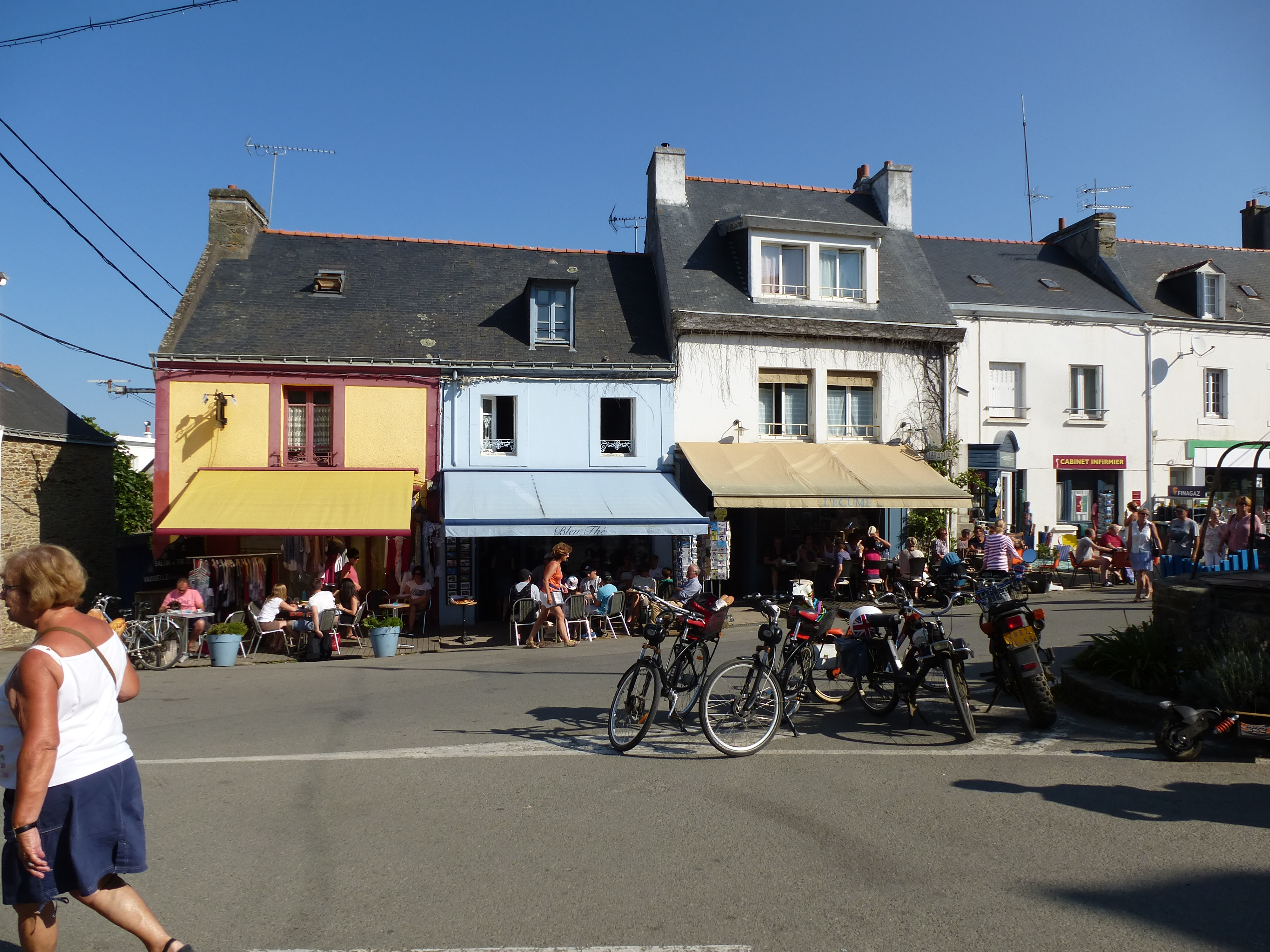
Le centre du bourg de Groix.
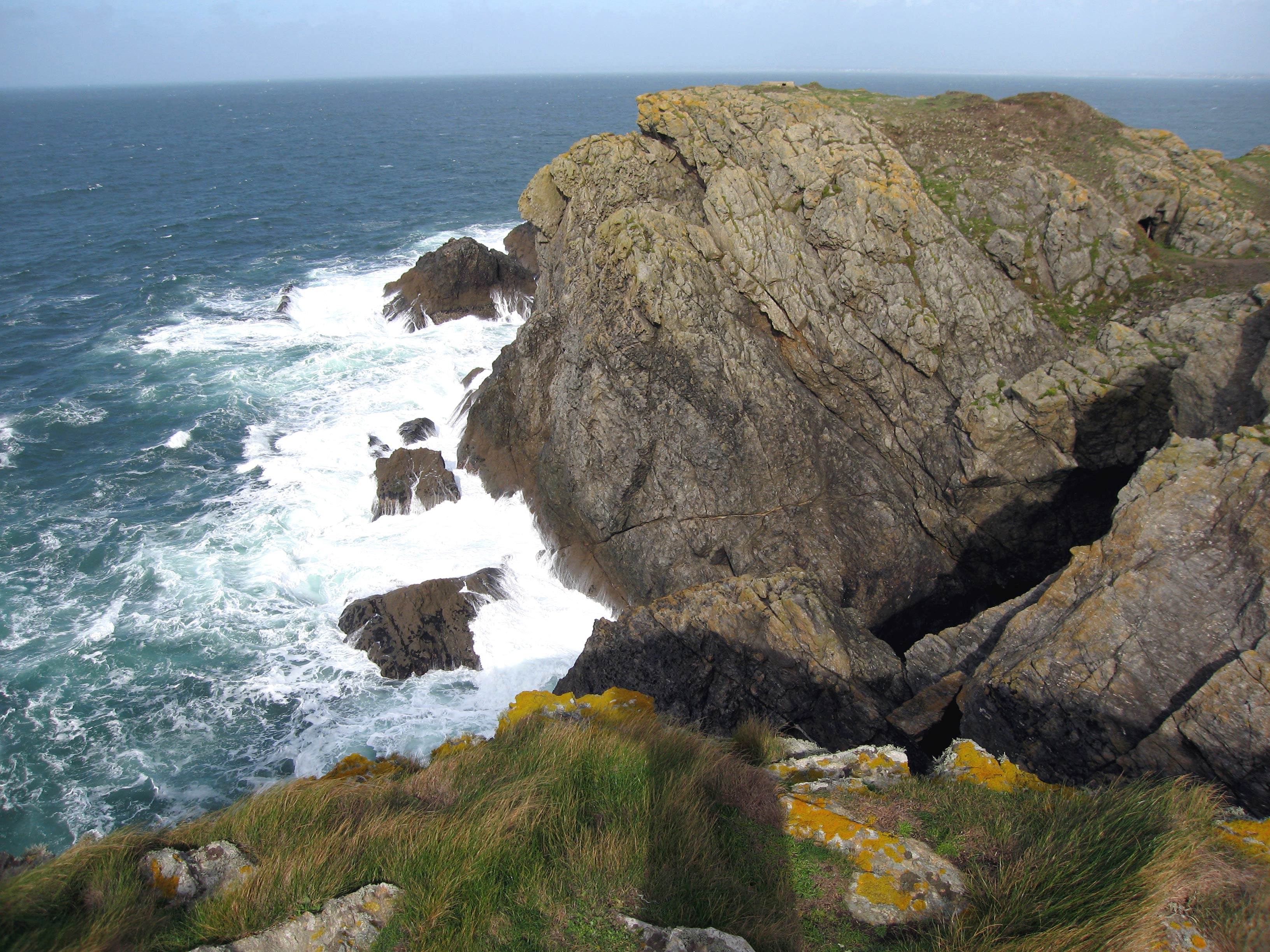
La pointe de Pen-Men.
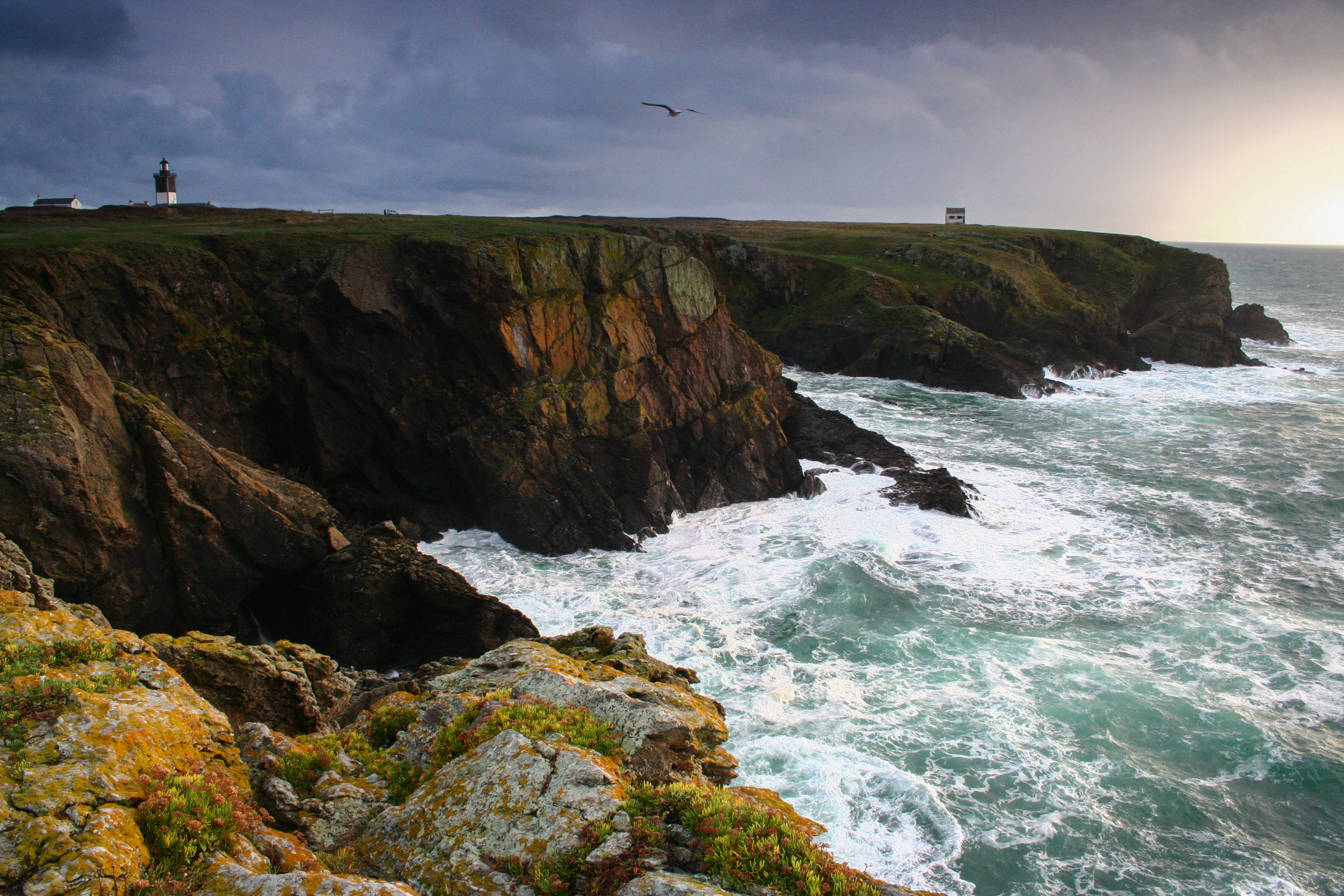
Le phare de Pen-Men vu de la pointe de Pen-Men.
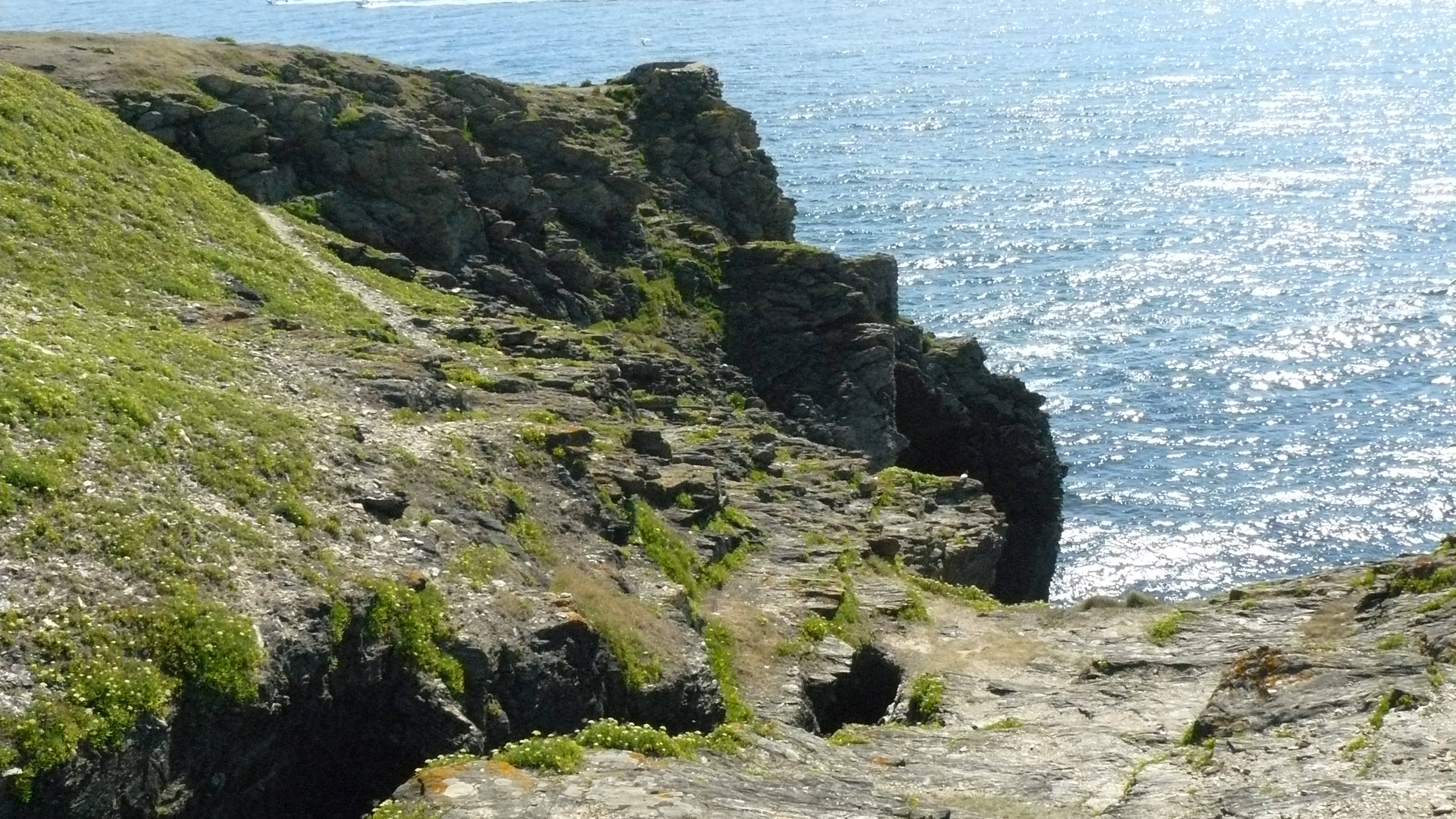
La « Grotte aux moutons » qui sert d'entrée au « Trou du tonnerre » près de la pointe de Pen-Men.
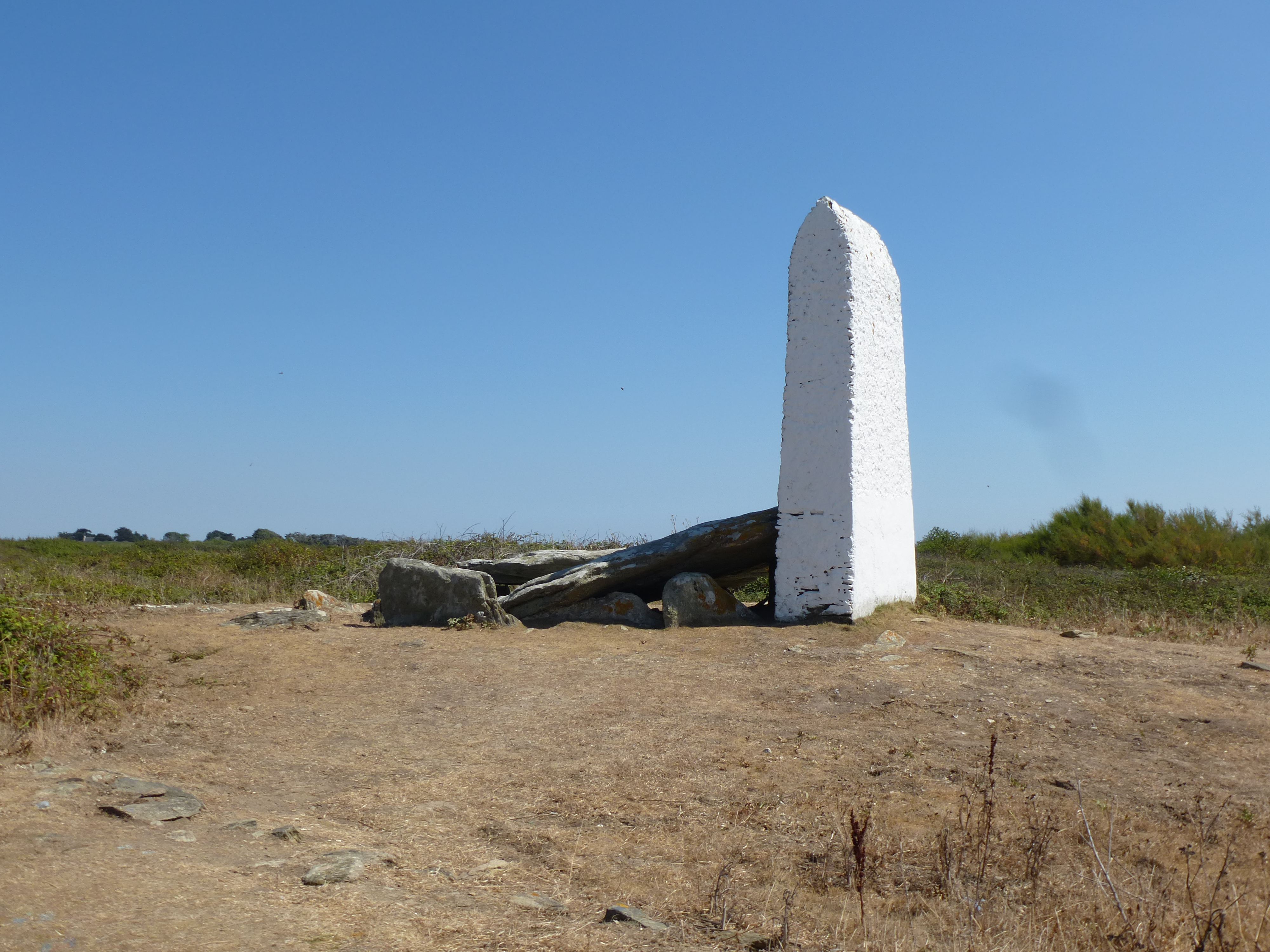
La « Pierre blanche » (amer de Cro-Menac'h) et le dolmen de Magouer Huen.

L'île est séparée du continent par un pertuis dénommé « Coureaux de Groix ».
L'absence de plateforme littorale permet à la houle d'atteindre directement les falaises, qui sont souvent spectaculaires, avec de nombreuses grottes et entailles.

### Géologie et minéralogie

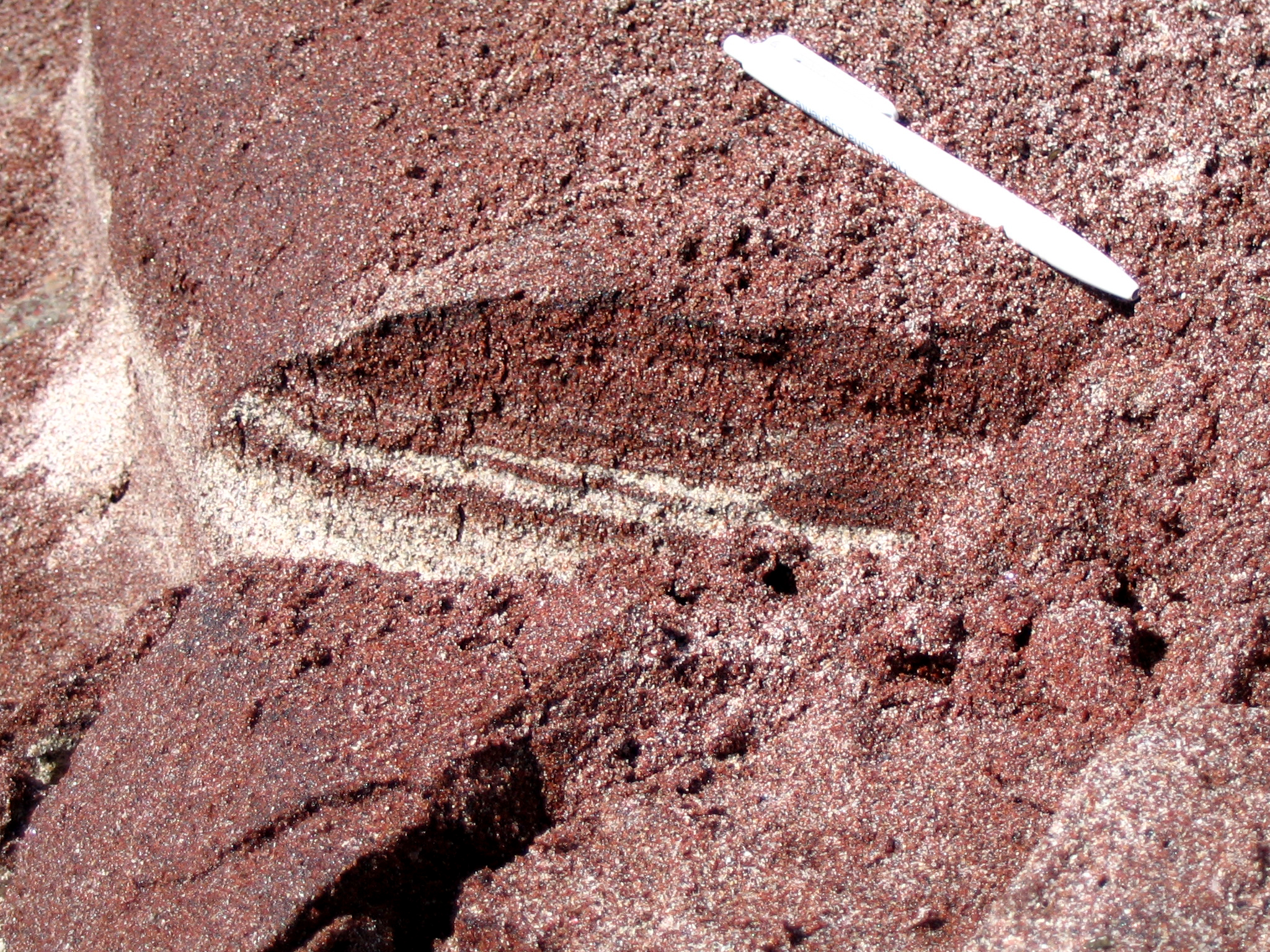
Plage de sable à grenats à Groix.

Groix recèle des particularités géologiques d'un tel intérêt qu'une réserve naturelle géologique baptisée « François Le Bail » a été créée, en 1982, vaste de 98 hectares, sur ses côtes est et sud : Groix possède plus de 60 espèces minérales, dont le très rare glaucophane bleu, qui affleure ici à l'air libre, l'épidote et le grenat. Le glaucophane et l'épidote sont des minéraux nés il y a plusieurs centaines de millions d'années sous l'action du chevauchement de deux plaques terrestres primitives la Laurentia et le Gondwana ayant abouti à l'élévation de la chaîne hercynienne. Groix est principalement constitué de micaschistes (à grenat et glaucophane) teintés de rouge et de bleu par ses composants. L'île de Groix est surnommée « l'île aux grenats » en raison de leur abondance dans des dépôts sableux au pied des falaises constituées de roches métamorphiques du secteur oriental de l'île, dans le secteur de la Pointe de la Croix (Plage du Trech, Plage des Sables Rouges, etc.).
Plusieurs théories s'affrontent quant à la formation géologique de l'île. Les recherches sur la géologie de l'île de  Groix sont en effet internationales et concurrentielles. « Les résultats publiés sont parfois contradictoires et entretiennent de vigoureuses controverses sur le terrain, dans les laboratoires et lors des congrès à  moins qu'ils ne s'ignorent cordialement ». Une des théories, la plus admise, est la remontée d'un « bouchon » de croûte océanique allégée par une pollution sédimentaire (prisme d'accrétion) lors d'un phénomène de subduction/obduction au Devonien. Les basaltes de la croûte océanique sont métamorphisés en schistes verts ou en schistes bleus (composés de glaucophane, grenat, épidote et même ponctuellement d'omphacite), et les matériaux d'origine continentale en micaschistes et gneiss. Cette remontée suffisamment lente a permis au métamorphisme des roches (métamorphisme de haute-pression et basse-température) la formation de phénocristaux de grenats, de glaucophane et de micas blanc (muscovite). L'étude pétrologique des roches basiques (pauvres en silice) et sédimentaires métamorphisées, dans lesquelles les premières sont emballées, montre des conditions de pression et de température qui correspondent respectivement à 16-18 kbar (environ 50 à 60 km de profondeur) et 450 à 500 °C pour la partie orientale de l'île (Figure 1 : depuis l'ouest de Stanverec sur la côte nord à Locqueltas sur la côte sud), 14-16 kbar (environ 45 à 55 km de profondeur) et 400 à 450 °C pour la partie occidentale de l'île. Lors de l’exhumation, la transformation inverse peut s’effectuer si les bonnes conditions sont réunies. Ainsi, leur retour vers la surface s'est effectué sans augmentation de température (chemin isotherme) surtout dans la zone occidentale de l'île, où on observe une rétromorphose du faciès schiste bleu et amphibolite au faciès schiste vert.
L'île en elle-même (plus visible dans la partie sud) est une représentation verticale des matériaux par tranche de densité : léger à l'ouest (métamorphisme très remanié, présence de « boudins ») plus lourd à l'est (phénocristaux de grenats).

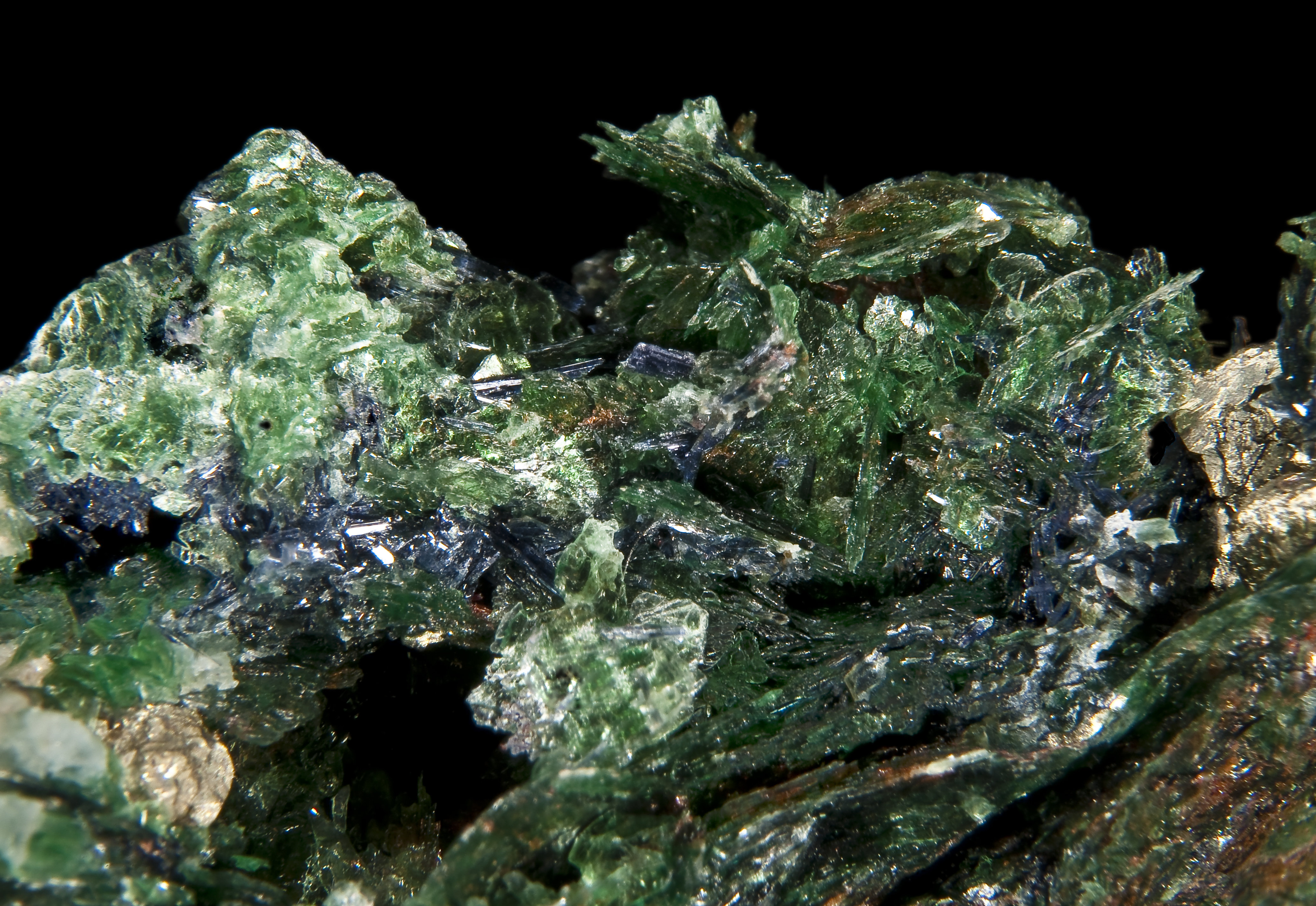
Fuchsite.
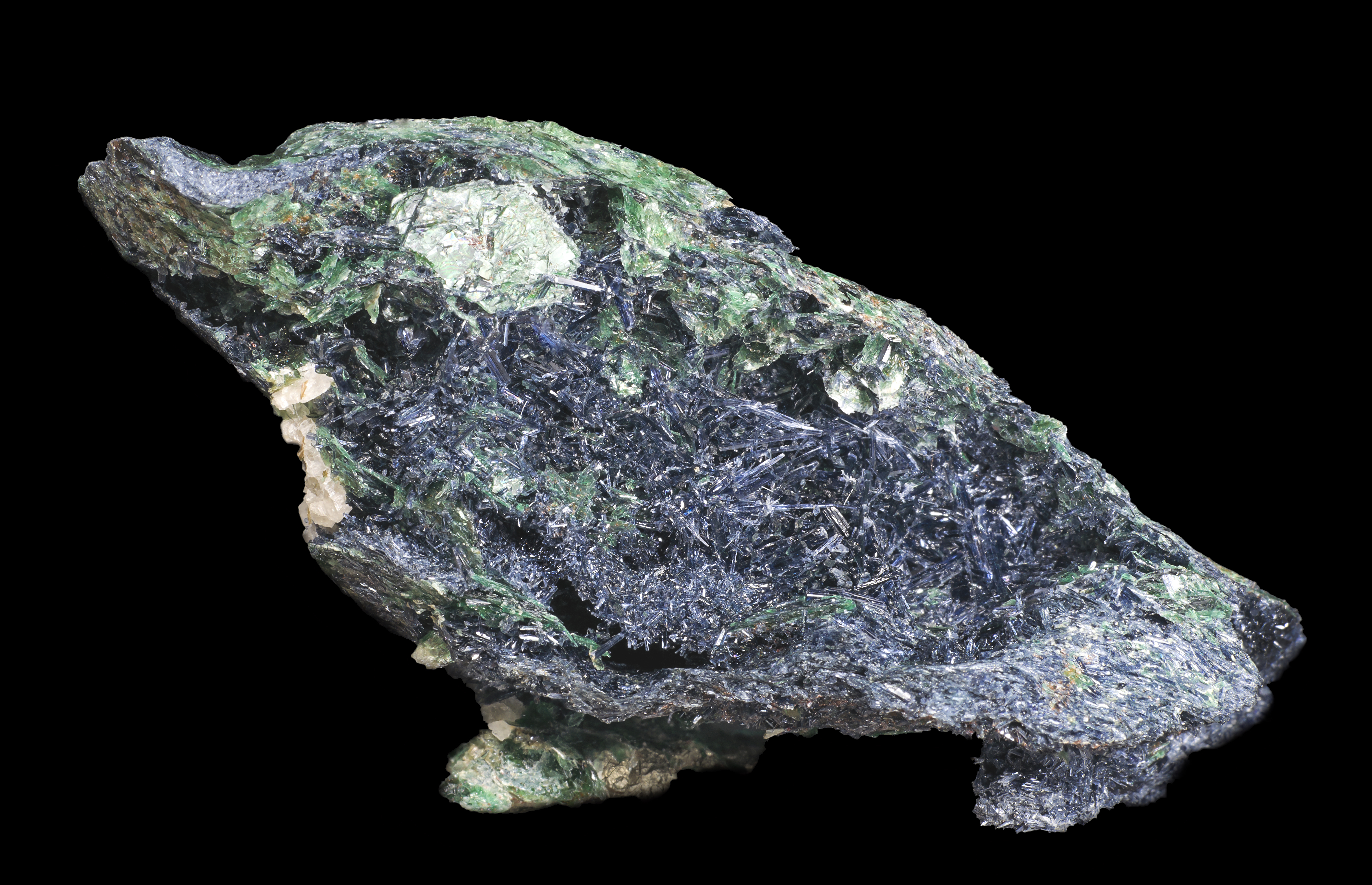
Glaucophane bleu.
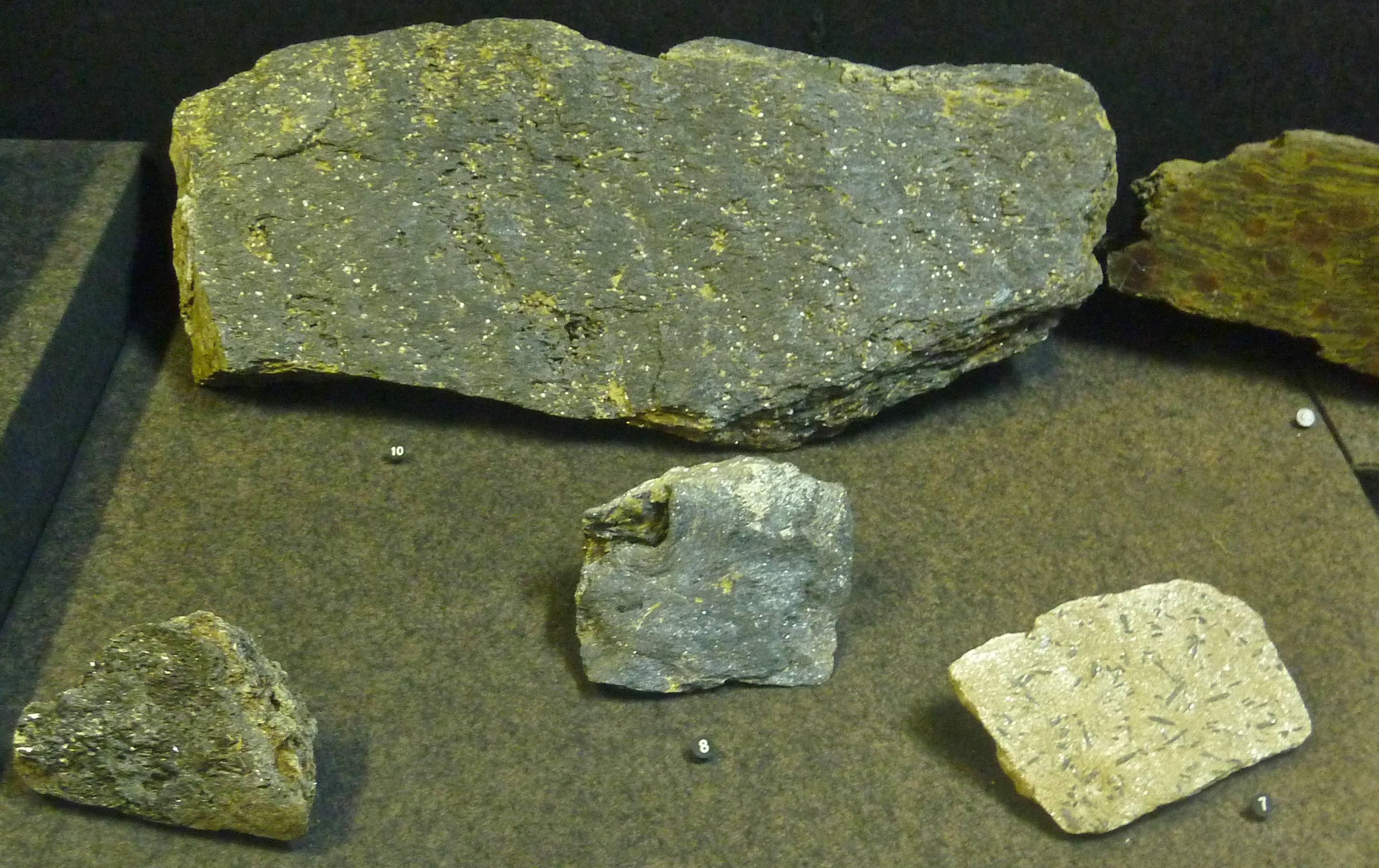
Glaucophane de l'Île de Groix (Maison des minéraux de Crozon).
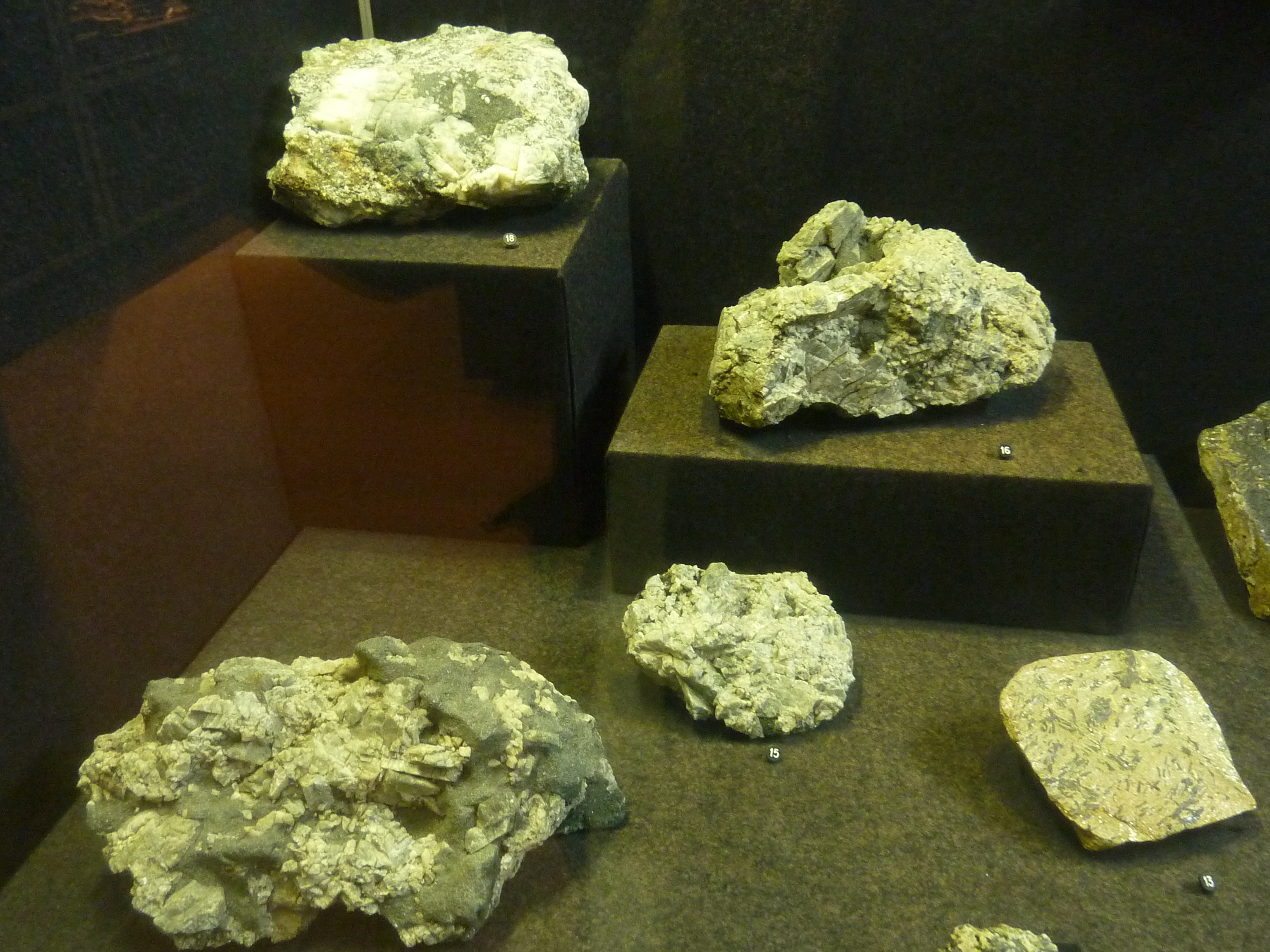
Albite et ripidolite de l'Île de Groix (Maison des minéraux de Crozon).

### Les Grands Sables et les autres plages

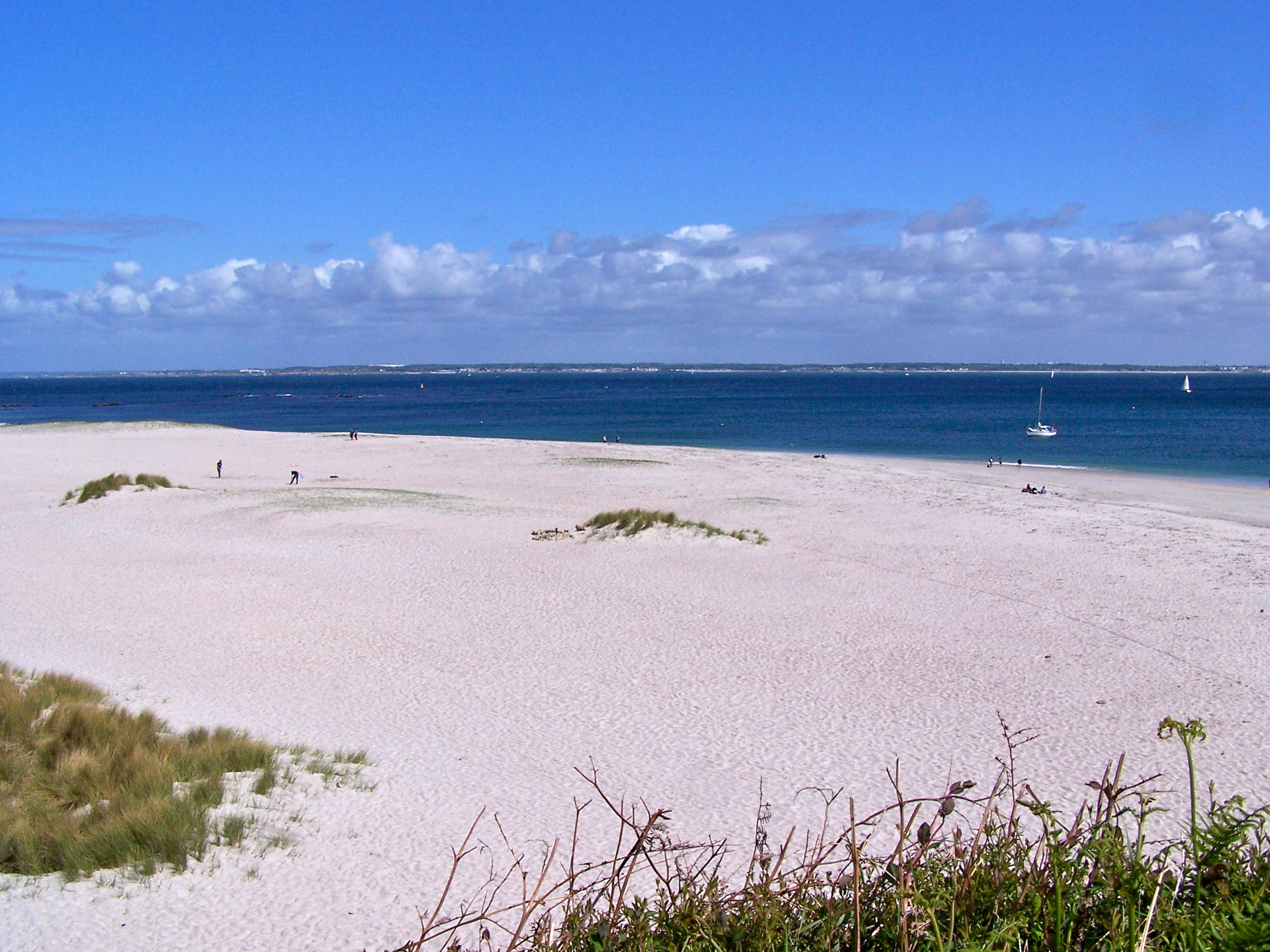
La plage convexe des Grands Sables.

La plage principale de l'île offre plusieurs aspects intéressants : elle est convexe (phénomène qui serait unique en Europe selon l'historien local Thierry Goyet et les locaux,), elle se déplace très rapidement et elle est constituée de deux sables de couleurs différentes.
Sa forme convexe est due à deux courants marins, l'un venant du nord-ouest, l'autre du sud-ouest, qui longent l'île sur ses deux côtes nord et sud et qui drossent les sables à leur point de rencontre. Celui-ci évoluant selon la puissance relative d'un courant par rapport à l'autre, la plage se déplace. Ses allées et venues anciennes sont documentées. Depuis les tempêtes de 1987 et surtout depuis 1994, les Grands Sables se sont fortement déplacés vers le nord-ouest, passant même au nord de la pointe de la Croix. Son retour en arrière, à moins d'un renforcement du courant de nord-ouest, est improbable désormais. Si elle progressait toujours vers l'ouest elle pourrait éventuellement ensabler Port Tudy.

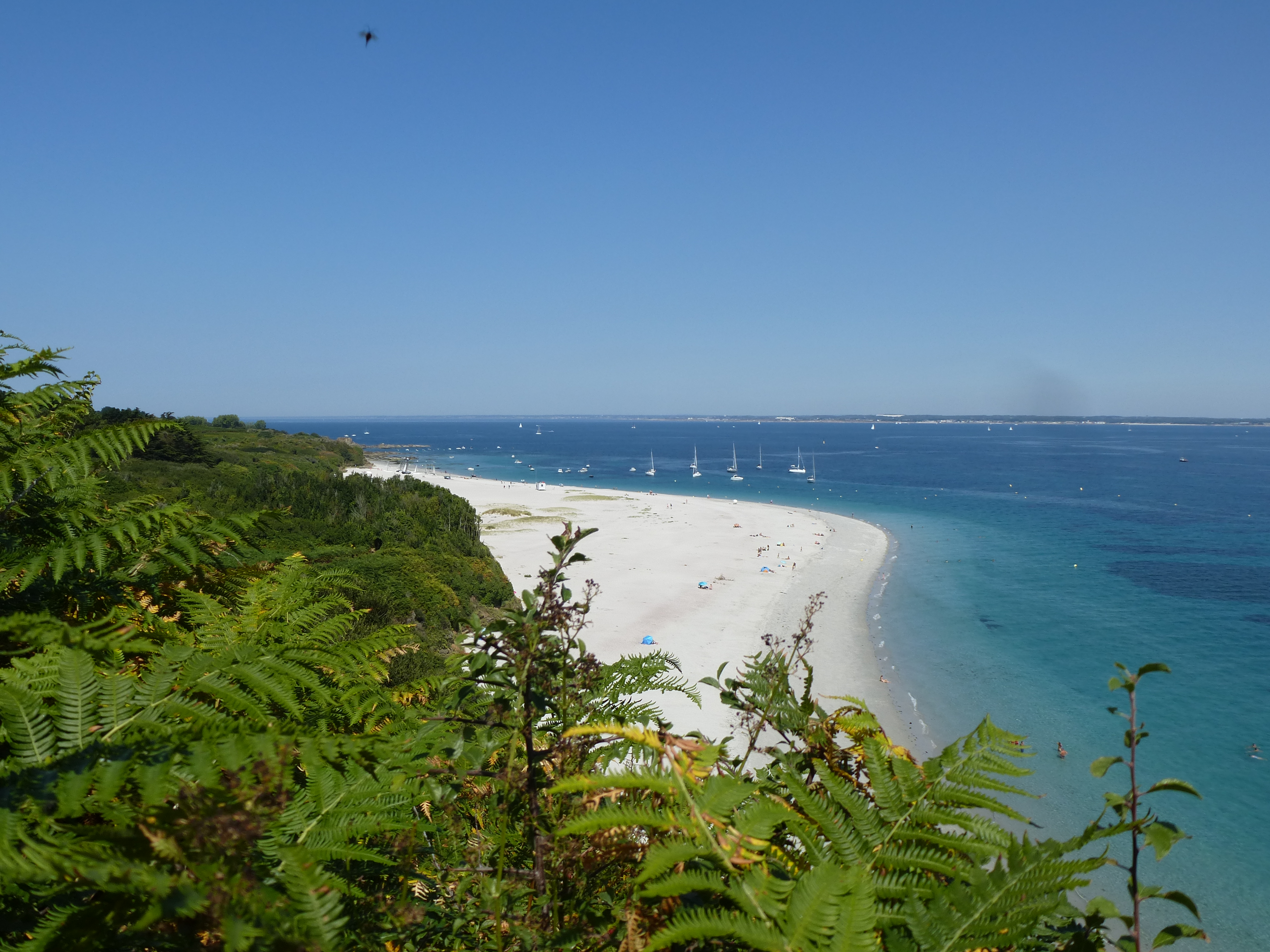
La plage convexe des Grands Sables.
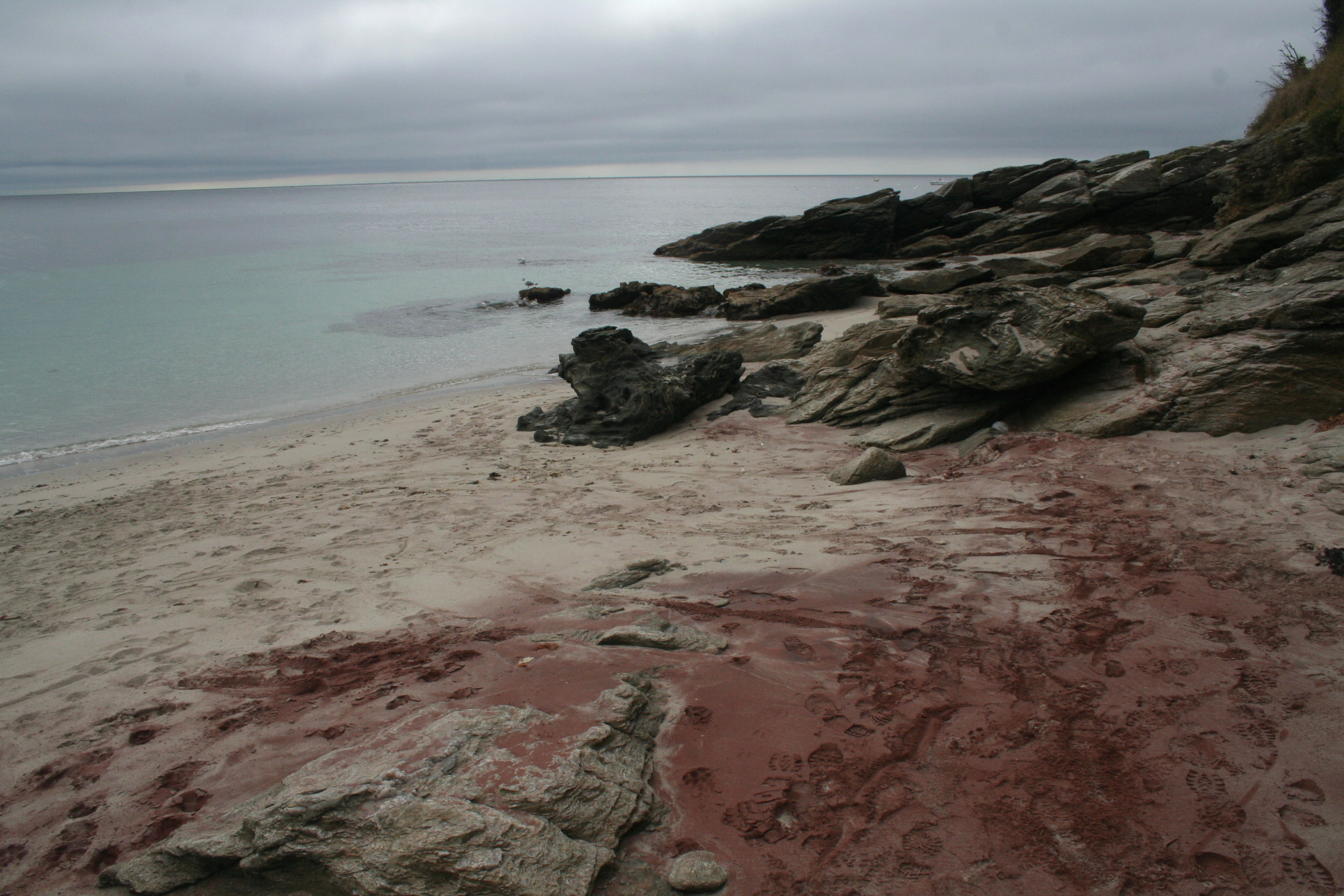
La plage des Sables Rouges.
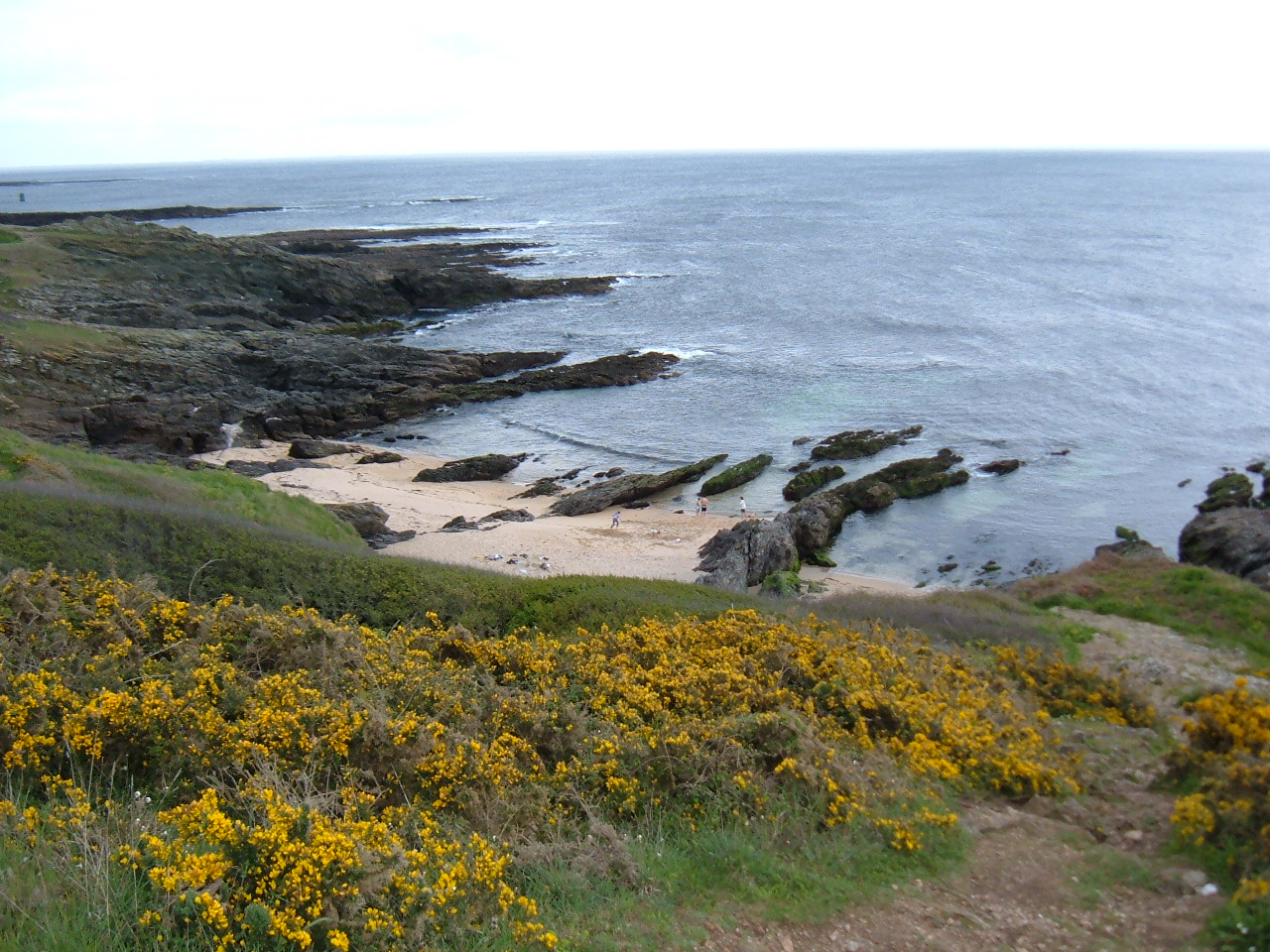
Plage au sud du hameau de Locqueltas (stank).

### Hydrographie
Pour un article plus général, voir Réseau hydrographique du Morbihan.
La commune est située dans le bassin Loire-Bretagne. Elle est drainée par divers petits cours d'eau,.

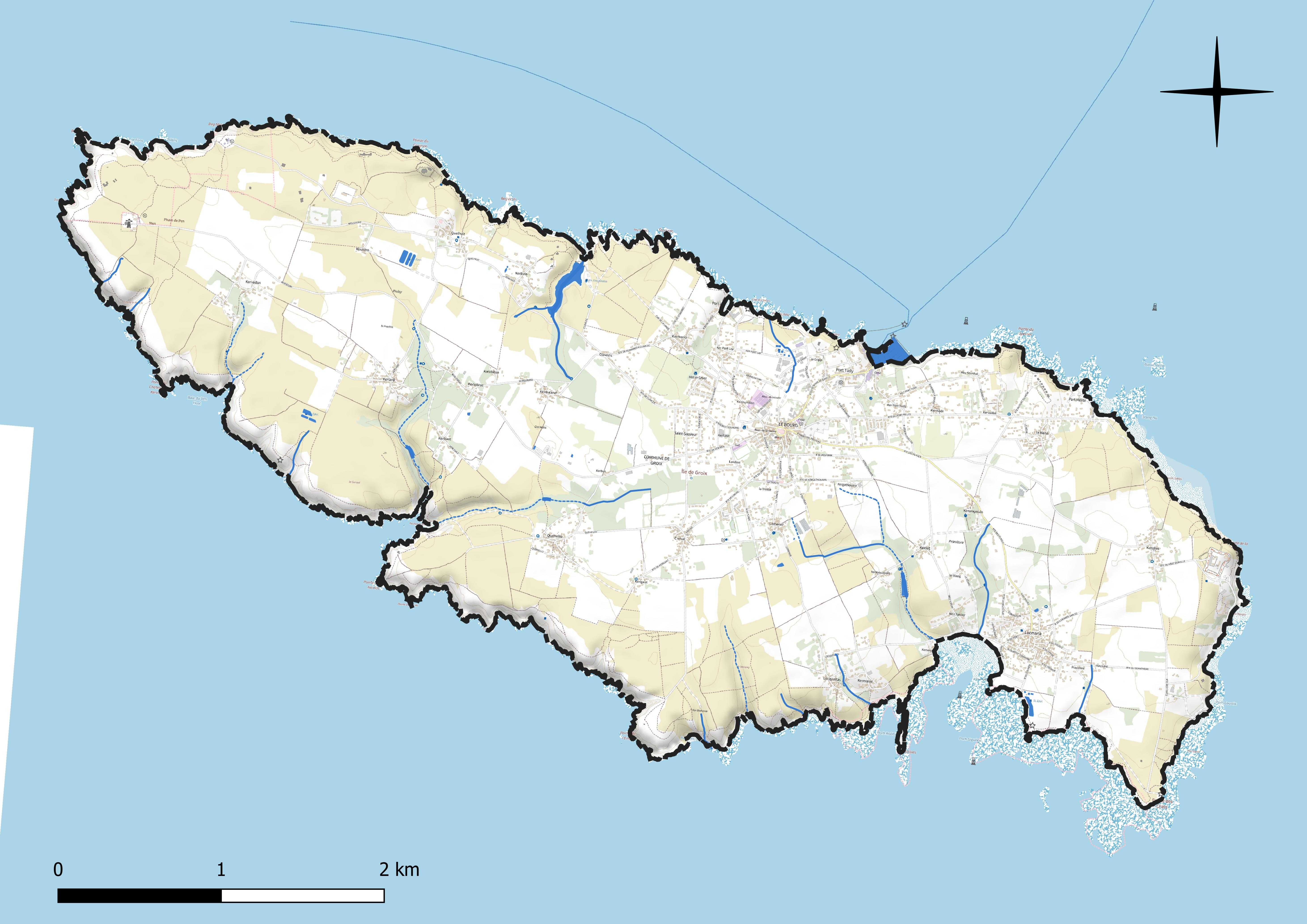
Réseau hydrographique de Groix.

### Climat
Pour des articles plus généraux, voir Climat de la Bretagne et Climat du Morbihan.
En 2010, le climat de la commune est de type climat océanique franc, selon une étude du CNRS s'appuyant sur une série de données couvrant la période 1971-2000. En 2020, Météo-France publie une typologie des climats de la France métropolitaine dans laquelle la commune est exposée à un climat océanique et est dans la région climatique  Bretagne orientale et méridionale, Pays nantais, Vendée, caractérisée par une faible pluviométrie en été et une bonne insolation. Parallèlement l'observatoire de l'environnement en Bretagne publie en 2020 un zonage climatique de la région Bretagne, s'appuyant sur des données de Météo-France de 2009. La commune est, selon ce zonage, dans la zone « Littoral doux », exposée à un climat venté avec des étés cléments.
Pour la période 1971-2000, la température annuelle moyenne est de 12,1 °C, avec une amplitude thermique annuelle de 10,8 °C. Le cumul annuel moyen de précipitations est de 850 mm, avec 14,3 jours de précipitations en janvier et 6,8 jours en juillet. Pour la période 1991-2020, la température moyenne annuelle observée sur la station météorologique la plus proche, située sur la commune de Quéven à 17 km à vol d'oiseau, est de 12,2 °C et le cumul annuel moyen de précipitations est de 943,3 mm,. Pour l'avenir, les paramètres climatiques de la commune estimés pour 2050 selon différents scénarios d’émission de gaz à effet de serre sont consultables sur un site dédié publié par Météo-France en novembre 2022.

### Faune, flore et écologie
Il y a sur l'île de Groix quelques couleuvres à collier et couleuvres vipérines. On observe également la présence de crapauds, ce qui est rare sur les îles[réf. souhaitée], surnommés « gro » en norrois. Les lapins sont très nombreux, mais toutefois en forte diminution depuis dix ans[réf. souhaitée] à cause de l'apparition d'une maladie jusqu'ici inconnue sur l'île[Laquelle ?]. Les faisans sont aussi présents en grand nombre et observables toute l'année.
Les terrains des batteries du Grognon sont gérés par le Conservatoire du littoral.

### Navigation

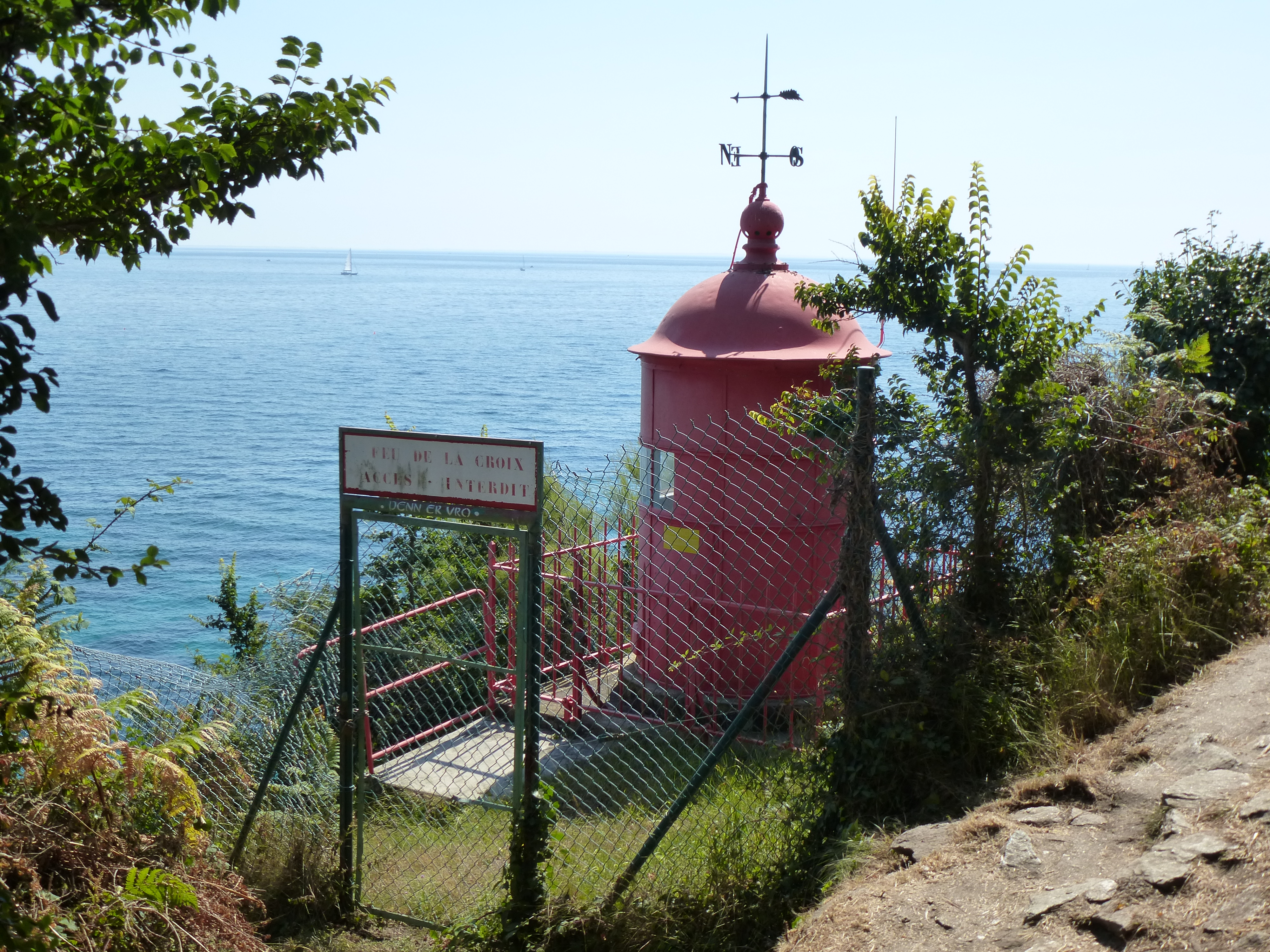
Le Feu de la Croix.

Les parages de Groix sont réputés dangereux comme l'atteste une version de la tétralogie d'Ouessant :

« Qui voit Ouessant voit son sang,

Qui voit Molène, voit sa peine,

Qui voit Sein, voit sa fin, 

Qui voit Groix, voit sa croix. »

Pour les navires de guerre qui partent de Brest, le dicton devient plus optimiste :

« Qui voit Ouessant voit son sang.
Qui voit Sein voit sa fin.
Qui voit Groix voit sa joie.
Qui voit Belle-Île, cingle sans péril. »

### Port Tudy et les autres ports de l'île
Groix a longtemps été une île sans port. Dubuisson-Aubenay écrit en 1636 : « L'île est partout environnée de rochers, sauf aux abords de Saint-Tudy et de Locmaria, où il y a une ouverture. (...) En ces deux endroits on pourrait aménager deux petits ports ».
Une première jetée est construite en 1792 à Port Tudy, remplacée à partir de la décennie 1860 par un môle long de 115 mètres, complété par deux jetées, l'une de 155 m, l'autre de 193 m ; malgré ces travaux, le port restait insuffisamment protégé du ressac lors des tempêtes : celles de 1891, 1911 et 1917 provoquèrent plusieurs naufrages dans le port. Ce n'est qu'en 1935, avec le prolongement de la jetée nord-ouest, que le port est enfin totalement protégé.
Port Tudy constitue le plus grand port de pêche et de plaisance de l'île. Il accueille la navette (ferry) qui fait la liaison entre l'île et le continent (Lorient et Port-Louis). Le port n'accueille plus guère de chalutiers, il reçoit en revanche de nombreux bateaux de plaisance, les navettes entre l'île et Lorient ainsi que des bateaux-taxis.

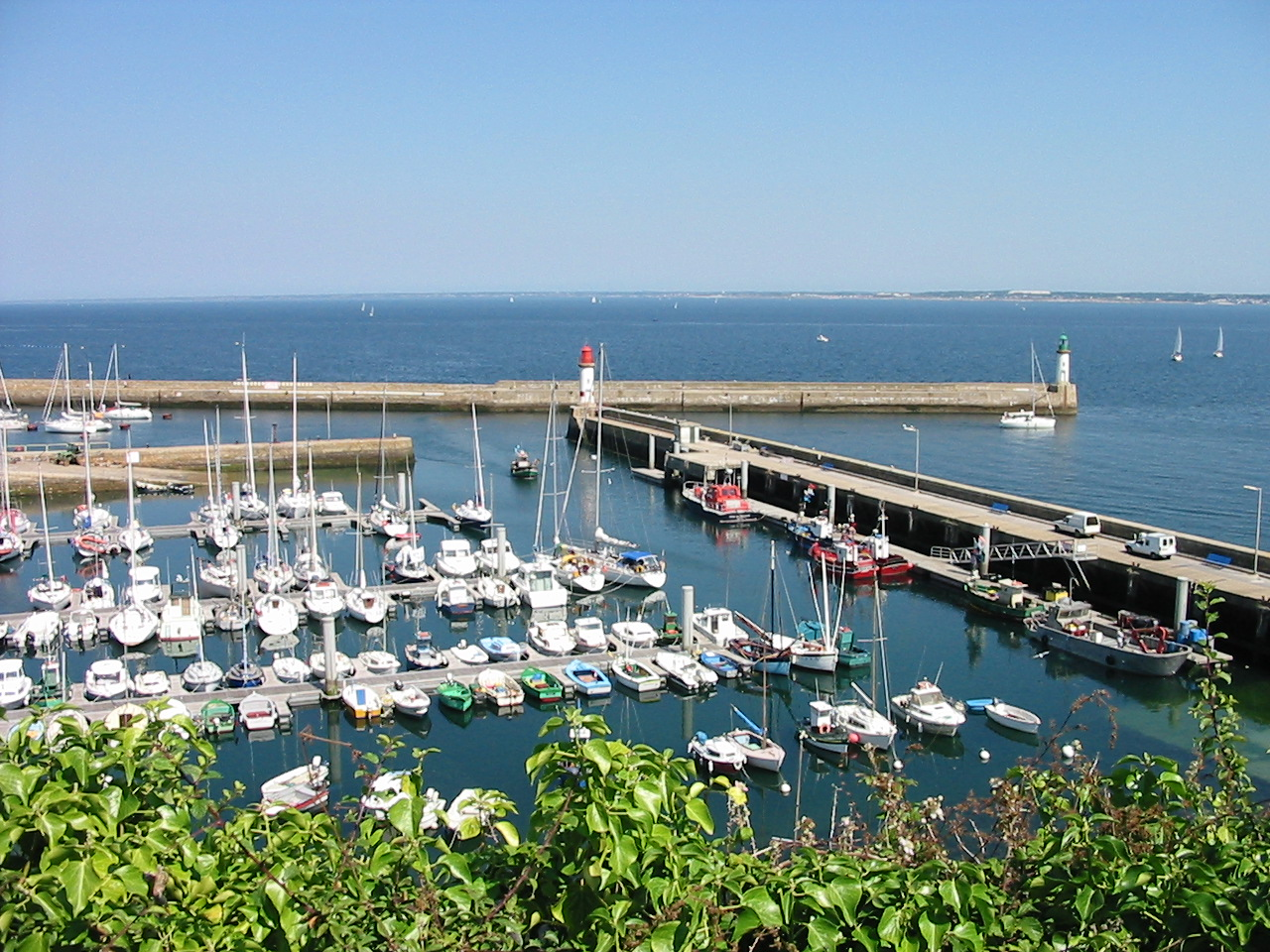
Port Tudy.
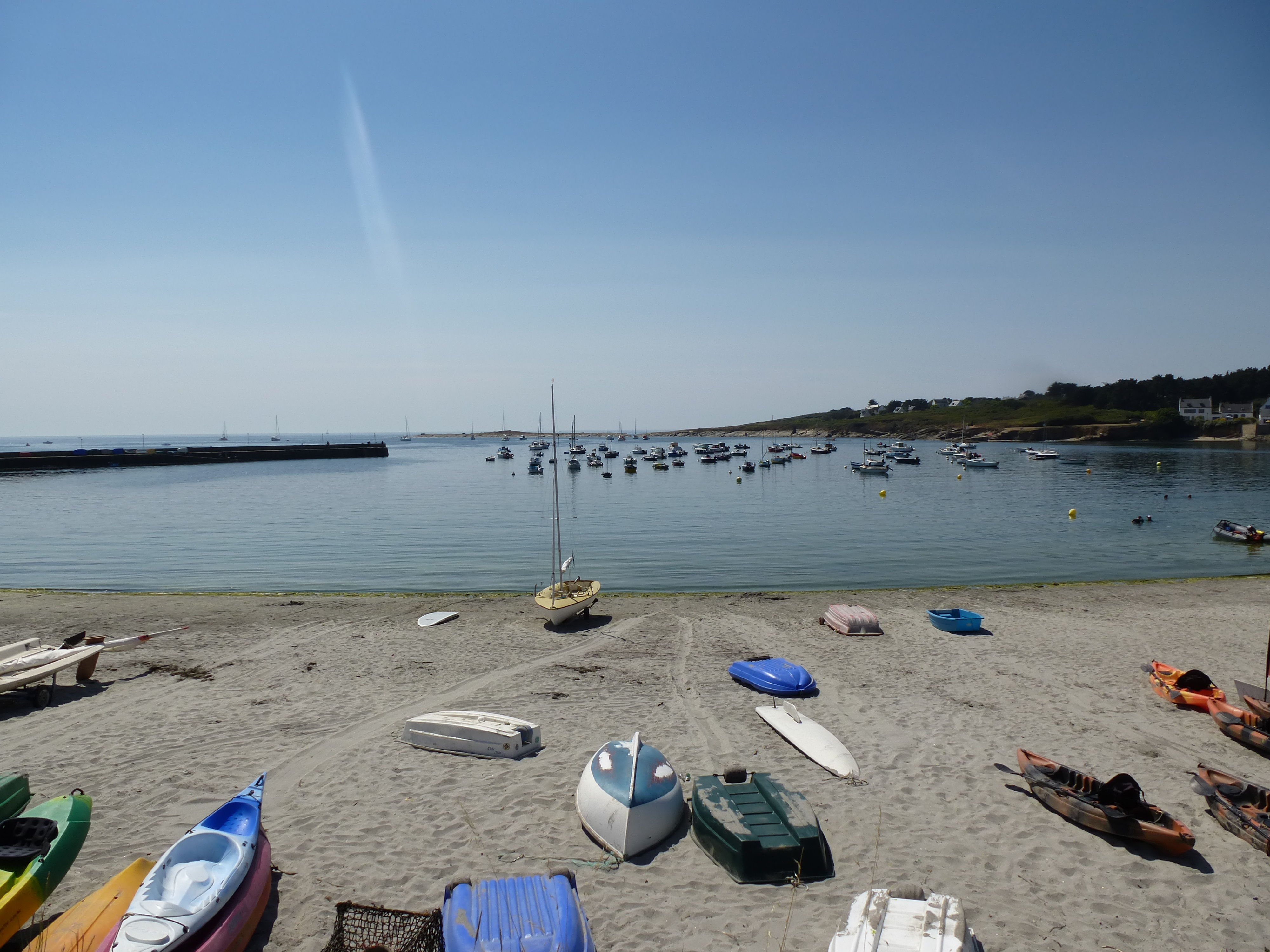
La baie et le port de Locmaria.
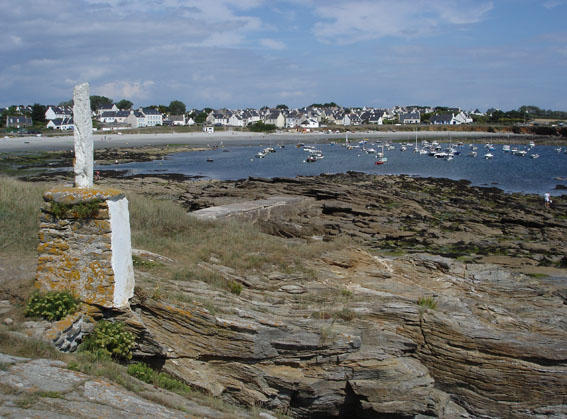
Le port de Locmaria.
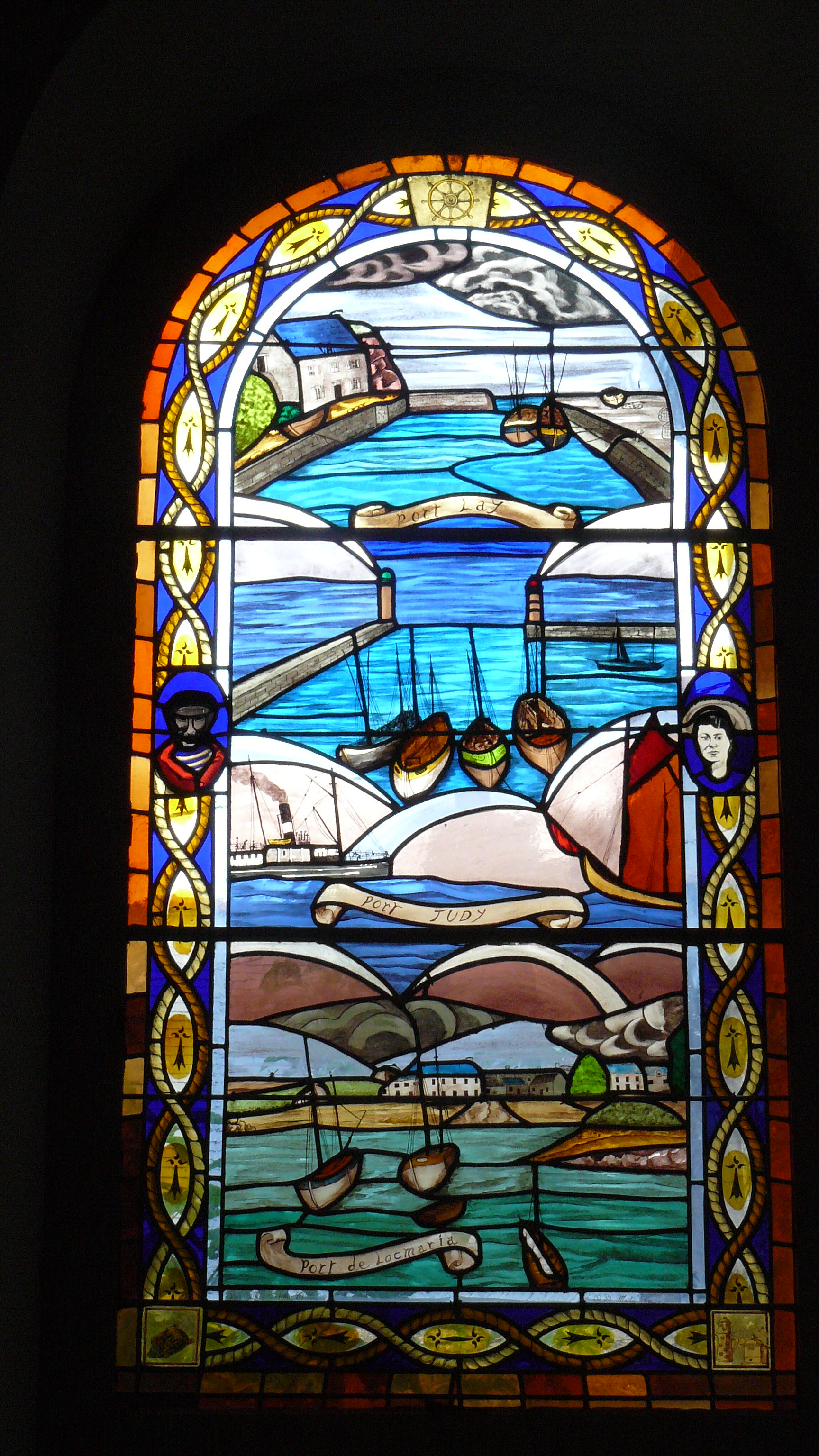
Chapelle Notre-Dame-de-Placemanec : vitrail des trois ports de l'Île de Groix.
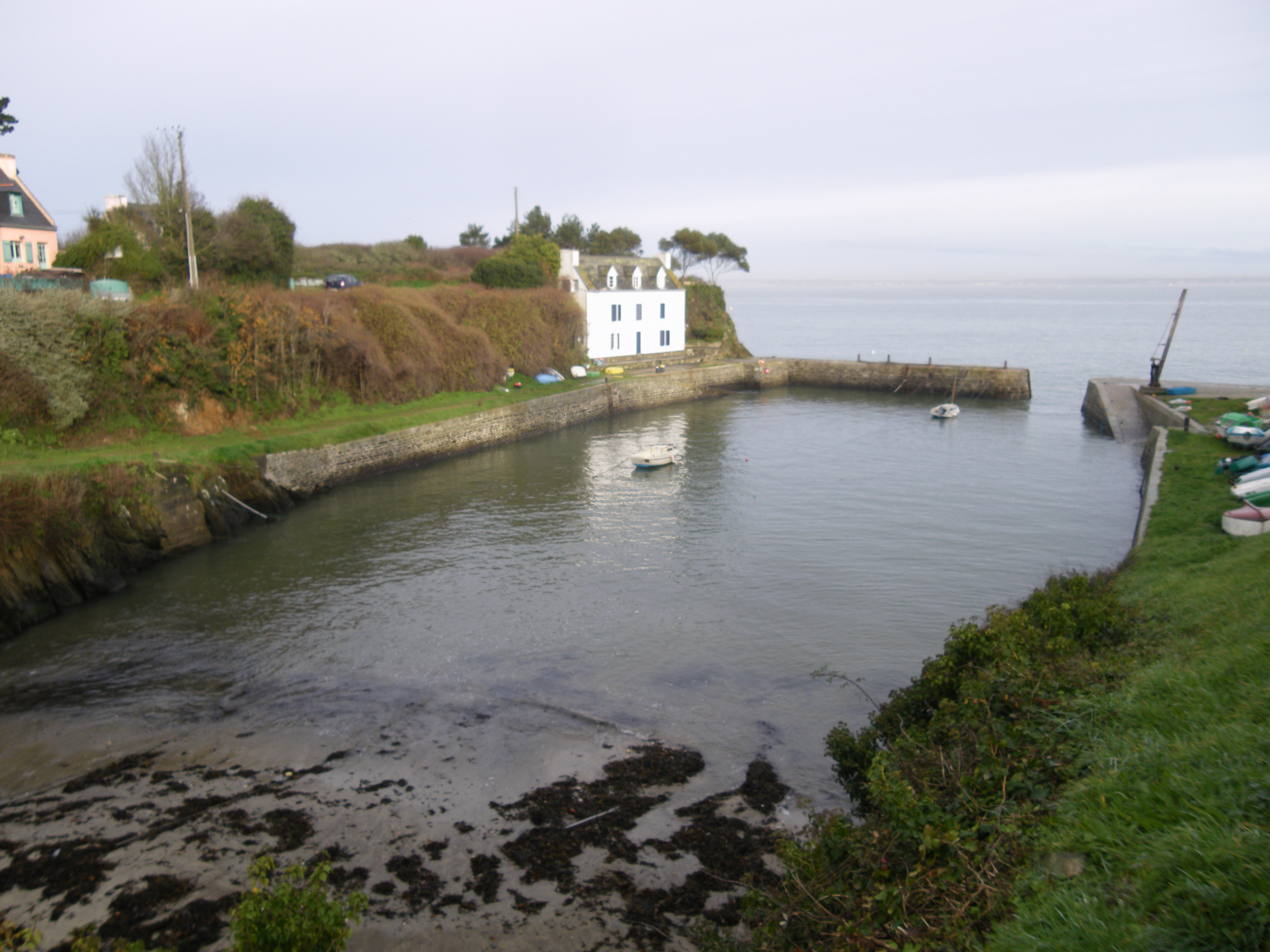
Port Lay.
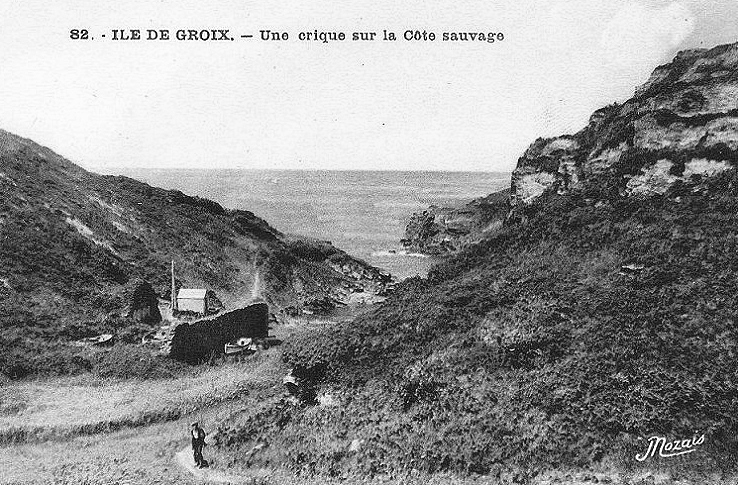
Port Melin vers 1935 : une simple crique servant de port d'échouage (carte postale Nozais).
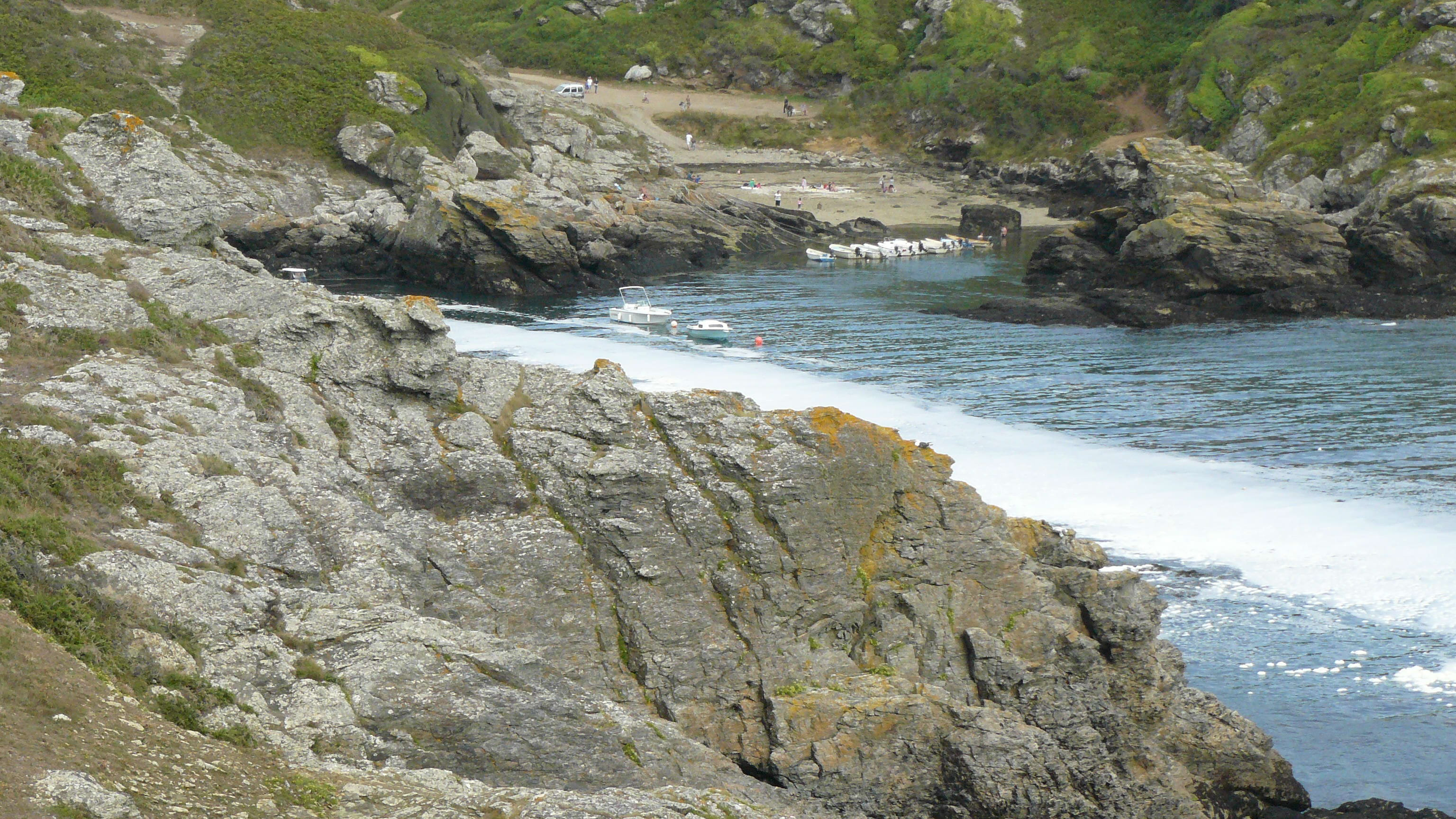
La baie de Port Saint-Nicolas : un simple port d'échouage.

Port Lay a été le premier port de Groix : un môle en pierres sèches y est construit en 1832, mais il est détruit à deux reprises en 1836 et 1840 lors de tempêtes. Une cale-débarcadère y est achevée en 1850, mais le port est trop petit. C'est à Port Lay que la première presse à sardines s'est implantée en 1803, suivie d'une conserverie de sardines et thons en 1863. La première école de pêche de France ouvre en 1895 à Port Lay ; elle a fermé vers 1960.
Port Melin et Port Saint-Nicolas sont de simples ports d'échouage.
Locmaria est resté jusque vers 1880 le village le plus peuplé de Groix. Niché au fond d'une baie de la côte sud, ce n'est qu'un port d'échouage, fréquentable uniquement par beau temps à la belle saison. Ce port était quand même fréquenté par 65 bateaux de pêche à la fin du XIXe siècle ; après le naufrage de 5 chaloupe dans le port lors d'une tempête le 28 janvier 1881, une jetée y fut enfin construite en 1905.

### Agriculture
Dubuisson-Aubenay écrit en 1636 que  « la terre est labourable et fertile en blé ». Les « sillons » traditionnels (des bandes de terre de 3 ou 4 mètres de large, limitées par des fossés et parfois protégés par des murets de pierre) ont disparu en raison du remembrement (achevé en 1955) et par la suite de l'abandon de l'agriculture ; la friche sociale et l'essor du tourisme ont transformé le paysage de l'île, les broussailles et les résidences secondaires se sont considérablement développés.
Depuis 2019, Leslie Romagné, ancienne biologiste marine, et son mari Julien Romagné, ancien préparateur dans la course au large, ont repris le flambeau mytilicole Groisillon. Ils exploitent les sept hectares de filières où grandissent les moules de Groix, moules de pleine mer réputées et labellisées BIO,.

## Urbanisme

### Typologie
Au 1er janvier 2024, Groix est catégorisée commune rurale à habitat dispersé, selon la nouvelle grille communale de densité à sept niveaux définie par l'Insee en 2022.
Elle est située hors unité urbaine et hors attraction des villes,.
La commune, bordée par l'océan Atlantique, est également une commune littorale au sens de la loi du 3 janvier 1986, dite loi littoral. Des dispositions spécifiques d’urbanisme s’y appliquent dès lors afin de préserver les espaces naturels, les sites, les paysages et l’équilibre écologique du littoral, tel le principe d'inconstructibilité, en dehors des espaces urbanisés, sur la bande littorale des 100 mètres, ou plus si le plan local d’urbanisme le prévoit.

### Occupation des sols

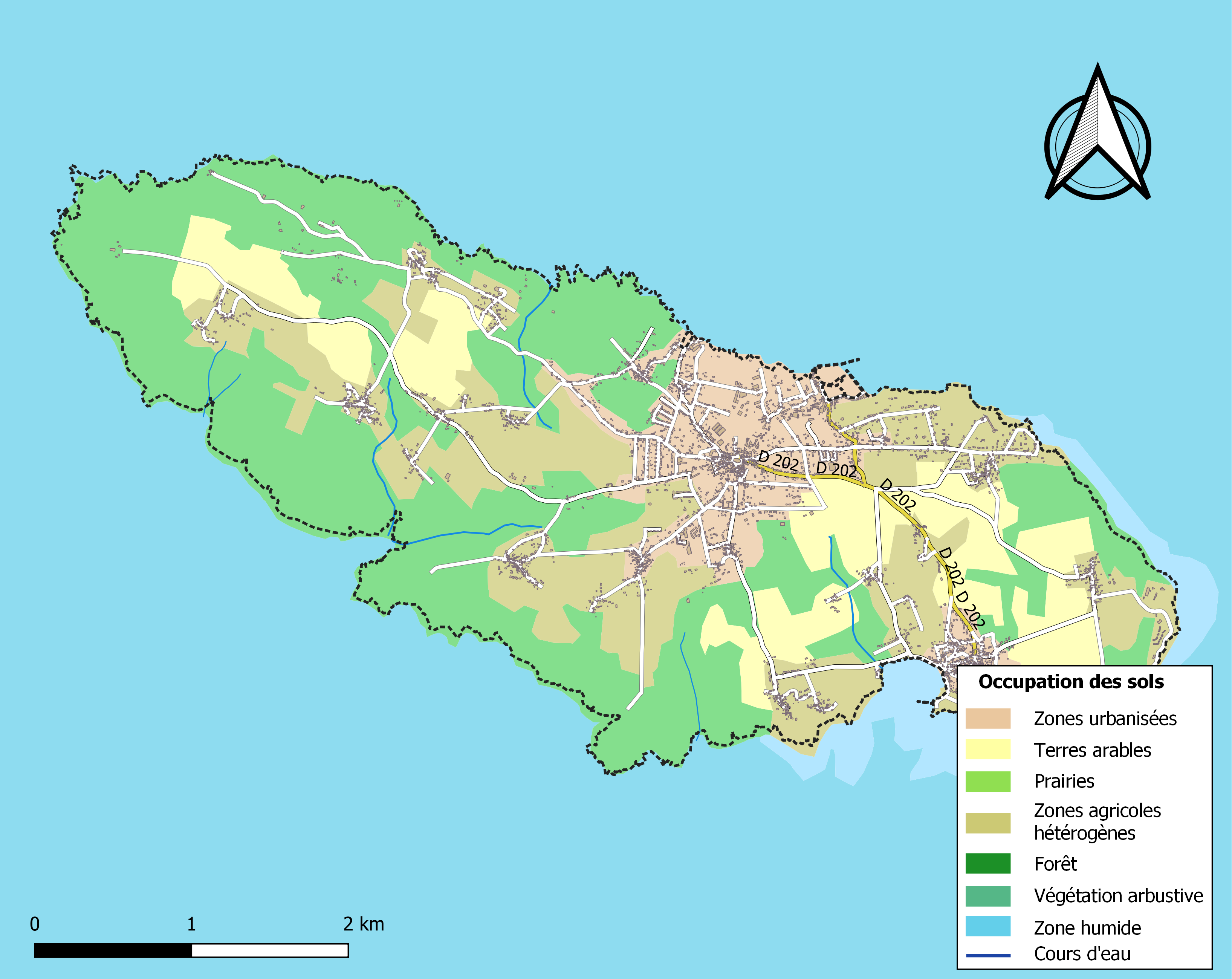
Carte des infrastructures et de l'occupation des sols de la commune en 2018 (CLC).

Le tableau ci-dessous présente l'occupation des sols de la commune en 2018, telle qu'elle ressort de la base de données européenne d’occupation biophysique des sols Corine Land Cover (CLC).
| Type d’occupation                                                                   | Pourcentage | Superficie (en hectares) |
| ----------------------------------------------------------------------------------- | ----------- | ------------------------ |
| Tissu urbain discontinu                                                             | 11,8 %      | 181                      |
| Terres arables hors périmètres d'irrigation                                         | 14,4 %      | 222                      |
| Systèmes culturaux et parcellaires complexes                                        | 23,8 %      | 366                      |
| Surfaces essentiellement agricoles interrompues par des espaces naturels importants | 2,2 %       | 34                       |
| Landes et broussailles                                                              | 45,6 %      | 701                      |
| Zones intertidales                                                                  | 0,3 %       | 4                        |
| Mers et océans                                                                      | 1,9 %       | 29                       |
| Source : Corine Land Cover                                                          |             |                          |

L'occupation des sols est caractérisée par la prédominance de la lande. Celle-ci occupe près de la moitié de la surface de l'île et est surtout présente dans la moitié occidentale. Les terres agricoles se concentrent à l'intérieur de l'île ainsi qu'à l'est.

## Toponymie
En breton le nom de l'ile est Groe (prononcé [gʁwe]).
Il pourrait être issu du breton groa « cordon (de galets) », lui-même formé sur la racine celtique graua, et qui est l'origine du mot français gravier.
Les marins bretons, lors des campagnes de pêches à la morue et aux baleines, aux siècles passés, ont baptisé en langue bretonne, île Groais, une petite île située au Nord-Est de Terre-Neuve.
Les Groisillons sont surnommés traditionnellement Greks ; l'origine de ce qualificatif est discutée, l'hypothèse la plus probable étant qu'en breton les gens du continent disaient à leur propos : « Hemañ a gomz groéeg » («Celui-ci parle le breton de Groix »), en raison des variations dialectales des insulaires.

## Histoire

### Préhistoire et Antiquité
De nombreux menhirs et dolmens datant du Néolithique parsèment l'île, notamment ceux de Clavezic, Mez-Kergathouarn, Quelhuit, Magouer Huen, Men-Hoal, Men-Kam et Men-Yann.

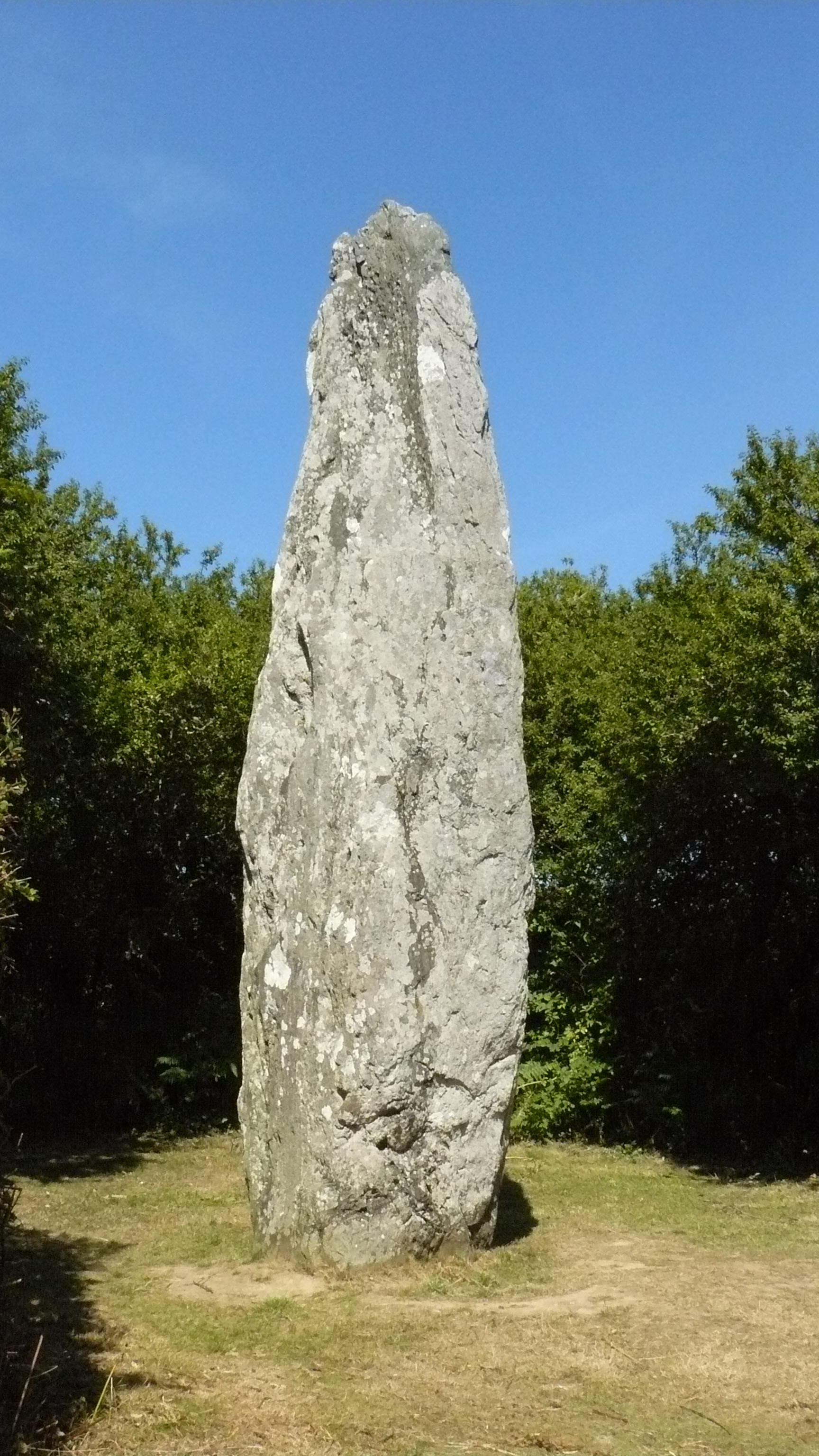
Le menhir nommé "Salver ar Bed" ("Sauveur du monde") situé au lieu-dit de Mez er Groez.
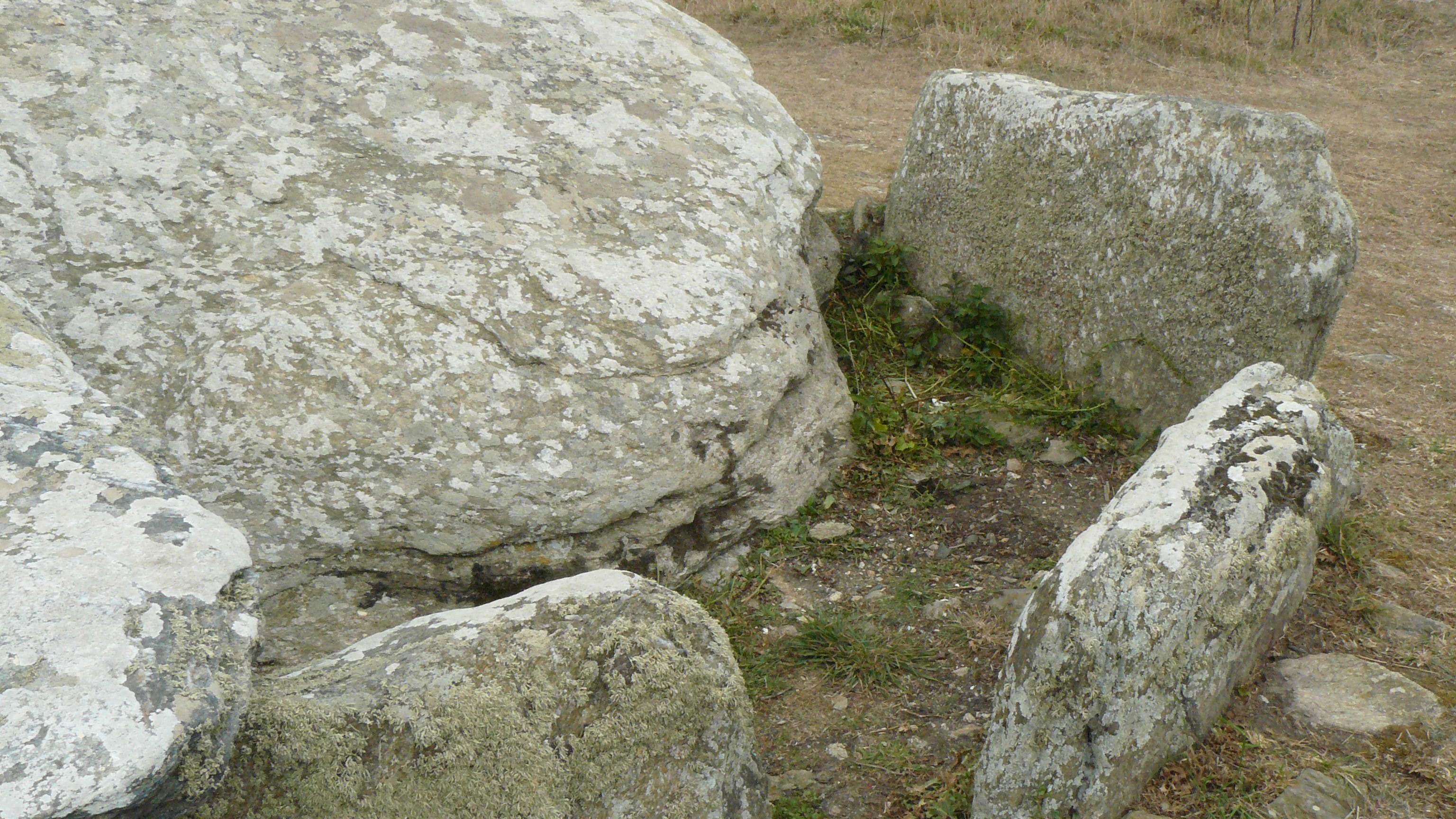
Le dolmen de Magouer Huen (vue partielle).
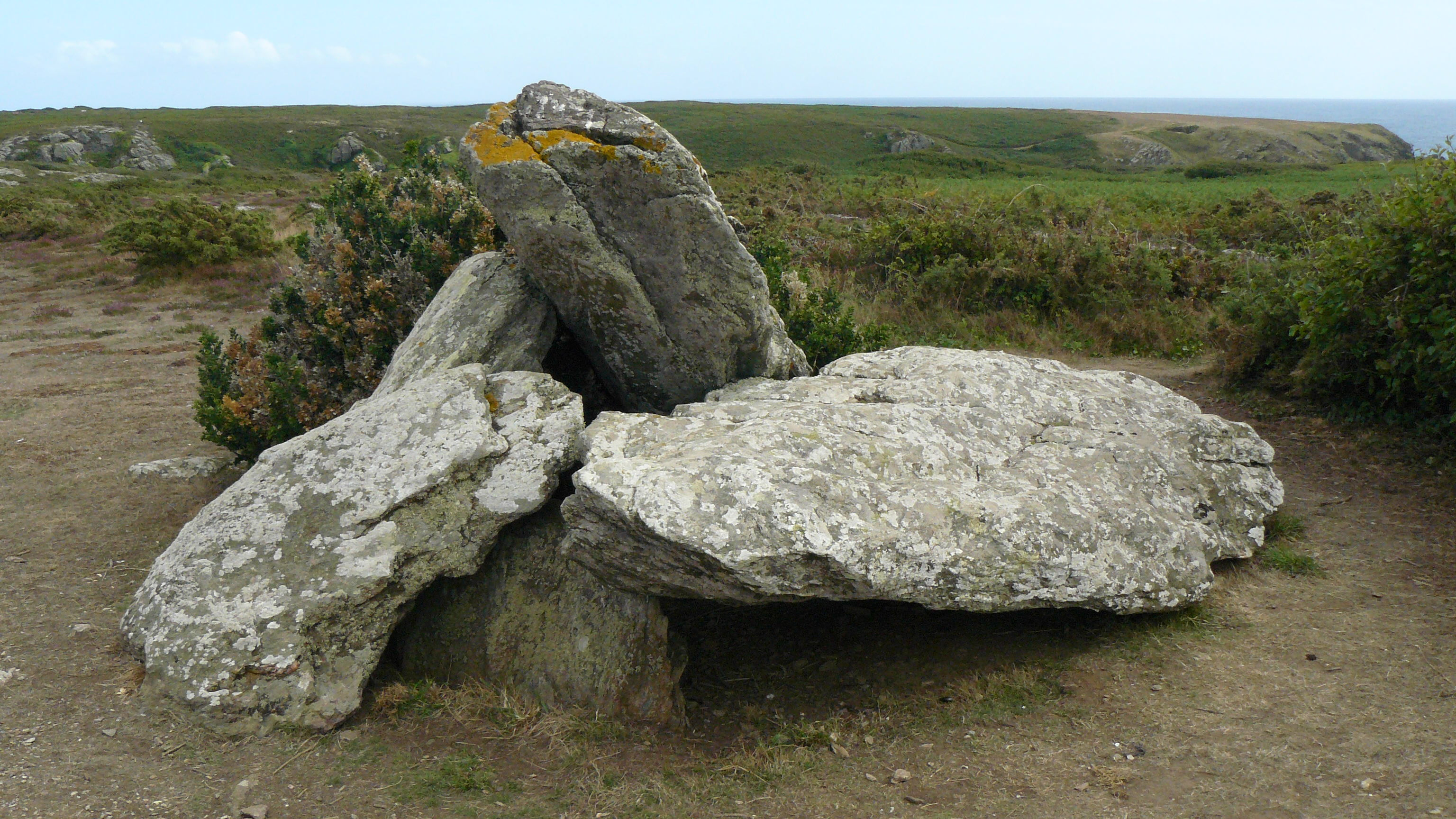
Le dolmen de Men Yan.
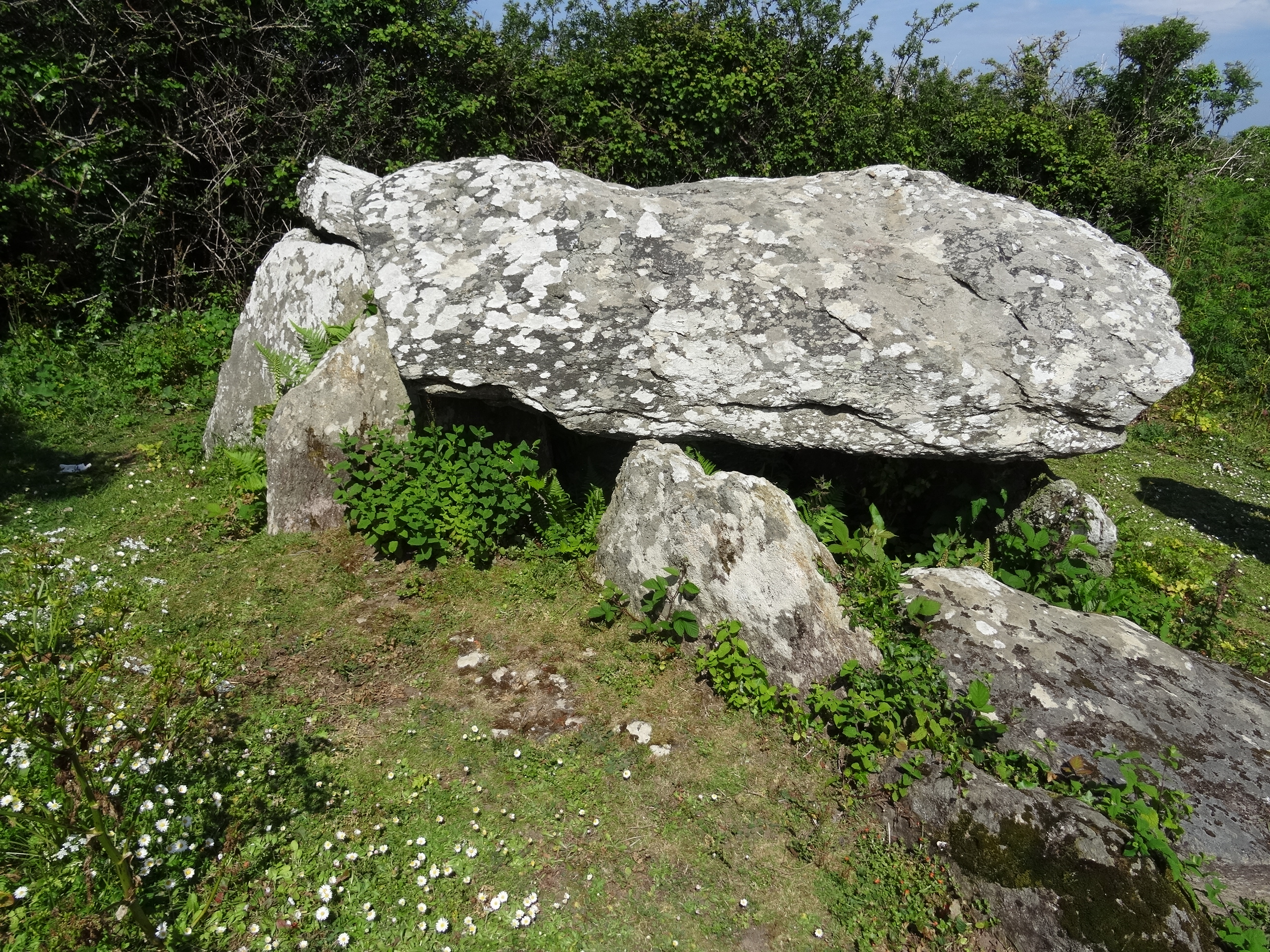
Un dolmen de Groix.

L'existence de fossés défensifs et de palissades (un éperon barré) à Kervedan (lieu-dit du « Camp des Gaulois ») indique de possibles luttes contre des envahisseurs venus de l'extérieur de l'île dès l'Âge du Fer.

### Moyen Âge

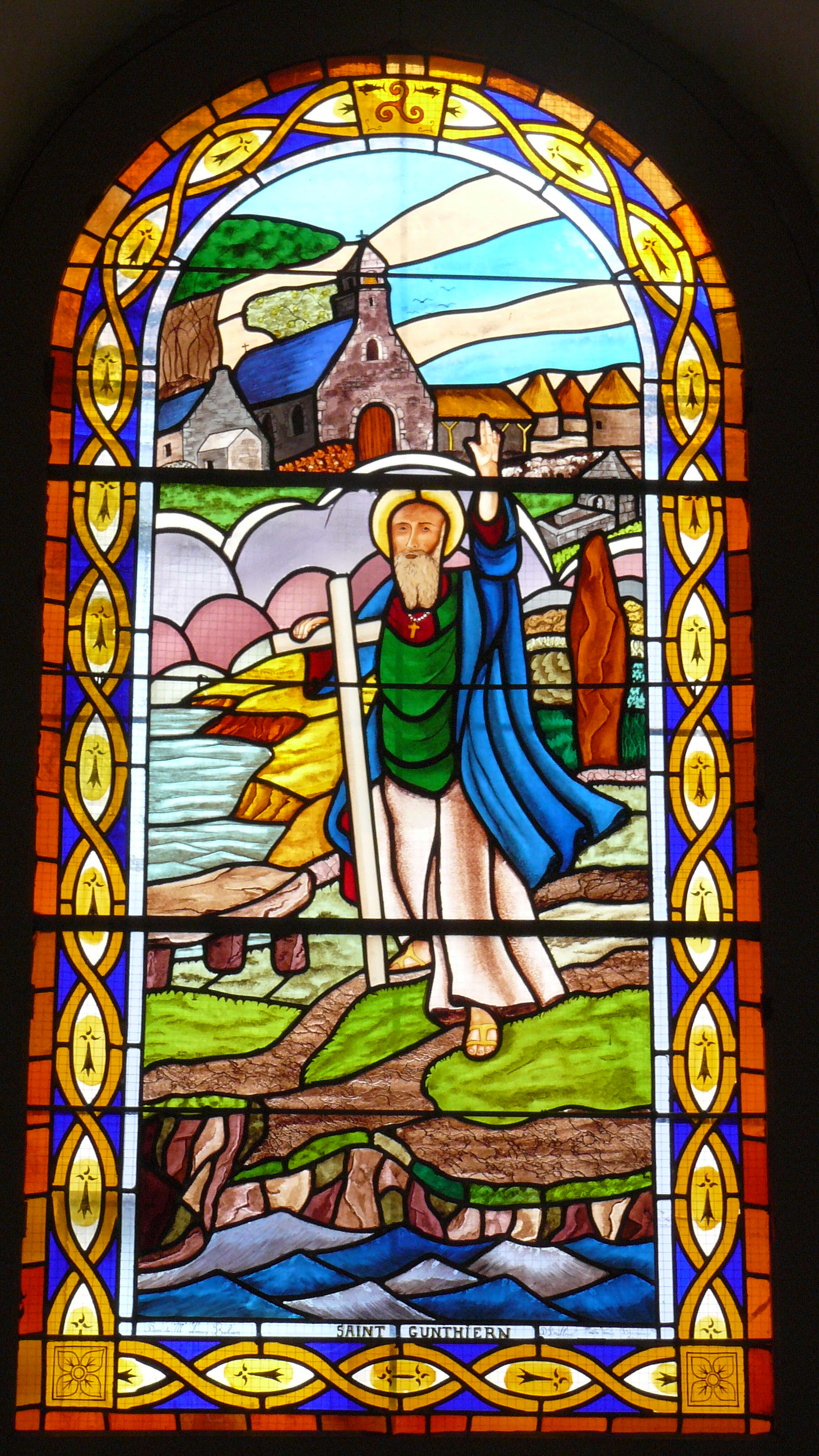
Chapelle Notre-Dame-de-Placemanec : vitrail de saint Gunthiern.

#### LeHaut Moyen Âge
Saint Gunthiern, venant de Cambrie, aurait débarqué à Groix vers la fin du Ve siècle.
À l'époque des incursions des Vikings, les reliques de saint Gunthiern, de saint Guénolé et des saints Paulennan, Symphorien, Trénennan, Guédian, Guénael, Isunet autres saints ont été cachées à Groix. Elles furent redécouvertes vers 1069. Les incursions scandinaves laissent à Groix une tombe viking à barque incinérée dont le tumulus (17 mètres de diamètre) a été fouillé et détruit en 1906. Cette barque de 14 mètres de long contenait les ossements d'un chef, d'une personne de son entourage, d'un chien et d'oiseaux. Elle contenait aussi de nombreuses armes de tous types (épées, boucliers-pavois, hache, lance, flèches, couteau) et des jeux de société.
On divisait culturellement Groix en deux : à l'ouest Piwisy (prononcer « puisi »), à l'est Primiture (prononcer « prumtur »). Le parler y était du type bas-vannetais "groisillon", avec des nuances sous-dialectales entre l'ouest et l'est (Cf. Grammaire d'Elmar Ternes). Mais l'île n'a jamais été divisée en deux paroisses et ne forme qu'une seule commune. Les services religieux étaient assurés par le clergé insulaire et par les moines bénédictins de l'abbaye Sainte-Croix de Quimperlé.
Groix a appartenu au Kemenet-Héboé, machtiernat puis seigneurie centrée à Hennebont, qui passera ensuite à la famille de Rohan, jusqu'à la Révolution.

#### La tombe viking de Groix

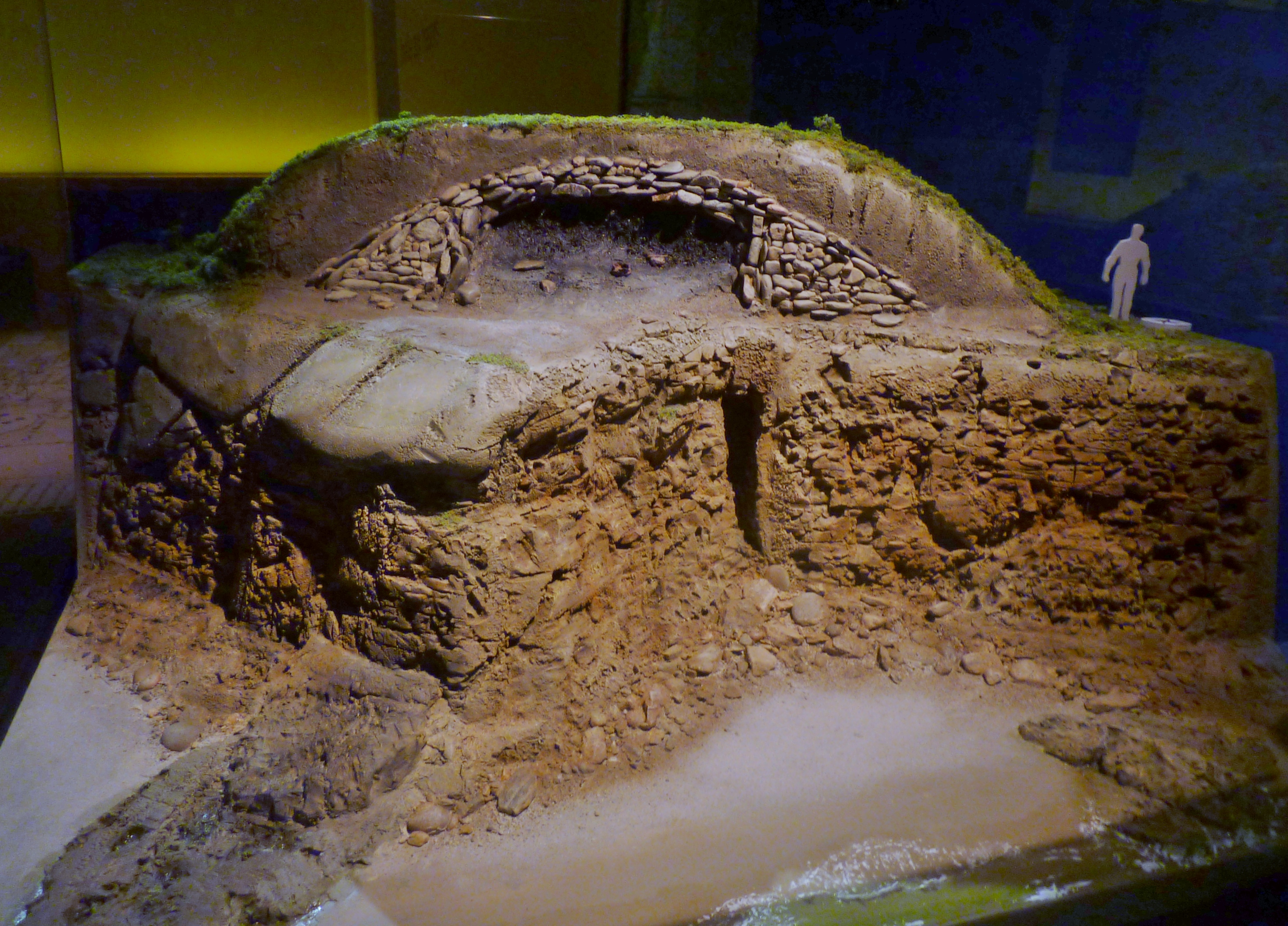
La tombe viking de l'île de Groix (reconstitution).

Une fouille entreprise en 1906 par le préhistorien Paul du Châtellier et le commandant Louis Le Pontois (br) a permis la découverte d’une aire charbonnée d’une sépulture scandinave par incinération dans et avec une barque. Cette fouille a exigé huit journées de travail. Une partie de l’espace sur lequel avaient été étendus les restes du bûcher a été enlevé par la mer. Ce qui a été recueilli :
- des ossements humains ainsi que les ossements d’un chien et de quelques oiseaux ;
- les restes d’une barque caractérisée par des rivets spéciaux ;
- deux vases en bronze, une marmite en tôle de fer ;
- vingt et un umbos de boucliers ;
- deux épées à deux tranchants, une bouterolle de fourreau d’épée, deux haches, trois lances, huit flèches et un couteau ;
- une pierre à aiguiser, une enclume, un marteau, une tenaille, une mèche à cuiller, deux poinçons, deux outils à usage indéterminé ;
- une bague en or, des lambeaux du revêtement des fils d’une étoffe tissée d’or, deux agrafes, un bouton, une tresse, des petites perles en argent, un bouton en fer plaqué de bronze ;
- une têtière en bronze ;
- la garniture en fer, argent et bronze d’un collier de cheval ou d’une selle - une chaîne en fer - quelques autres objets à usage indéterminé.

Seuls quelques éléments sont visibles aujourd’hui à l’écomusée de Groix, quelques autres sont conservés au musée des antiquités nationales à Saint-Germain-en-Laye.
- Images de quelques objets dans la Lettre de la Société des Amis du Musée de Groix no 10 consacrée à la tombe viking[40].

### Époque moderne

#### Les ouvrages défensifs

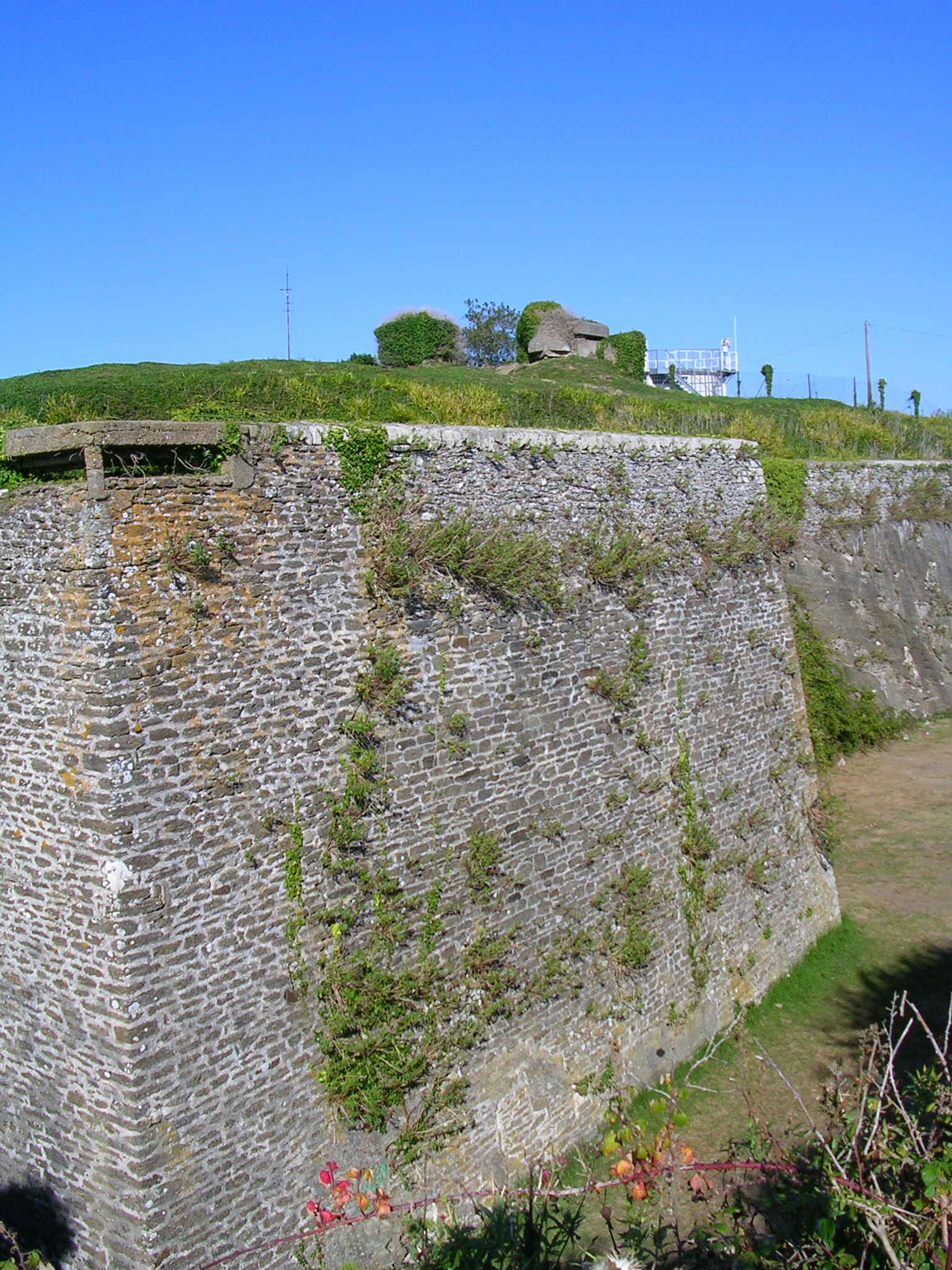
Le fort Surville.

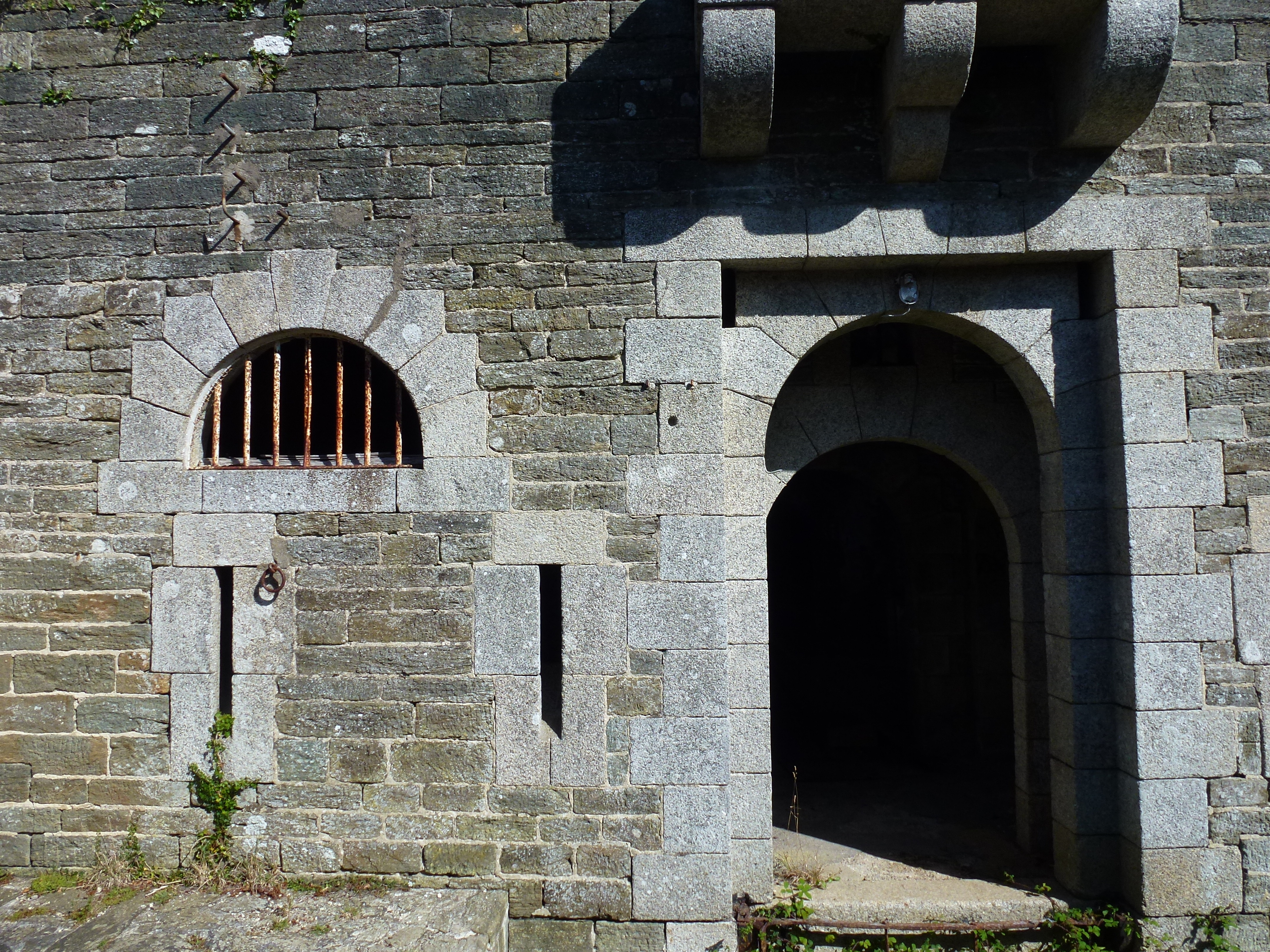
Le fort du Bas-Grognon.

Au XVIIe siècle, Groix a fait périodiquement l'objet de pillages et d'attaques de toutes sortes, principalement de la part des marines anglaises et hollandaises. Malgré la création de la ville de Lorient et de la Compagnie des Indes, il faut attendre 1744 pour qu'une première structure défensive soit construite sur l'île. Plusieurs autres suivront, jusqu'à l'occupation allemande au cours de la Seconde Guerre mondiale :
- Fort Surville (Pointe de la Croix) : construit en 1744, agrandi en 1846 ;
- Fort du Bas-Grognon : construit en 1744, modifié en 1761, 1848 et 1893 ;
- Fort du Haut-Grognon : construit de 1878 à 1881 ;
- Batterie du Gripp : construite en 1744, modifiée en 1847 ;
- Batterie de Nosterven : construite en 1744, modifiée en 1846 ;
- Redoute de la Pointe des Chats : construite en 1757, modifiée en 1761 ;
- Batterie du Méné : construite entre 1901 et 1903 ;

Certaines constructions ont aujourd’hui disparu :
- Batterie du Spernec : construite au XVIIIe siècle ;
- Redoute de Porh-Costic : construite en 1761 ;
- Batterie de Goyave : construite en 1761 ;
- Redoute de Penennès : construite en 1761 ;
- Redoute de Porh-Polière : construite en 1761 ;
- Redoute de la Fontaine des Grands-Sables : construite en 1761.

Aux XVIIIe et XIXe siècles, la portée des canons ne permet pas d'atteindre les bateaux naviguant dans les Coureaux. Tout au plus permettent-ils de défendre les bateaux mouillant à l'abri de l'île.

#### Groix au début duXVIIIesiècle
La chapelle Notre-Dame-de-Placemanec, qui datait du XIe siècle, fut incendiée par les Anglo-Hollandais en 1696 et fut reconstruite en 1797.
En 1703, l'amiral anglais Rooke, qui arrive devant Groix avec 7 000 hommes renonce à débarquer en raison de la ruse inventée par l'abbé Uzel, recteur, qui déguisait femmes et animaux pour faire croire à la présence de dragons.
Selon un décret signé du roi Louis XIV le 26 mars 1704, « il est ordonné aux maîtres de bateaux de l'île de Grouais [Groix] et de la terre ferme voisine, qui passeront en cette île d'autres gens que ceux qui en sont, de les mener, au défaut d'officier commandant ou d'officier de l'amirauté, au sieur Uzel, curé de cette île, pour les examiner et lui rendre compte des affaires qui les font passer en cette île, à peine de désobéissance ». Le curé recevait une pension de 500 livres par an pour cette charge.
L'ancienne église paroissiale Saint-Tudy de Groix fut abattue en 1755 mais en raison des difficultés financières, la première pierre de la nouvelle église ne fut posée que le 30 juillet 1758 ; mal construite, la nouvelle église menaçait ruine dès 1787, forçant à organiser les services religieux dans la chapelle de la Trinité. Il fallut la reconstruire en grande partie en 1850.

#### Groix en 1778

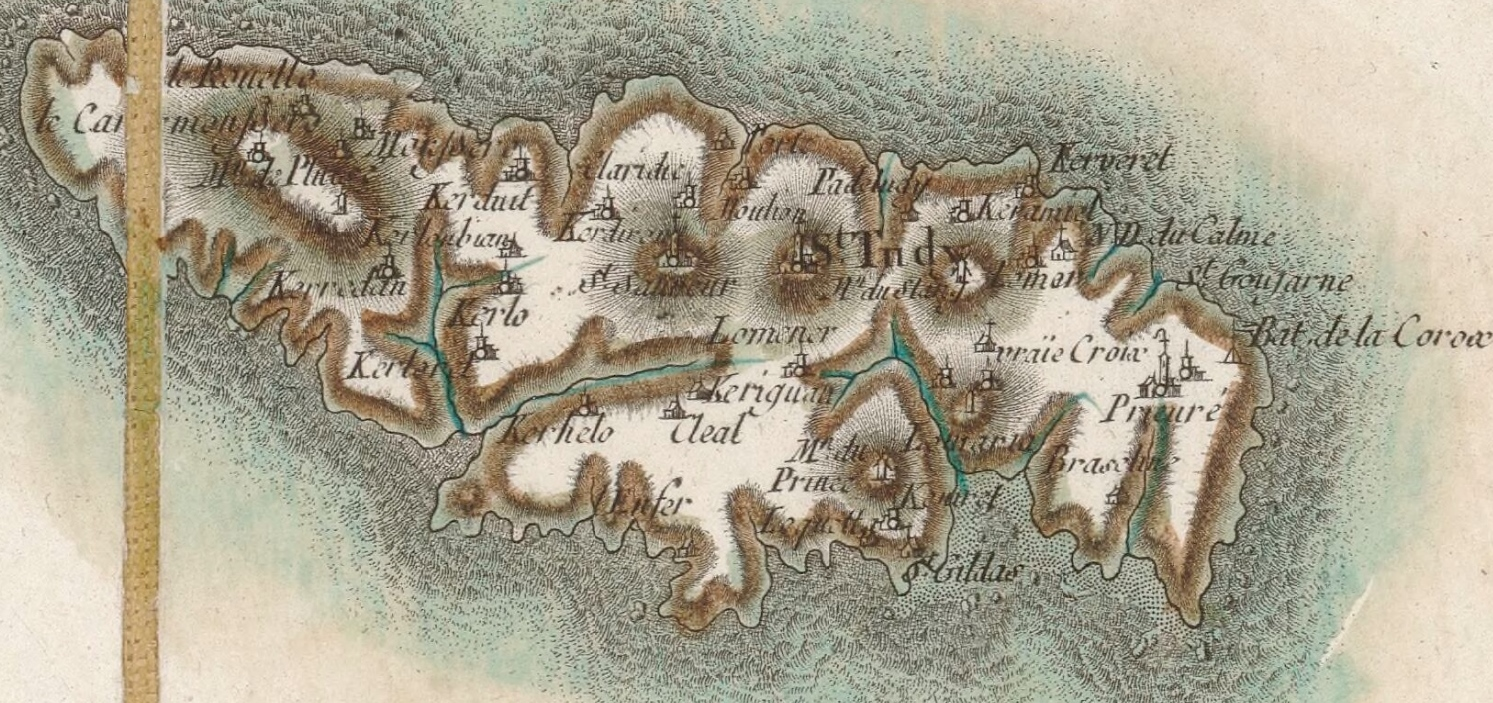
Carte de Cassini (1783) : l'Île de Groix.

Jean-Baptiste Ogée décrit ainsi Groix en 1778 :

« Isle-de-Grouais [Groys] ou Saint-Tudy, à 11 lieues à l'ouest de Vannes, son évêché et son ressort ; à 31 lieues de Rennes et à deux lieues deux-tiers de Lorient, sa subdélégation. On y compte 2 000 communiants. Cette île renferme deux paroisses, dont les cures sont à l'ordinaire, un prieuré, plusieurs chapelles, et environ trente villages bien peuplés d'habitants. Elle a une lieue et demie de longueur et une lieue dans sa plus grande largeur ; elle contient environ 7 000 arpents de terrain, et relève de la principauté de Guémené. La pêche du congre se fait dans cette île sur des rochers qui l'environnent. On fait sécher ce poisson comme la morue. »

### Révolution française
Les ouvrages défensifs ont joué un rôle mineur dans la bataille de Groix qui opposa le 23 juin 1795 les flottes française et britannique.

### LeXIXesiècle

#### Les chapelles de Groix
Plusieurs chapelles qui existaient sous l'Ancien Régime et pour la plupart encore au XIXe siècle ont disparu depuis : la chapelle Saint-Laurent, la chapelle de la Vraie-Croix (à Kerampoulo), la chapelle Saint-Amand (à Kermouzouet), et au moins huit autres, ce qui illustre la forte influence du clergé par le passé. Quinze pardons existaient en 1819 et 12 encore en 1892, les plus connus étant celui de Notre-Dame-de-Placemanec à Locmaria le 14 août et celui de Saint-Léonard à Quelhuit le premier dimanche de septembre dans des chapelles qui existent encore de nos jours.

#### Groix en 1843

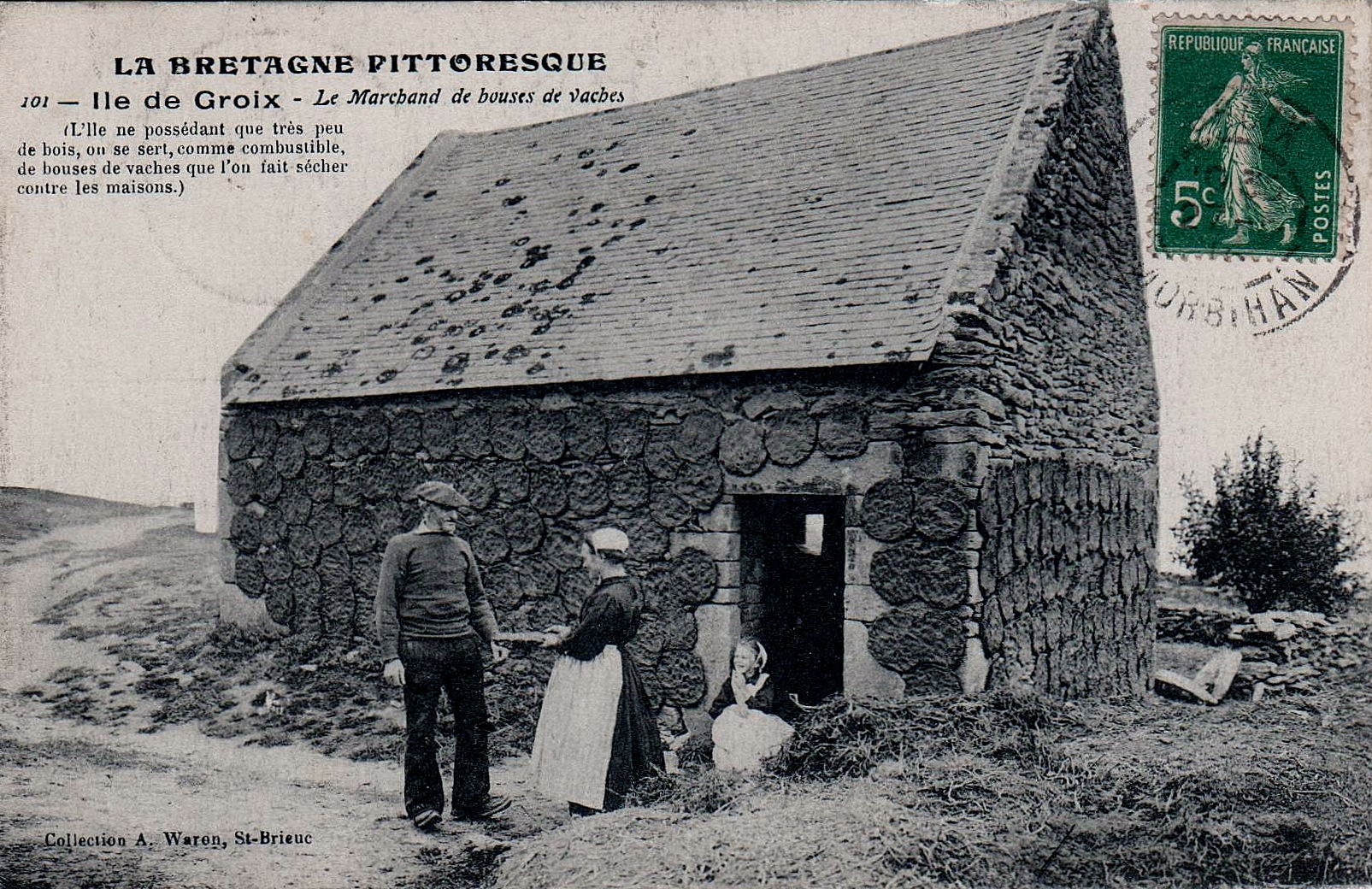
Bouses de vaches en train de sécher pour servir de combustible en raison de la rareté du bois (carte postale de 1916).

A. Marteville et P. Varin, continuateurs d'Ogée, décrivent ainsi Groix en 1843 : 

« Île-de-Groys ou Groix (sous l'invocation de saint Tudy, premier abbé de Loctudy) : commune formée par l'ancienne paroisse de ce nom, aujourd'hui succursale. Principaux villages : Moustéro, Kervédan, Quelhuit, Kerlar, Kerlobras, Kerloret, Kerdurand, Kerlobihan, Quéhello, Kermario, Kerport-Lay, Créhal, Lomener, Locqueltas, Kermarec, Kerliet, Kerampoulo, Lemené, Kerrohet, Kervaillet. Superficie totale : 1 476 ha, dont (...) terres labourables 802 ha, prés et pâtures 7 ha, vergers et jardins 14 ha, landes et incultes 577 ha (...). Moulins : 7 (Pivisy, Clavesic, Michel, du Prince, du Stang, de Kergalouarn, de Kerrochet, à vent). 6 presses à sardines. (...) L'île de Groix est séparée de la terre ferme par un bras de mer large de 10 à 13 000 mètres, et que l'on nomme le coureau de Groix. C'est là que l'on fait la pêche de sardine la plus abondante de toutes nos côtes. C'est là aussi que se fait solennellement chaque année, le jour de la Saint-Jean, la bénédiction de la pêche. Ce jour-là la population de Groix, clergé et bannière en tête, monte dans ses bateaux et gagne le milieu du coureau. De son côté, la population de terre ferme, partie du village de l'Armor avec le clergé de Ploemeur, arrive à force de rames. Les clergés se réunissent sur une seule barque ; les deux croix paroissiales s'inclinent alors l'une vers l'autre et s'embrassent. À ce signal les chants de marins éclatent à l'unisson et ne cessent que lorsque le recteur de Ploemeur se lève sur un des bancs de rameurs, et d'un geste paternel impose le silence à cette foule bruyante. Les prières remplacent les chants (...). Les barques retournent au port où de nombreuses libations viennent terminer cette journée et lui enlever son splendide et sublime caractère. Groix fait beaucoup de froment et en exporte sur la terre ferme [continent] ; en retour ses barques rapportent les bois dont l'île manque (...). On parle le breton. »

#### Les phares de Groix
Le phare de Pen Men, construit une première fois en 1791, est reconstruit entre 1835 et 1839 à la pointe ouest de Groix. Le phare des Chats, à la pointe est, est mis en service en 1897, le feu de la Croix en 1898, la tour-balise des Birvideaux en 1934. Les sémaphores du Grognon et de Nosterven entrèrent en service en 1806, celui de Beg Melen en 1881, un autre existant à la Croix.

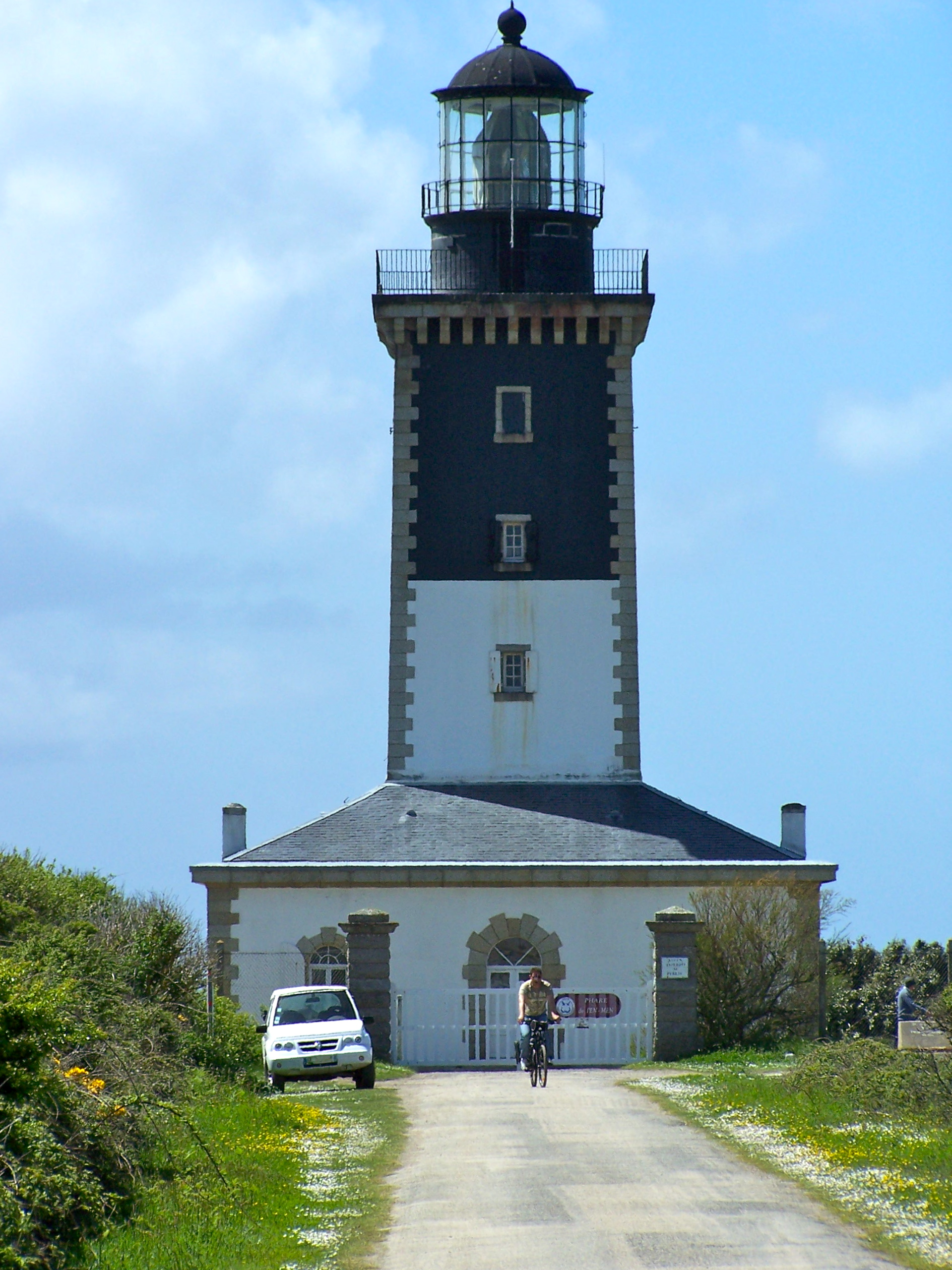
Le phare de Pen Men.
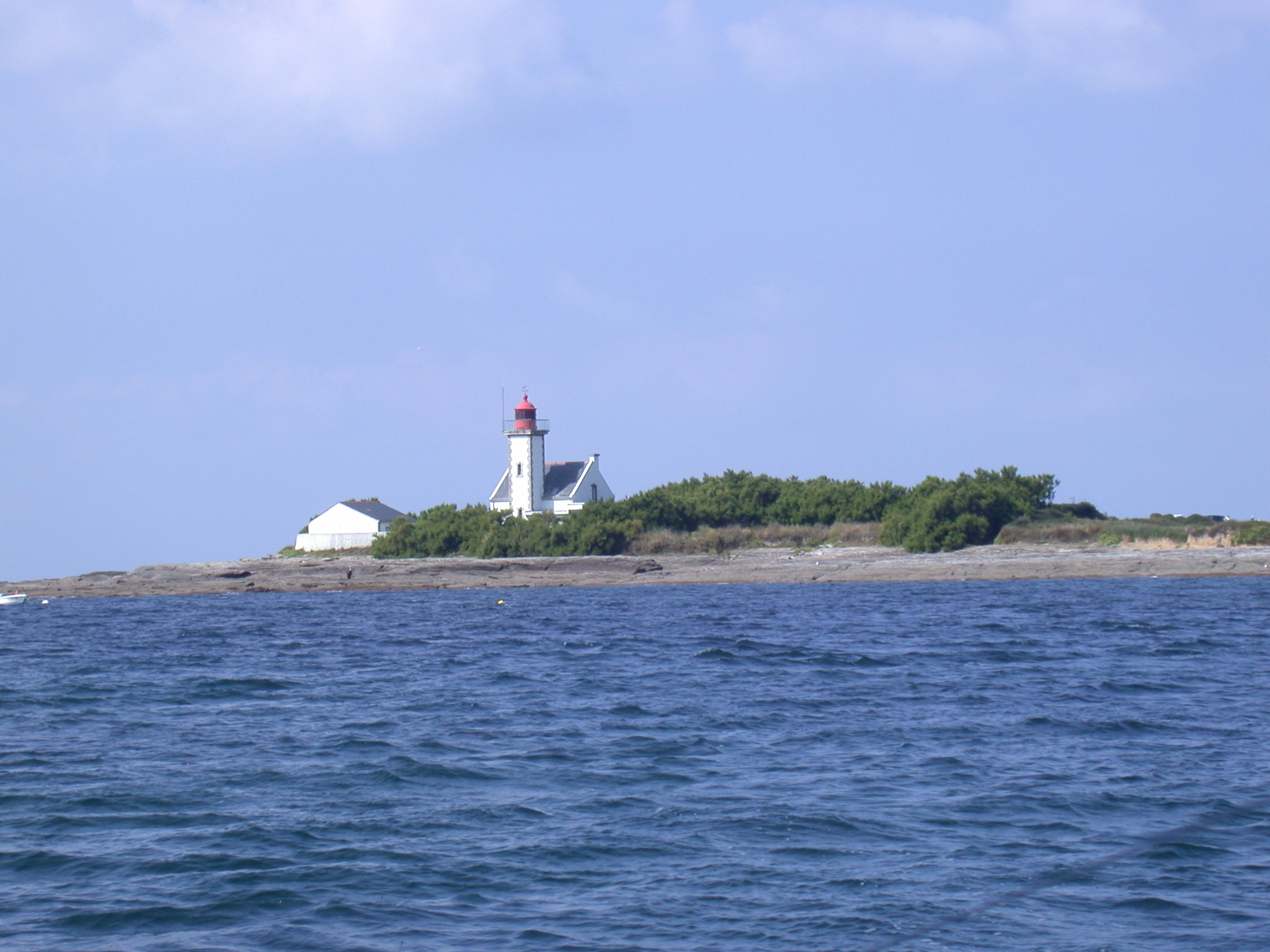
Le phare de la Pointe des Chats vu de la mer.
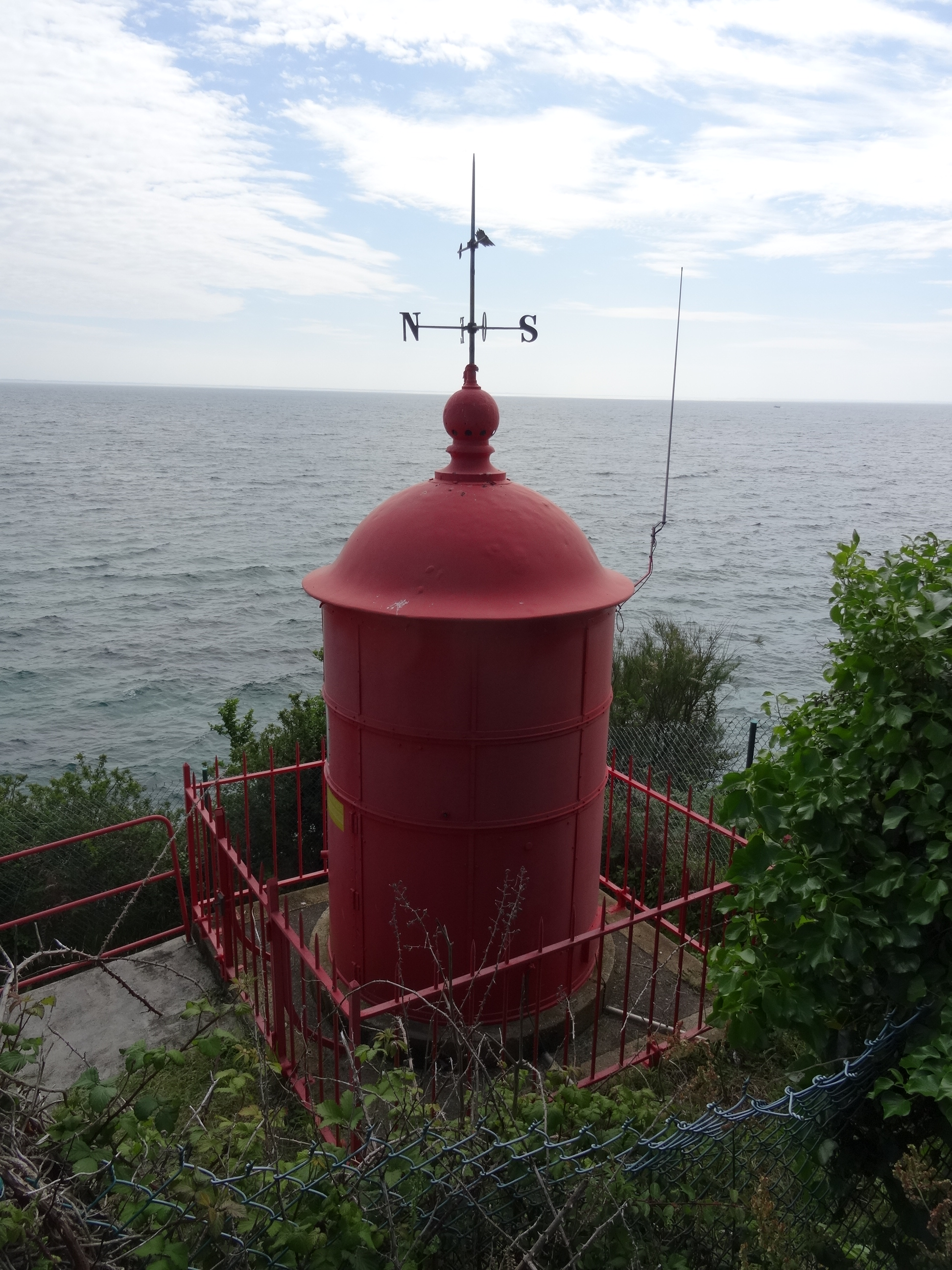
Le feu de la Croix.

#### Les écoles de Groix
La première école ouvre en 1827 dans la chapelle de la Trinité. Vers 1900, des écoles existaient au bourg, à Kerlo et deux à Locmaria (une école confessionnelle, tenue par des Sœurs, et une école communale).
La première école de pêche de France ouvre le 16 mai 1895 à Groix, à l'initiative de Victor Guillard, professeur libre d’hydrographie. L’école compte dès la première année 38 élèves.

#### L'essor de la pêche et les principaux naufrages

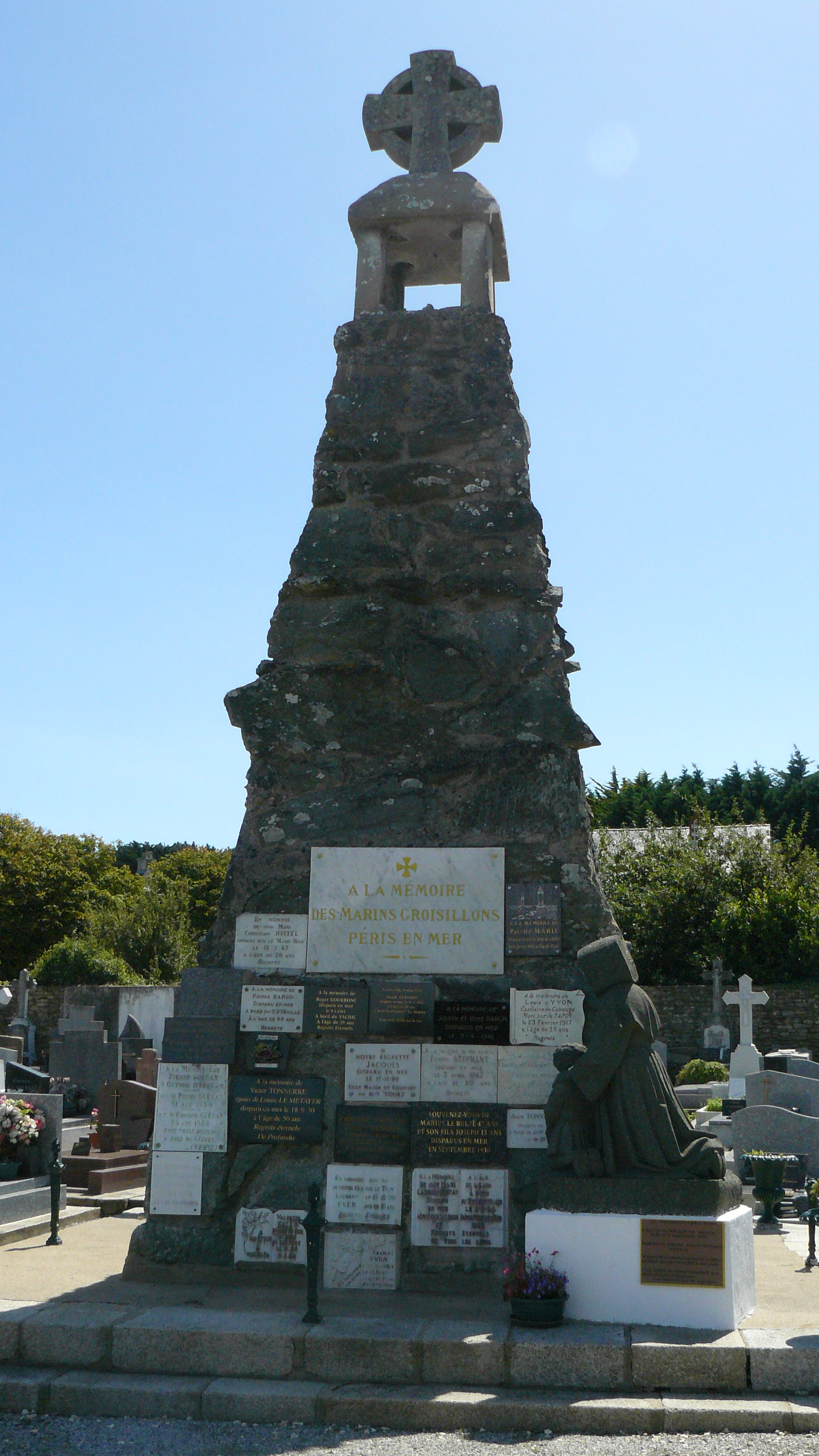
Le monument aux marins disparus (cimetière de Groix).

L'invention des conserves de sardines à l'huile, au début du XIXe siècle, favorise à Groix le développement de cette pêche saisonnière qui reste cependant aléatoire face à l'irrégularité des bancs. L'île bénéficiant d'une situation centrale par rapport à l'aire de dispersion des migrations du thon germon (thon blanc) dans le golfe de Gascogne, elle devient le premier port français d'armement au germon pendant  70 ans, entre 1870 et 1940 (131 chaloupe pointées et 120 non pointées en 1878 ; 160 dundees en 1900, 277 en 1914). Les matelots groisillons augmentent progressivement le tonnage moyen de leurs chaloupes à voile pontées, appelées les « grésillonnes », afin de pratiquer cette pêche. Ces barques sont détrônées par le dundee thonier pratiquant la pêche à la traîne à l'aide de tangons, grandes perches de châtaignier qui supportent les lignes de pêche.

« Avant eux y régnait la chaloupe, une chaloupe plus grande que celle des sardiniers, plus voilée aussi, puisqu'elle portait, entre le taille-vent et la misaine, foc, flèche et tapecul. Leur grand mât exagérément penché sur l'arrière, leurs voiles carrées et leur galerie de bois à balustres, donnaient à ces chaloupes un air gauche et suranné. On les appelait, du nom de leur principal port d'attache, des grésillons (ou groizillons), et l'on prononçait, on prononce encore, grai, à la mode ancienne. En 1913, il en restait un à Groix »

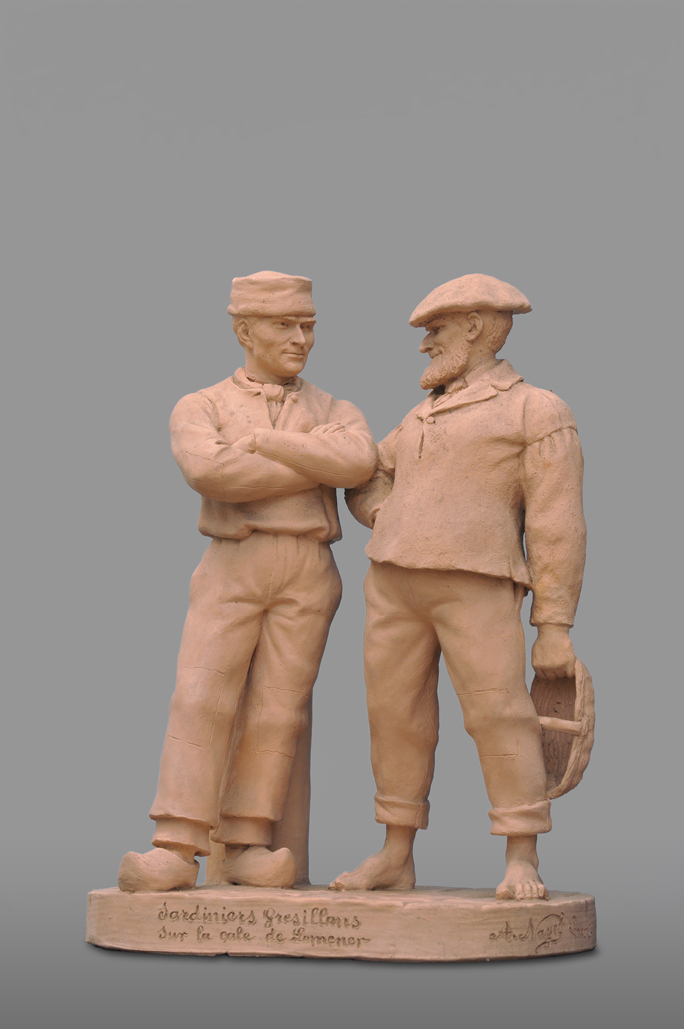
Auguste Nayel : Sardiniers grésillons sur le port de Lomener.

En raison de l'absence des hommes partis pêcher, l'été, l'île n'était guère habitée que par des femmes et des enfants : « Ce sont elles qui font la moisson, qui tirent les pommes de terre, qui vont au moulin, qui soignent les chevaux et les vaches ; elles que vous croiserez, assises sur leurs petites charrettes, le long des sentiers qui vont d'un village à l'autre ».
Groix ne construisait pas de thoniers, ceux-ci l'étant à Belle-Île, aux Sables d'Olonne, à Concarneau, à Douarnenez ou à Camaret, parfois même à Binic ou Paimpol.
La première usine de sardines de Groix ouvrit en 1864 à Port-Lay.
Sept chaloupes de Groix, montées en tout par 63 hommes, partis pêcher le thon, disparurent lors d'une tempête dans la nuit du 1er au 2 septembre 1883.
Le 12 novembre 1884 le trois-mâts danois Coranna, venant de Bordeaux où il a chargé des poteaux de mine à destination de Cardiff, est drossé à la côte de Groix sur le rocher En Terrib, victime de la tempête ; les 15 hommes d'équipage furent sauvés par les Groisillons qui parvinrent à relier le navire à la côte par un filin et à établir un système de va-et-vient grâce à un gros câble ; peu après la fin du sauvetage, le navire se brisa.
La tempête de mai 1896 provoqua la perte de 7 dundees et de 64 pêcheurs et celle du 4 décembre 1896 fit 21 victimes.
À la fin du XIXe siècle l'île de Groix, qui a alors  5 000 habitants, compte  150 patrons pêcheurs et  1 500 matelots. Les trois cents dundees de l'île prennent alors à eux seuls plus de 80 % des thons pêchés le long du littoral atlantique français.

#### La persistance des croyances traditionnelles
En 1866, une épidémie de variole fit 45 malades et provoqua 4 décès à Groix.
Selon le docteur Caradec, la croyance en la présence de sorcières était générale à Groix vers 1900. On les appelait « Ré ar Sabat » et on disait qu'elles enlevaient parfois des pêcheurs. Elles allaient aussi raconter la nuit des choses épouvantables aux femmes des maris absents et faire un sabbat dans la maison. Elles étaient aussi accusées de prendre les chevaux et de leur faire faire de grandes galopades nocturnes dans les landes, et au matin, on trouvait dans l'écurie des bêtes fourbues (il s'agit probablement d'une confusion avec les korrigans dont l'équitation nocturne était réputée être un des sports favoris).

### LeXXesiècle

#### Un lieu stratégique
Lieu stratégique, Groix a depuis longtemps abrité un stock important de munitions, notamment au lieu qui porte encore le nom de « Kermunition », lequel abritait en 1906 16 maisons où logeaient 21 ménages (89 personnes au total), et qui dans les années 2000 fait l'objet d'un nouveau projet de lotissement et de route.
À proximité de l'île, de nombreux stocks de munitions ont été jetées en mer entre 1914 et les années 1970, dont on peut craindre qu'elles libèrent peu à peu leur contenu toxique (dont le mercure du fulminate de mercure des amorces)[réf. nécessaire].

#### Les fêtes maritimes de Groix
Le dimanche 15 juin 1913, Groix organisa sa première fête maritime, remplaçant le traditionnel pardon des Coureaux. « La procession fut imposante. Elle comprenait quatre groupes, autant qu'il y a d'églises dans l'île : celui du bourg, du Méné, de Locmaria et de Kelhuit ; plus de 1 200 pêcheurs ainsi répartis, sans parler des femmes, défilèrent en bel ordre, derrière leurs bannières vénérées, au bruit des cantiques locaux. Dans les bassins, tous les dundees, à l'exception de cinq réfractaires, avaient arboré le pavillon et la flamme ».

#### Les bateaux desservant Groix
Le 30 juin 1901 l' Île-de-Groix, bateau appartenant à l' "Union groisillonne", première compagnie de navigation insulaire, est baptisé par le recteur de l'île ; il peut transporter 125 passagers et reste en service jusqu'en 1959. Il était en concurrence avec le Port Tudy, de la "Compagnie des vapeurs port-louisiens" jusqu'à la fusion des deux compagnies en 1905. Le Port-Tudy est remplacé en 1931 par le Pen-Men (lequel est victime d'un bombardement en 1943) et par le Pen er Vro en 1934.
Après la Seconde Guerre mondiale, la relève est assurée par le Pen-Men II en 1949 et par l' Île-de-Groix III en 1960, puis par le J-P-Calloch à partir de 1985 et l' Île-de-Groix IV à partir de 2008.

#### Le déclin de la pêche
Vers 1900, Groix comptait près de 300 dundees, armés par des équipages de six hommes ; en 1936, on comptait encore environ 200 dundees, qui disparurent progressivement, cédant la place aux gros chalutiers congélateurs.
En raison de la crise sardinière, les années allant de 1907 à 1913 furent très profitables de par les thoniers de Groix : « on y surprend d'ailleurs les signes d'une aisance générale, soit dans les petits ports tapis au pied des falaises : Locmaria, Locqueltas, Krehal [Kerlar], Kermaria, Kerhello [Quéhello], Kerlo [Kerloret] et autres hameaux de marins (...). Sans doute y a-t-il là plus d'une masure sentant le moisi et la bouse de vache (c'est le principal combustible de Groix) ; mais on y remarque aussi quantité de maisons confortables et avenantes ».
En août 1914, Groix armait 277 thoniers, ce qui représentait environ les trois-quarts de la flotte thonière française. Cette pêche y était pratiquée alors depuis environ 70 ans. Les dundees allaient chercher le thon à plus de 300 milles au large, dans le Golfe de Gascogne, ralliant les ports de la côte atlantique après 15 ou 20 jours en mer.
La pêche aux thons, sardines et maquereaux décline après 1945: le moteur fait que Groix n'est plus compétitif : l'activité se déplace sur le continent et à Agadir, grand port de pêche du Maroc. Des 4 usines à l'apogée, l'une est transférée à Agadir ; la dernière, la conserverie Orvoën, fait faillite entre 1977 et 1979.
Le Biche est le seul thonier de Groix encore conservé actuellement.

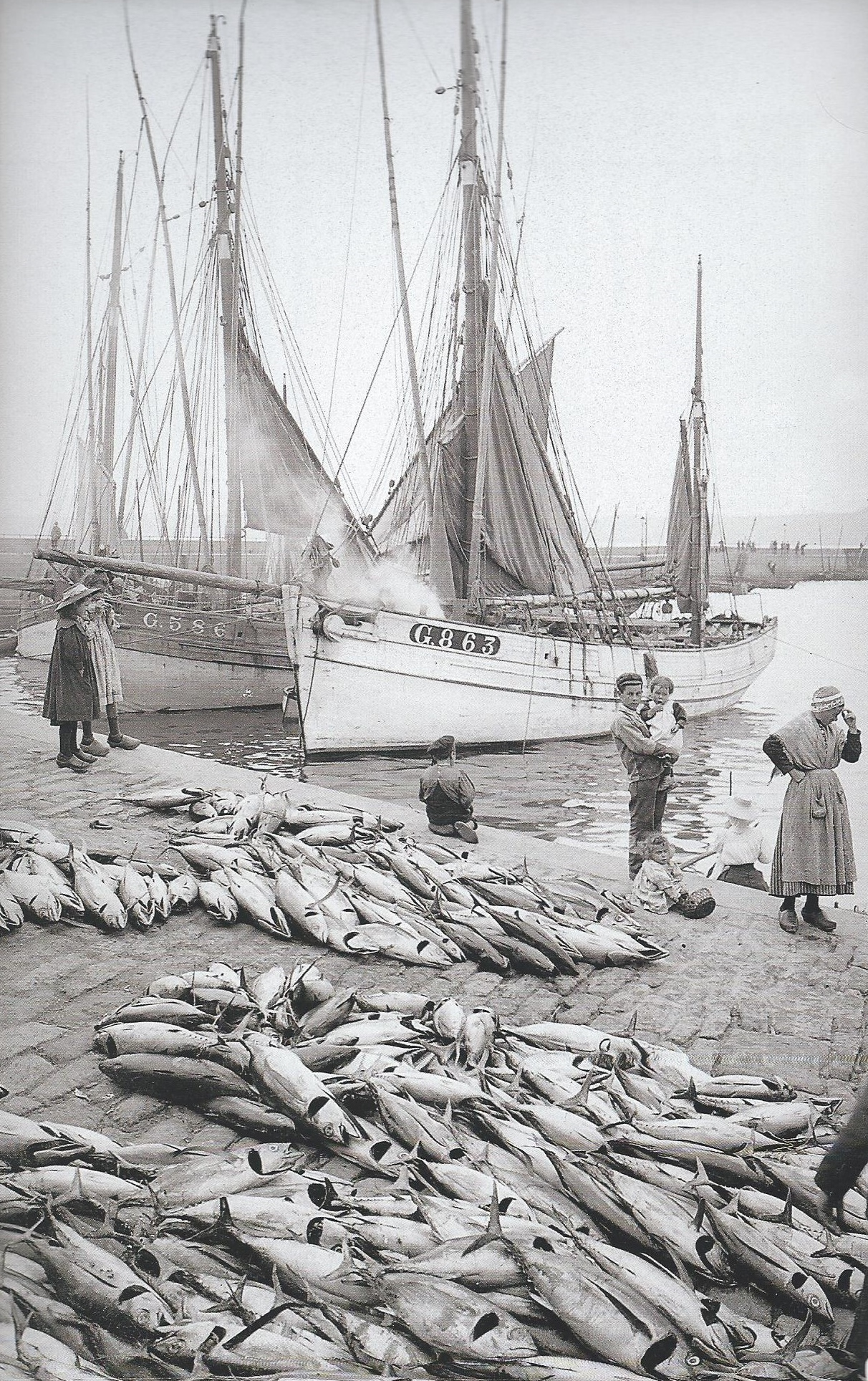
Thoniers de l'île de Groix en 1913.
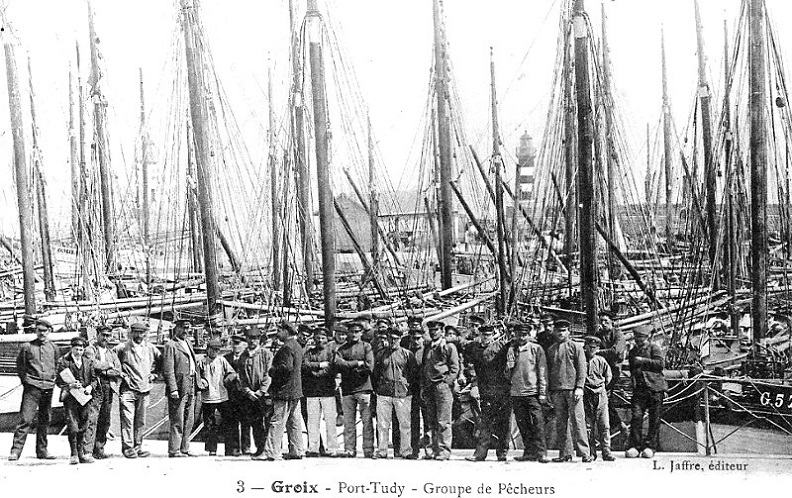
Groupe de pêcheurs à Port-Tudy vers 1920 (carte postale L. Jaffre).

#### Les bateaux de sauvetage

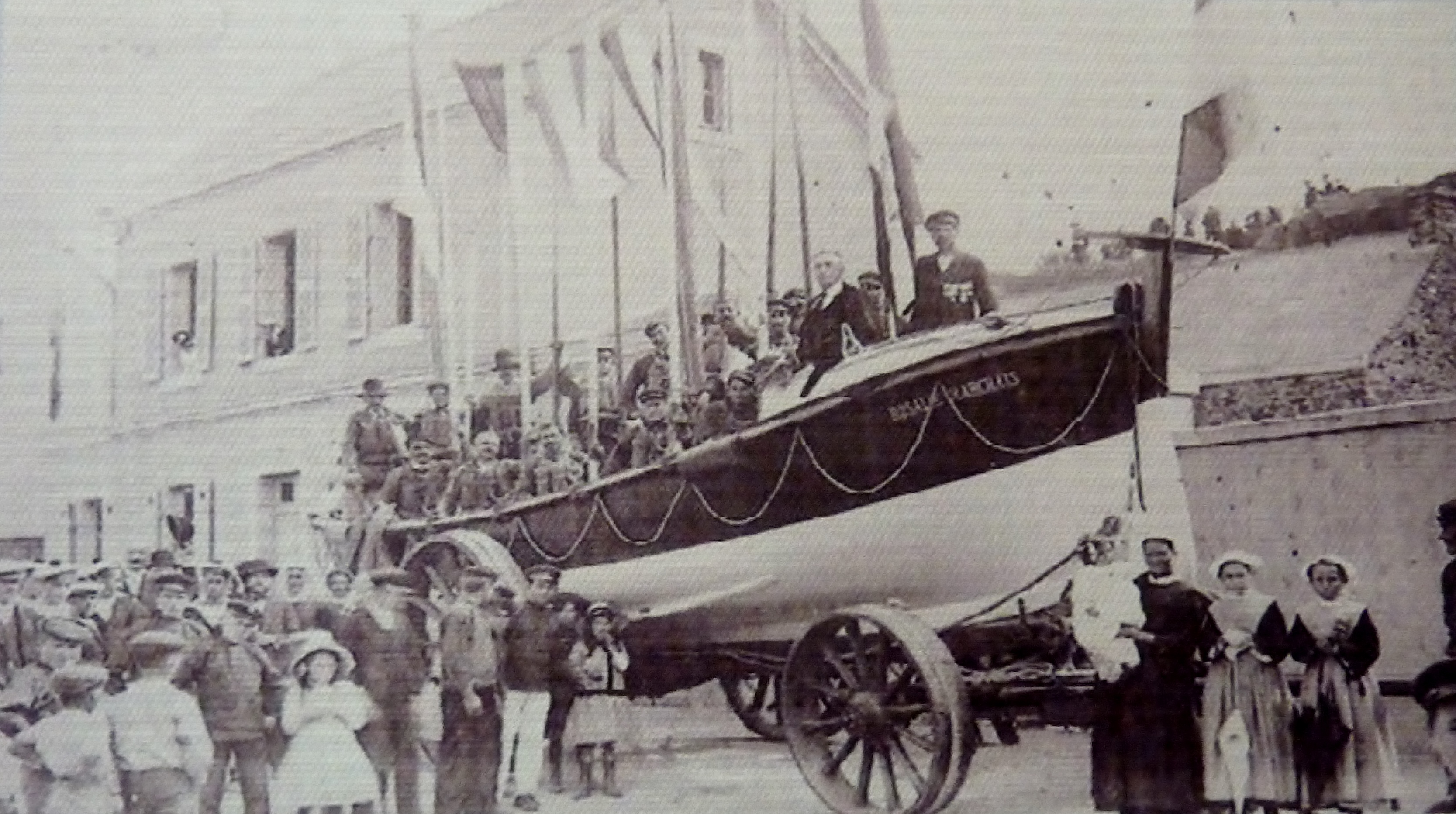
Le canot de sauvetage Rosalie Marchais.

En 1840 Laurent Baron commande le premier bateau-sauveteur de Groix (le premier sauvetage connu est celui du brick Alcibiade en juillet 1839). La première station de sauvetage date de 1866 et abrite un nouveau canot, l' Amiral-Mecquet ; un nouvel abri lui est construit en 1891 ; jusqu'à sa mise hors-service en 1901, ce bateau a secouru plus de 100 bateaux et sauvé 320 vies (parmi les sauvetages connus, ceux du vapeur anglais Uranus le 4 janvier 1868 et du trois-mâts danois Coranna le 12 novembre 1894.
Le Rosalie Marchais, canot à voiles et avirons, lui succède entre 1901 et 1933, réalisant lui aussi de nombreux sauvetages, dont ceux du Port-Tudy, de Groix, le 6 octobre 1904 et du trois-mâts Duguay-Trouin, de Fécamp, en 1905.
Le Commandant Gentil lui succède entre 1933 et 1935 ; ce fut le premier canot de sauvetage motorisé de l'île ; le Grussenheim-Alsace lui succède entre 1974 et 1980, puis le Jean-Marie Camenen entre 1980 et 2004 et, depuis, le Notre-Dame-du-Calme.

#### La Première Guerre mondiale

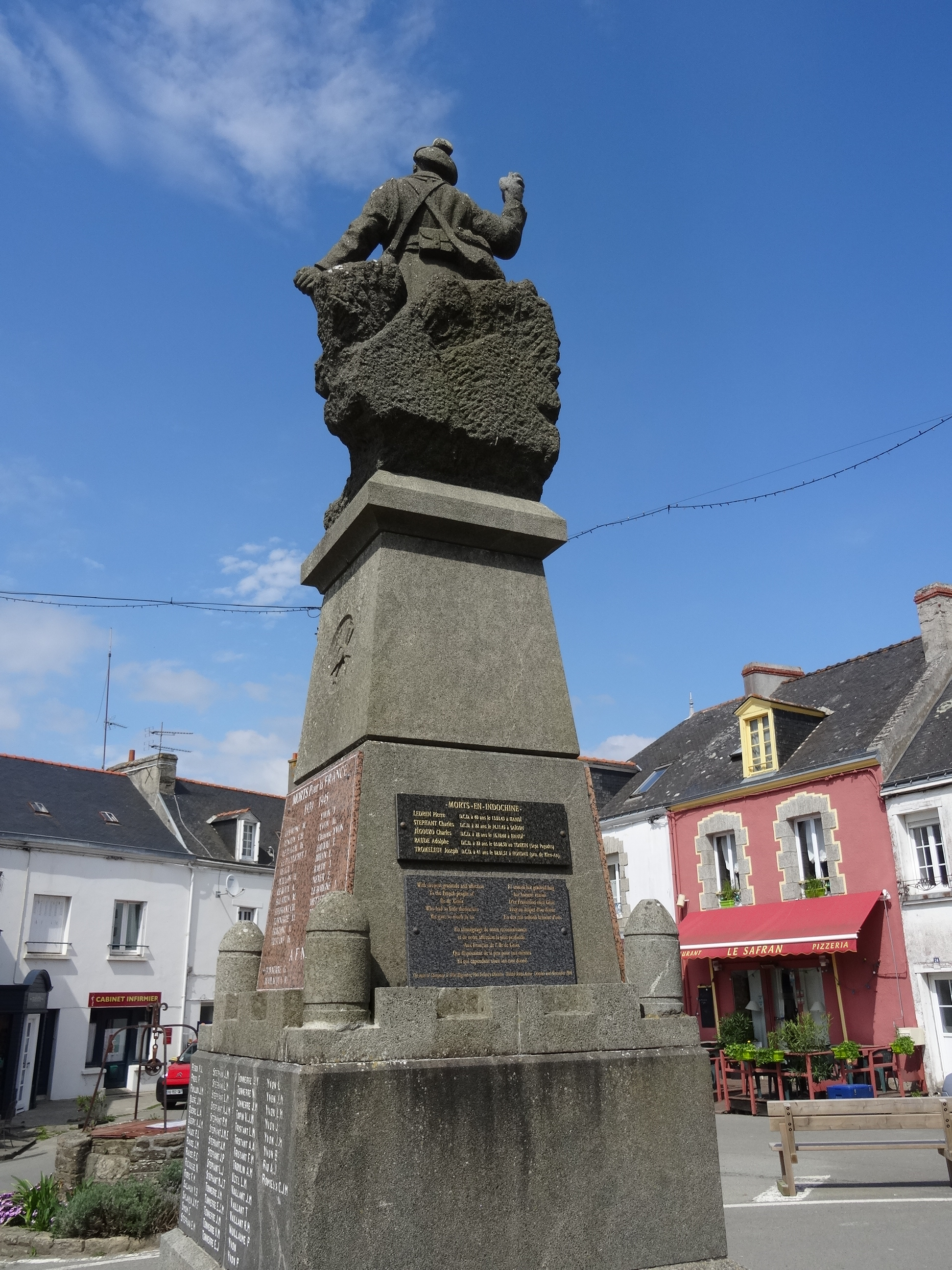
Le monument aux morts de Groix.

Le monument aux morts de Groix porte les noms de 173 soldats et marins morts pour la France pendant la Première Guerre mondiale.
Le dundee Gloire, construit en 1910, fut coulé par un sous-marin allemand en 1917.
Des citoyens étrangers, y compris des Alsaciens-Lorrains, furent internés dans les forts Surville et du Haut-Grognon pendant la Première Guerre mondiale.

#### L'Entre-deux-guerres
Dans la décennie 1920, des Russes partisans de la Révolution bolchevique furent détenus à Fort Surville.
Le choix des élus municipaux se déroulait ainsi :  « Ici, pas de candidats, pas de bataille électorale. On nomme automatiquement maire l'Îlien qui a accompli le plus grand nombre de sauvetages, celui qui a sauvé le plus grand nombre de vies humaines. Les conseillers sont ceux qui viennent tout de suite après. Parce que, quand un homme n'est pas capable de risquer sa peau pour sauver son voisin, il n'a pas le droit de commander. Quant au curé, il faut qu'il sache nager et sauver lui aussi les hommes au besoin. La paroisse est au péril de la mer ».
Le dundee Suzanne-Henriette, construit en 1898 à Belle-Île, fut perdu corps et biens lors d'une tempête en septembre 1922, ainsi que le Turenne et l' Isly. La tempête du 17 au 21 septembre 1930 provoqua la perte de 6 voiliers de pêche, faisant 34 disparus.

#### La Seconde Guerre mondiale
Le 19 juin 1940, le chalutier patrouilleur La Tanche , avec à son bord plus de 200 personnes fuyant l'avance allemande, sauta sur une mine dans les Coureaux de Groix ; seules une douzaine de personnes furent sauvées.
Le sous-marin allemand U171, victime d'une mine anglaise, coula le 9 octobre 1942 à l'ouest de l'île de Groix ; 22 marins périrent, mais 30 parvinrent à se sauver. Le 8 août 1944 le Falke, un cargo allemand militarisé par la Kriegsmarine qui l'avait réquisitionné, est coulé par la R. A. F. dans le chenal de Port-Tudy.
Les Allemands (Organisation Todt) construisirent sur l'île de nombreux ouvrages défensifs :
- Batterie Seydlitz : construite par l'armée allemande en 1944, constituée de deux canons d'une portée de 37 kilomètres ;
- Mur de l'Atlantique : au total 28 ouvrages bétonnés répartis sur 25 sites, construits par l'armée allemande. Un camp de détention de prisonniers (la plupart étaient des "droits communs"), situé au lieu-dit "Parc de Loëgue", leur fournit la main-d'œuvre nécessaire. Huit Groisillons[Note 4] fuirent en Angleterre en 1943 pour échapper au travail forcé de l'organisation Todt.

Les troupes d'occupation allemandes comprenaient 1 500 hommes, et encore plus de 1 000 hommes en mai 1945 lors de la reddition de la poche de Lorient.
Gildas Bihan, Gaston Guillaume et Paul Bihan, membres de la Confrérie Notre-Dame, participèrent à l'évacuation du colonel Rémy vers l'Angleterre à bord du chalutier Les Deux Anges depuis Pont-Aven le 17 juin 1942. Une filière d'évasion de patriotes de la poche de Lorient fut organisée avec la participation de Groisillons à partir de septembre 1944.
61 soldats américains, principalement des aviateurs prisonniers, furent détenus au Fort Surville.
Le monument aux morts de Groix porte les noms de 52 personnes mortes pour la France pendant la Deuxième Guerre mondiale ; parmi elles de nombreux marins disparus en mer, par exemple Joseph Calloch, marin à bord du cargo PLM 22, coulé après avoir été torpillé par un sous-marin allemand le 27 juin 1941 au large des Canaries, Maurice Salaun, marin à bord du contre-torpilleur Bison, coulé en Mer de Norvège, décédé des suites de ses blessures le 11 mai 1940 à bord du Sphinx, ou encore Joseph Le Borgne, quartier-maître canonnier et Augustin Le Bras, quartier-maître mécanicien, tous deux morts le 31 mai 1940 lors du naufrage du torpilleur Siroco, torpillé par un sous-marin allemand au large de Dunkerque ; Joseph Gouroung, parti en Angleterre depuis Quiberon fin août 1942 sur le voilier Joie des Anges en compagnie de 7 autres camarades, matelot fusilier au 1er Bataillon de Fusiliers Marins Commandos, tué à l'ennemi le 2 novembre 1944 à Flessingue (Pays-Bas), décoré de la Croix de guerre ; Émile Le Dref est mort en déportation au camp de concentration de Mauthausen (Autriche) le 13 mars 1945.
le 12 août 1943, cinq aviateurs britanniques et australiens meurent lors du crash de leur bombardier sur l'ile de Groix, au lieu-dit Quéhello, lors d'une mission de largage de mines sur Saint-Nazaire. Une stèle commémorative a été hérigée sur le lieu de l'accident. Les aviateurs sont inhumés dans le carré militaire du cimetière de Guidel.

#### Les guerres d'Indochine et d'Algérie
Cinq soldats (Charles Jegouzo, Pierre Ledren, Adolphe Raude, Charles Stéphant, Joseph Tromeleue) originaires de Groix sont morts pour la France pendant la Guerre d'Indochine et quatre (B. Bevilacqua, M. Le Dref, G. Tonnerre, E. Yvon) pendant la Guerre d'Algérie.
En 1954 Habib Bourguiba fut un temps assigné à résidence à Groix.

#### Les autres événements de l'après Seconde Guerre mondiale

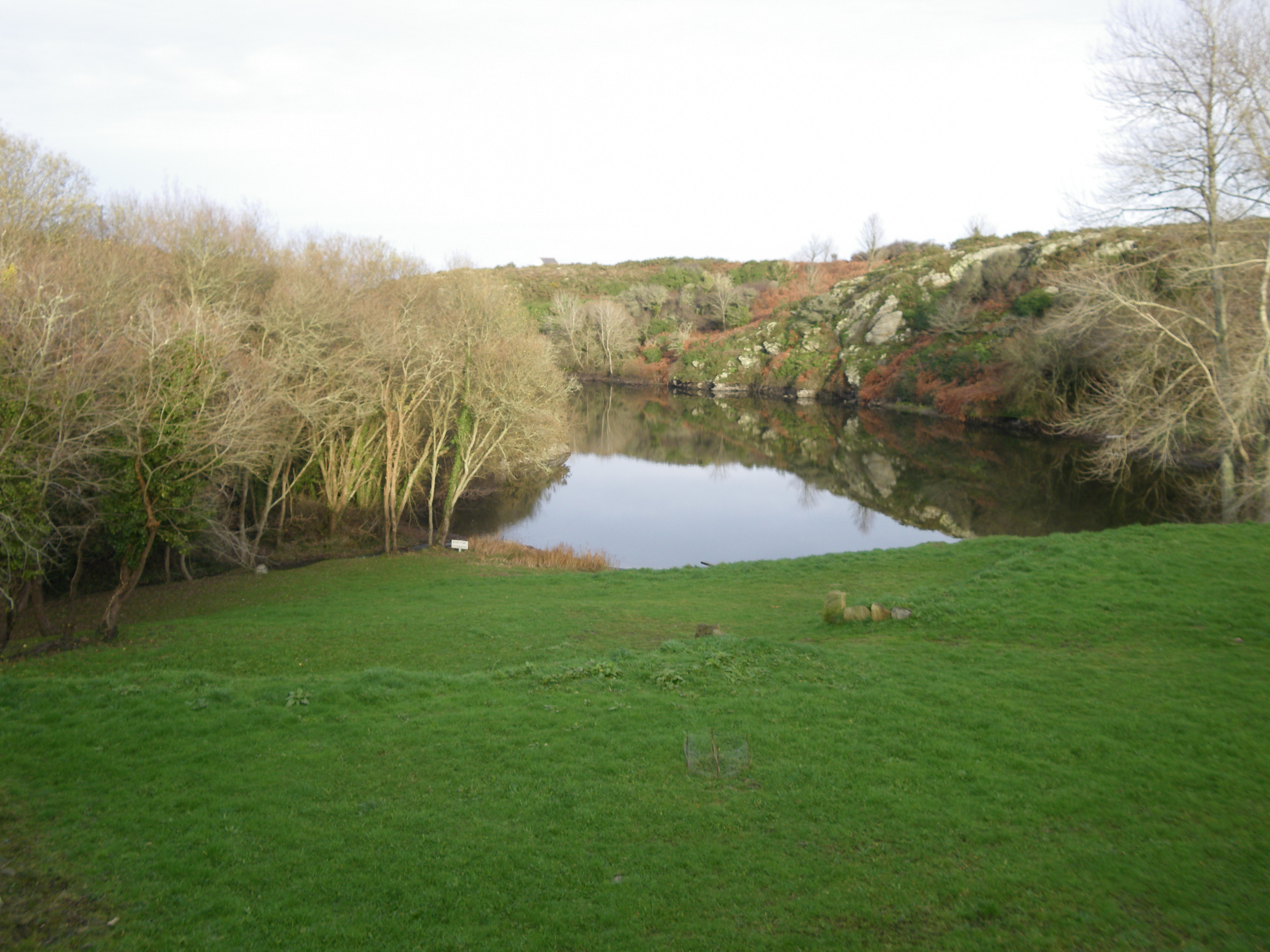
La retenue d'eau de Port Melin.

En 1965, des Portugais fuyant le régime de Salazar furent embauchés pour construire un barrage à Groix. Leurs conditions de vie furent difficiles, mais certains d'entre eux, avec leurs familles, sont restés dans l'île après la fin du chantier, s'y installant comme artisans du bâtiment.
Ce barrage, situé à Port Melin, a permis la mise en place d'un réseau d'adduction d'eau potable dans l'île. Auparavant, de nombreuses fontaines et une trentaine de lavoirs étaient utilisés.
Le 28 mars 1971 le cargo grec Sanaga s'échoua sur la côte à Port Morvil.
La dernière des cinq conserveries de Groix ferme dans la décennie 1970.

### LeXXIesiècle
En 2000, la Conserverie Groix et Nature est créée à Port Lay, elle perpétue le savoir-faire gastronomique insulaire par la confection de recettes authentiques (rillettes de poissons, soupes, Huile de Homard) cuisinées de manière artisanale à partir de matières premières issues principalement de bateaux de petite pêche. Groix & Nature est membre des associations Produit en Bretagne, Producteurs de l’île de Groix et Savoir faire des Iles du Ponant. Elle a été labellisée Entreprise du patrimoine vivant en 2020.
Il subsiste en 2020 à Groix 9 exploitations agricoles, occupant en tout 222 hectares de surface agricole utile ; elles pratiquent soit l'élevage, soit le maraîchage, en circuit court.
Deux projets de parcs éoliens flottants prévoyant en tout une soixantaine d'éoliennes en mer au sud de Groix suscitent en 2020 des oppositions.

## Politique et administration

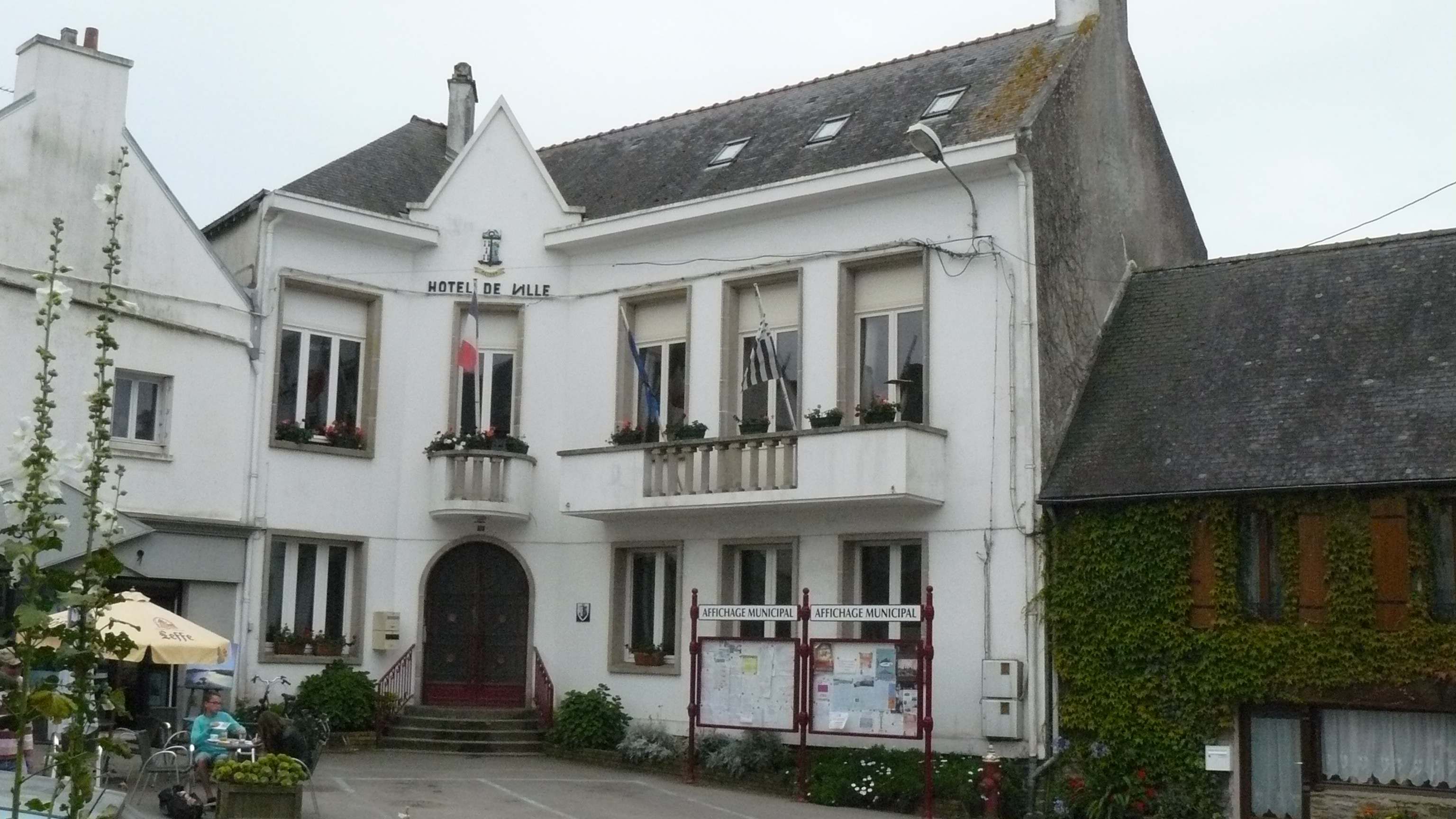
La mairie de Groix.

### Politique de développement durable
La commune a engagé une politique de développement durable en lançant une démarche d'Agenda 21 en 2007.

### Intercommunalité
La commune fait partie de la communauté d'agglomération « Lorient Agglomération ».

## Démographie
L'évolution du nombre d'habitants est connue à travers les recensements de la population effectués dans la commune depuis 1793. Pour les communes de moins de 10 000 habitants, une enquête de recensement portant sur toute la population est réalisée tous les cinq ans, les populations de référence des années intermédiaires étant quant à elles estimées par interpolation ou extrapolation. Pour la commune, le premier recensement exhaustif entrant dans le cadre du nouveau dispositif a été réalisé en 2006.

En 2022, la commune comptait 2 308 habitants, en évolution de +1,41 % par rapport à 2016 (Morbihan : +3,82 %, France hors Mayotte : +2,11 %).
| 1793  | 1800  | 1806  | 1821  | 1831  | 1836  | 1841  | 1846  | 1851  |
| ----- | ----- | ----- | ----- | ----- | ----- | ----- | ----- | ----- |
| 2 290 | 2 231 | 2 347 | 2 542 | 2 931 | 3 034 | 3 153 | 3 145 | 3 354 |

| 1856  | 1861  | 1866  | 1872  | 1876  | 1881  | 1886  | 1891  | 1896  |
| ----- | ----- | ----- | ----- | ----- | ----- | ----- | ----- | ----- |
| 3 390 | 3 795 | 4 043 | 4 384 | 4 462 | 4 660 | 4 892 | 4 935 | 5 222 |

| 1901  | 1906  | 1911  | 1921  | 1926  | 1931  | 1936  | 1946  | 1954  |
| ----- | ----- | ----- | ----- | ----- | ----- | ----- | ----- | ----- |
| 5 341 | 5 509 | 5 825 | 5 334 | 5 117 | 4 716 | 4 506 | 4 344 | 4 051 |

| 1962  | 1968  | 1975  | 1982  | 1990  | 1999  | 2006  | 2011  | 2016  |
| ----- | ----- | ----- | ----- | ----- | ----- | ----- | ----- | ----- |
| 3 525 | 3 161 | 2 727 | 2 605 | 2 472 | 2 275 | 2 266 | 2 220 | 2 276 |

| 2021  | 2022  | - | - | - | - | - | - | - |
| ----- | ----- | - | - | - | - | - | - | - |
| 2 282 | 2 308 | - | - | - | - | - | - | - |

Groix a connu son maximum démographique à la veille de la Première Guerre mondiale. La densité de la population sur l'île atteignait alors 393 hab./km2, densité très supérieure à celle du continent à la même époque (densité du Morbihan : 84 hab./km2).
Grâce au tourisme, la population atteint 22 000 habitants en été.

## Blasonnement
|  | Les armoiries de Groix se blasonnent ainsi : Parti : au un d’argent à cinq mouchetures d’hermine de sable posées en sautoir ; au deux d’azur à un bateau de pêche aussi d’argent équipé de gueules, accompagné à senestre d’une falaise de sinople issante du flanc et surmontée d’un phare d’argent allumé de gueules ; à la bordure aussi d’argent. Une ancre de sable brochante sur la partition et la bordure, l’organeau soutenu à dextre par un lion de mer et à senestre par un requin, les deux aussi d’argent. Conc. M. Stephan. |

## Lieux et monuments

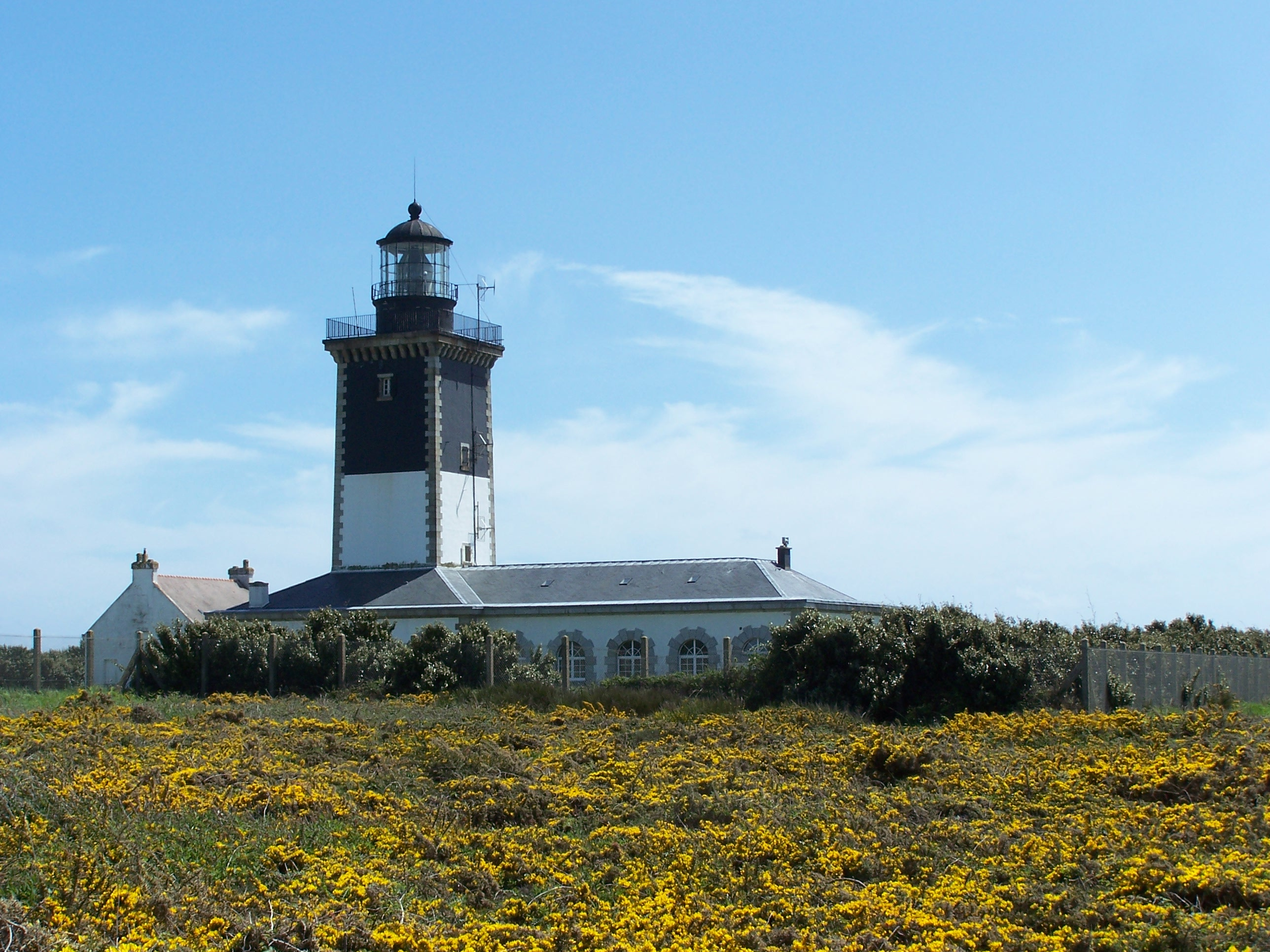
Le phare de Pen-Men.

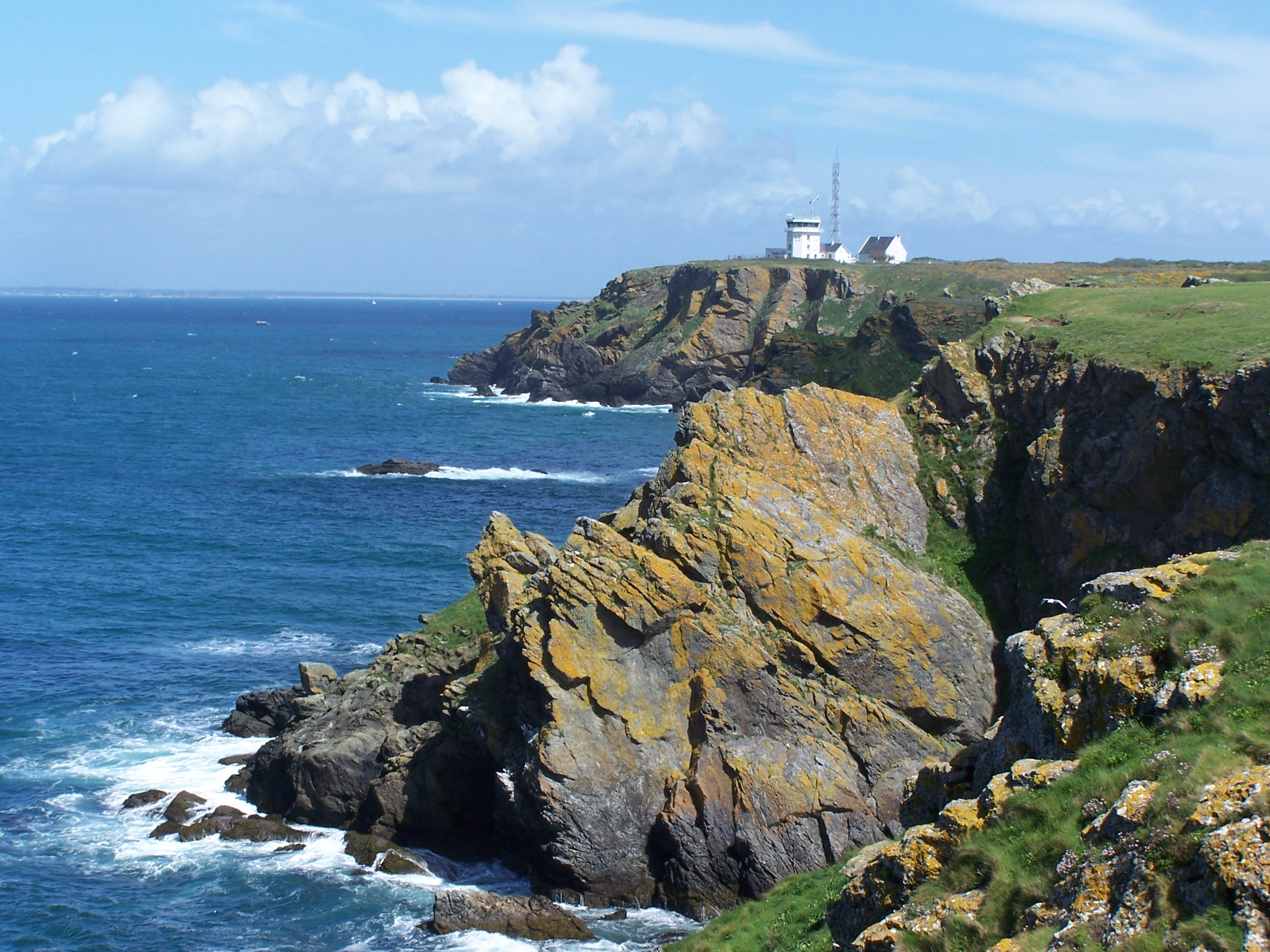
La côte nord de la pointe de Pen-Men au sémaphore de Beg Melen.

- Église Saint-Tudy (XVIIe et XIXe siècles) (en bonne partie reconstruite en 1850) au bourg, dont le patron est saint Tudy. Cette église a la particularité, comme sur l'île d'Hœdic, d'avoir un thon comme girouette installé en 1952 par le maire Francis Stephan sur le clocher en place du coq ou de la flèche[78].

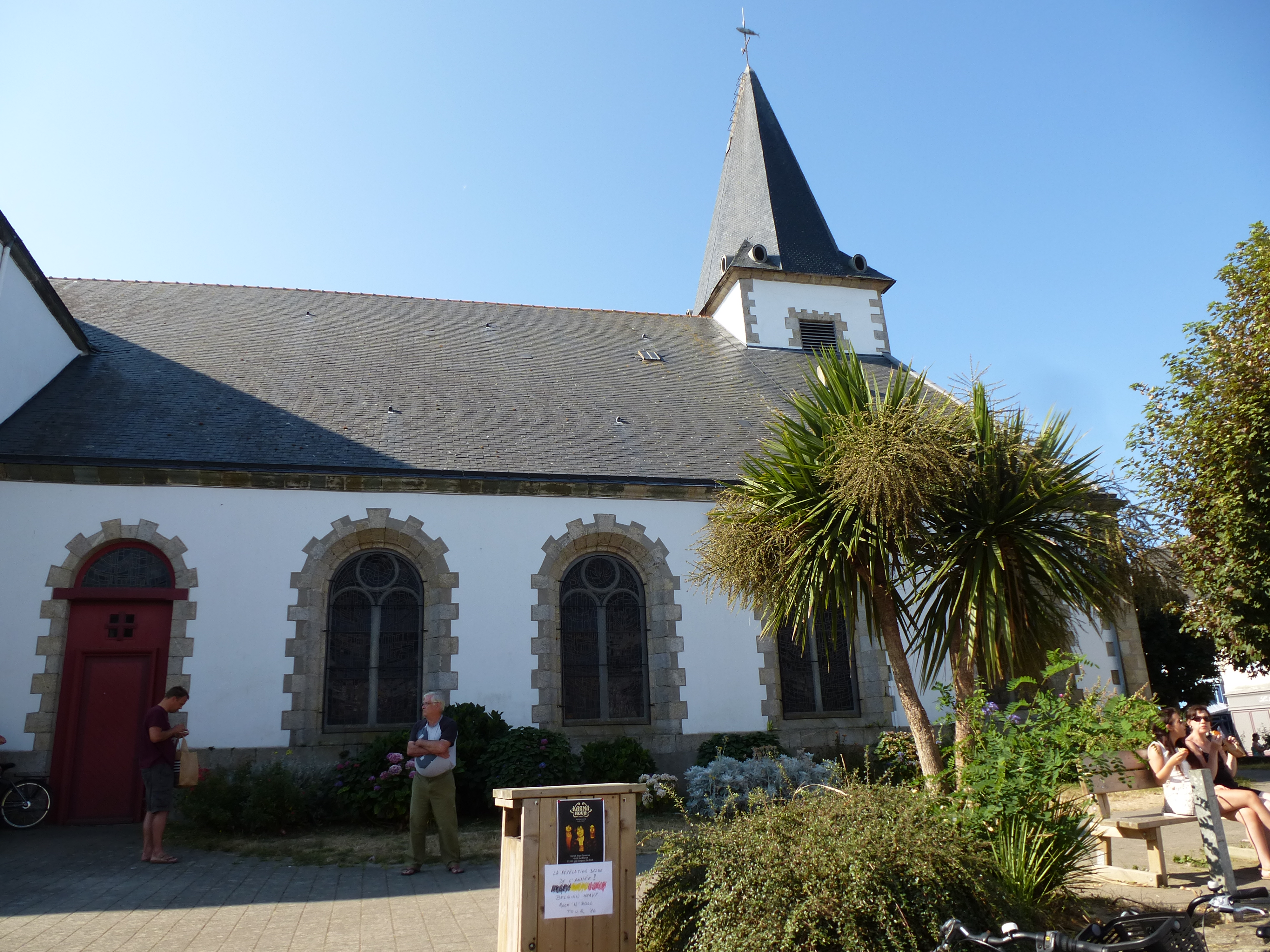
L'église paroissiale Saint-Tudy, vue extérieure.
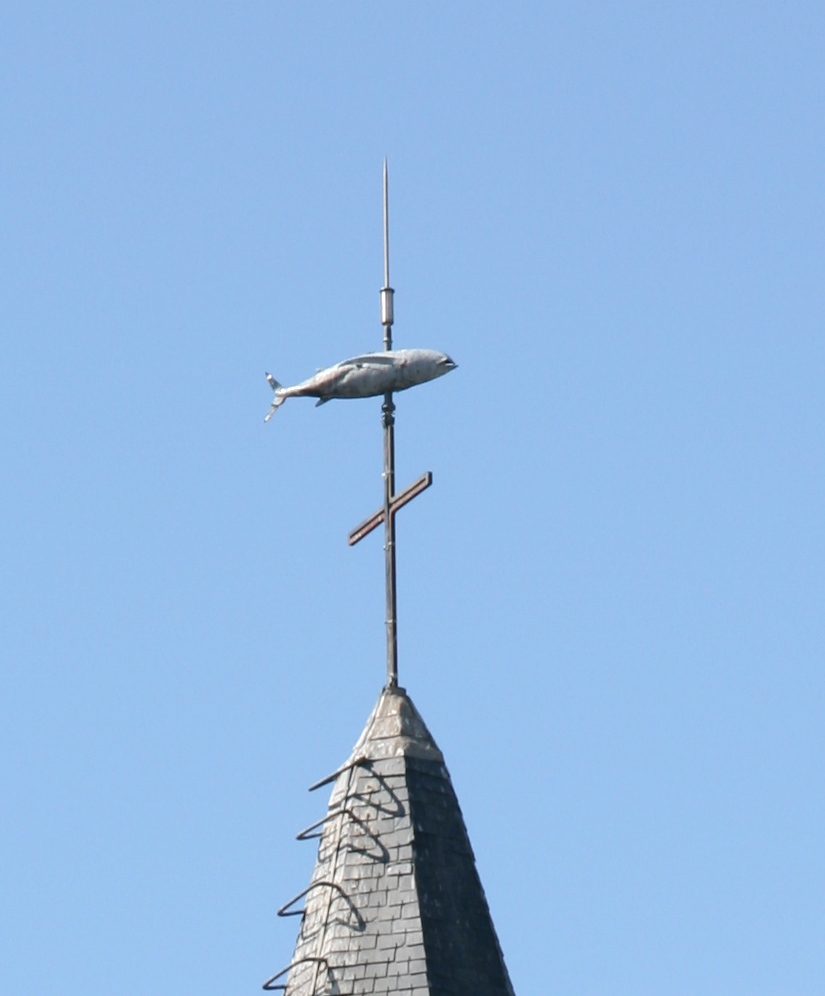
Le clocher de l'église Saint-Tudy, avec sa girouette représentant un thon.
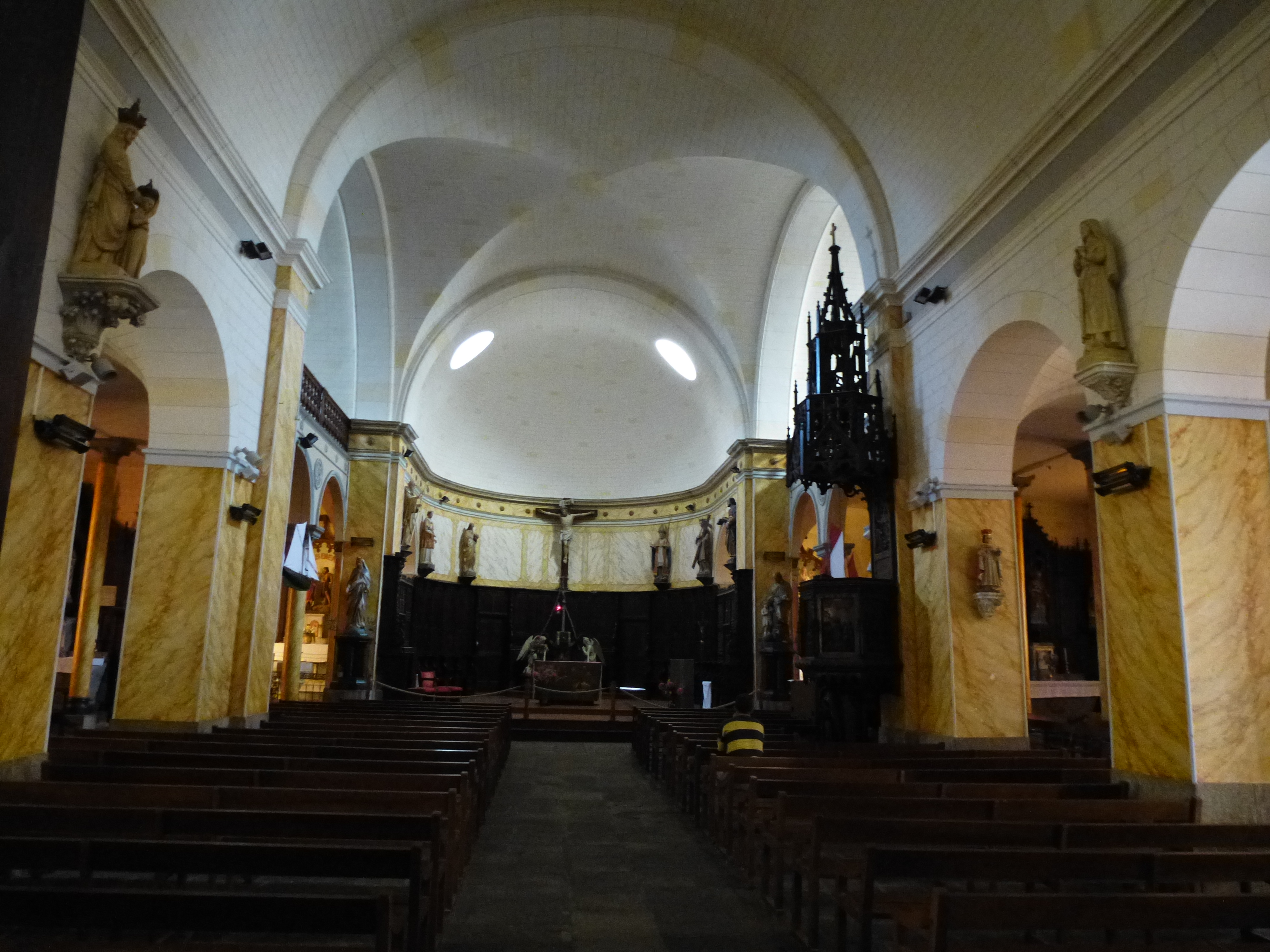
L'église paroissiale Saint-Tudy, vue intérieure.

- Quatre chapelles :
  - La Trinité (XIXe siècle) au Bourg ;
  - Saint-Léonard (XVIIIe siècle) à Quelhuit ;
  - Notre-Dame-du-Calme (XVIIIe siècle) au Méné ;
  - Notre-Dame-de-Placemanec (XVIIe siècle) à Locmaria. Cette chapelle, incendiée en 1696, fut reconstruite en 1734. Elle possède une statue de la Vierge cachée en 1696 et à nouveau en 1793 pour la sauver du pillage.

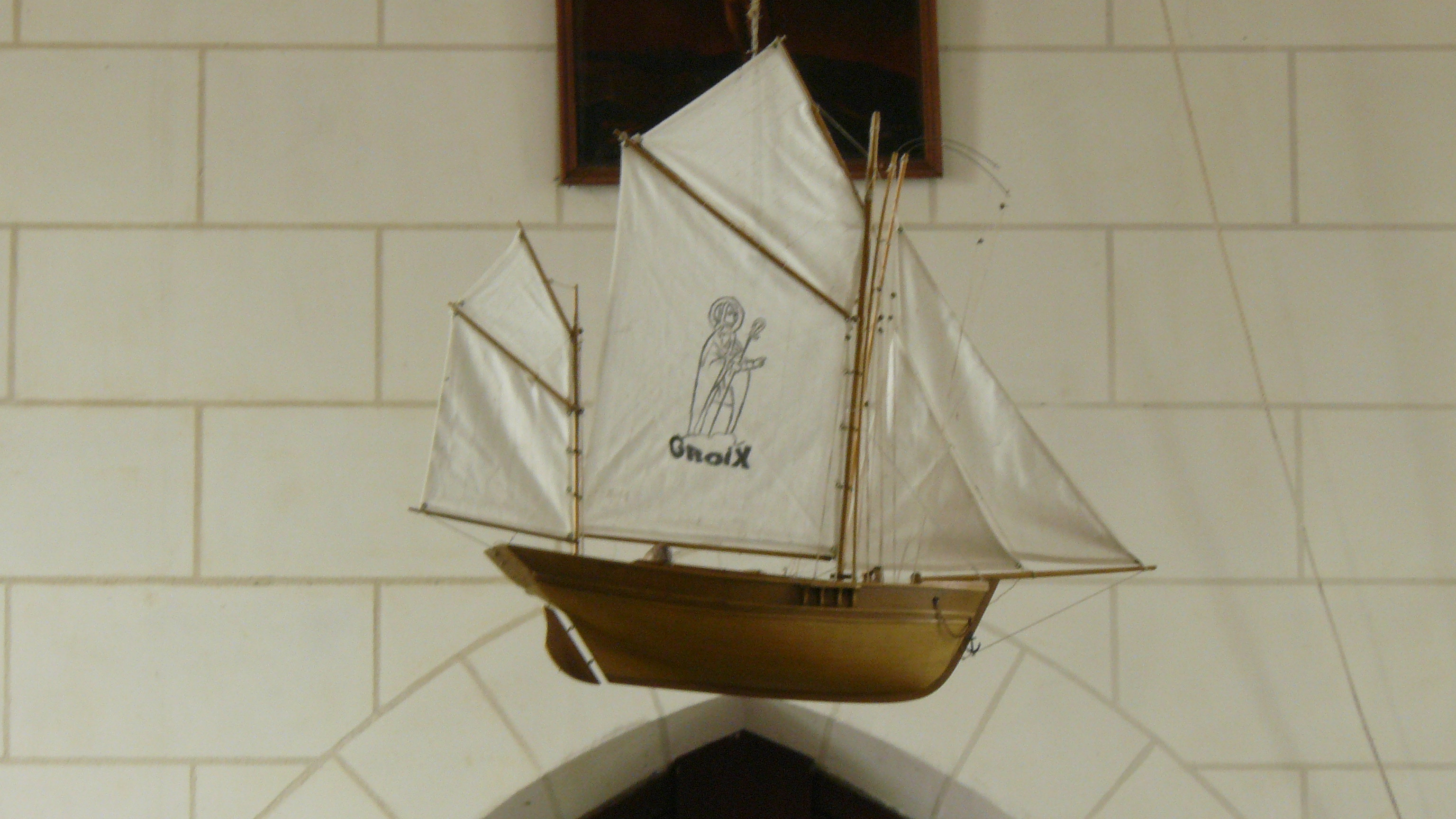
Chapelle de la Trinité : ex-voto suspendu dans la nef.
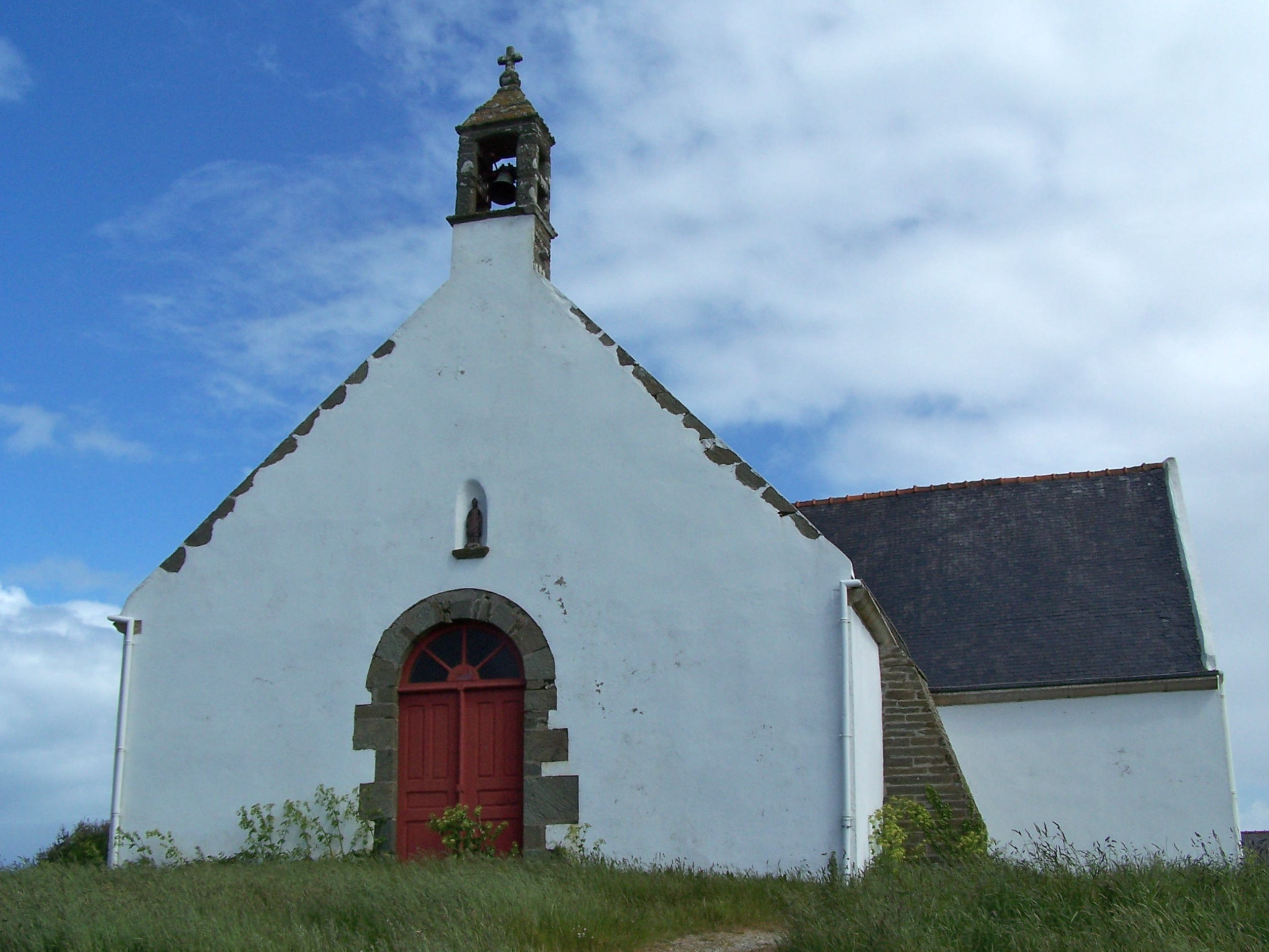
La chapelle Saint-Léonard : vue extérieure d'ensemble.
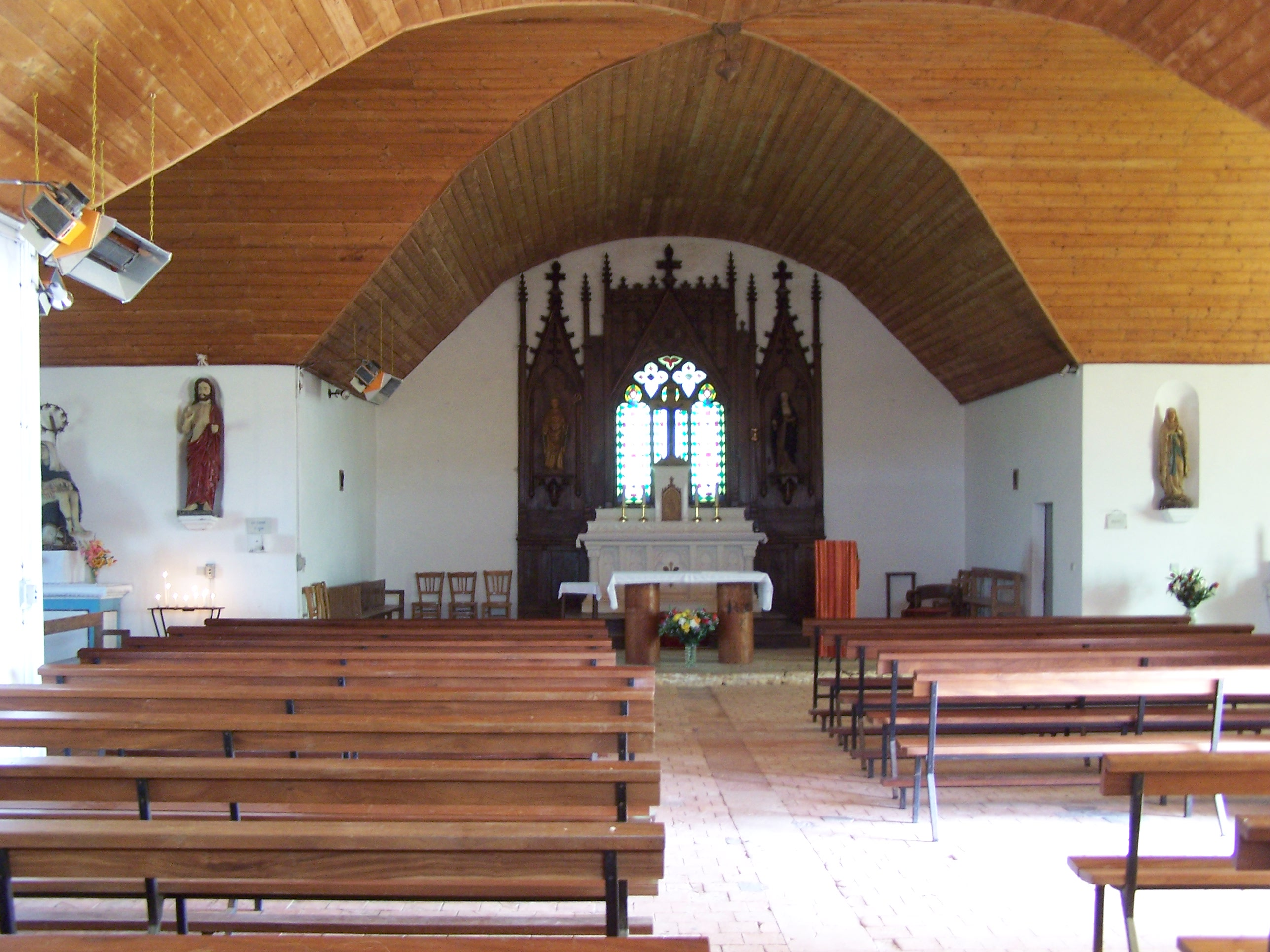
La chapelle Saint-Léonard : vue intérieure.
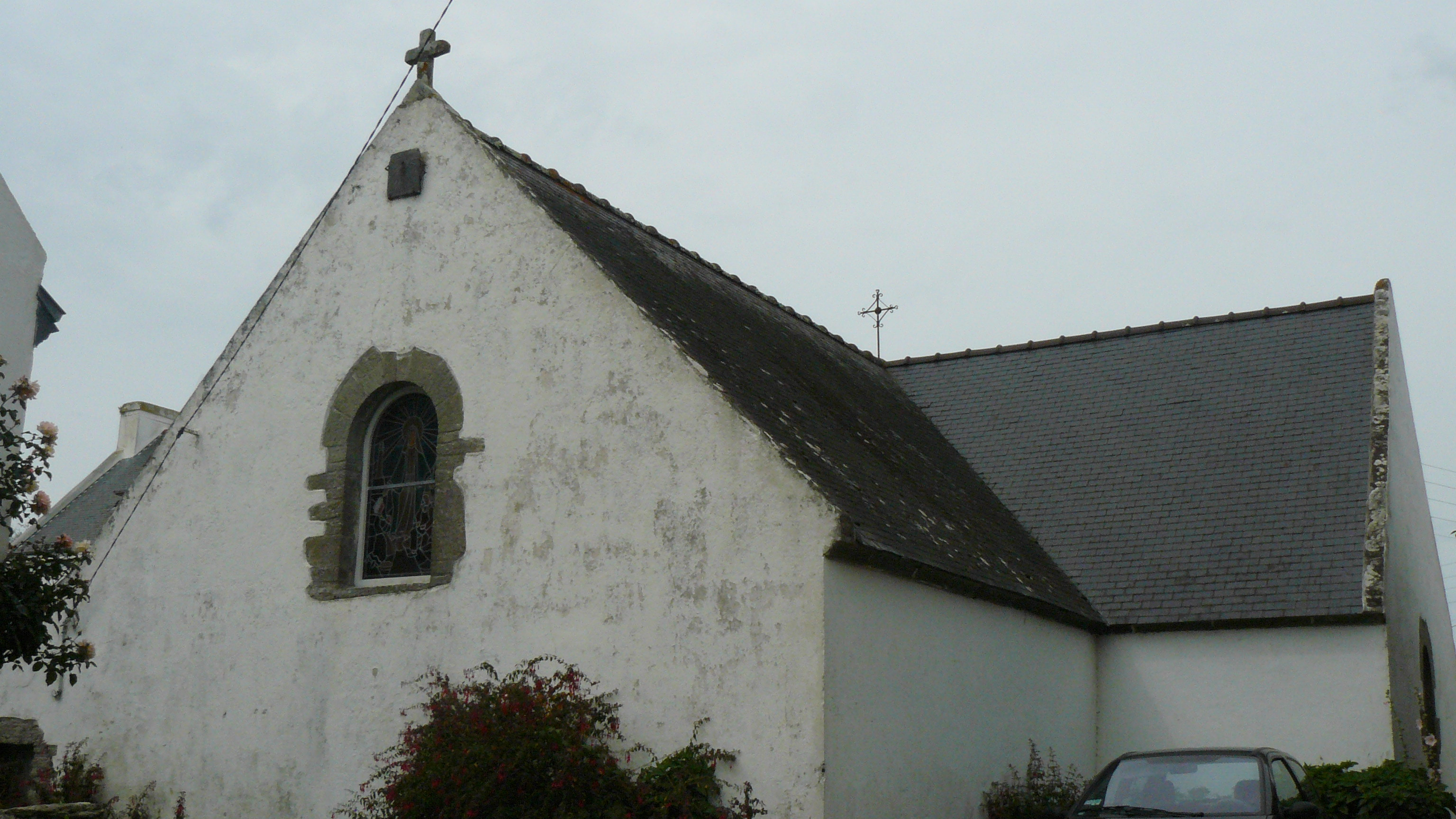
La chapelle Notre-Dame-du-Calme : vue extérieure d'ensemble.
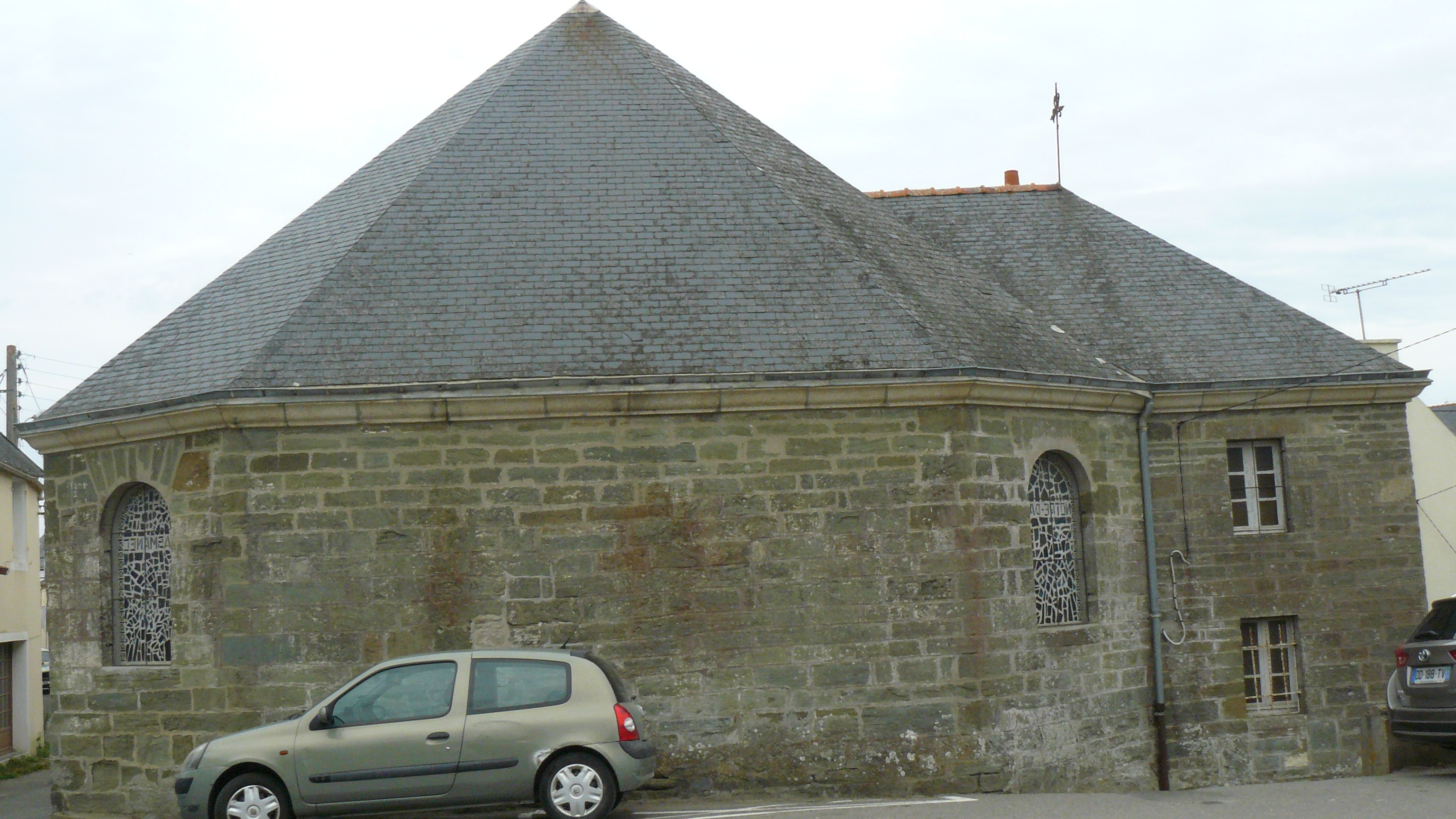
Notre-Dame-de-Placemanec : vue extérieure d'ensemble.
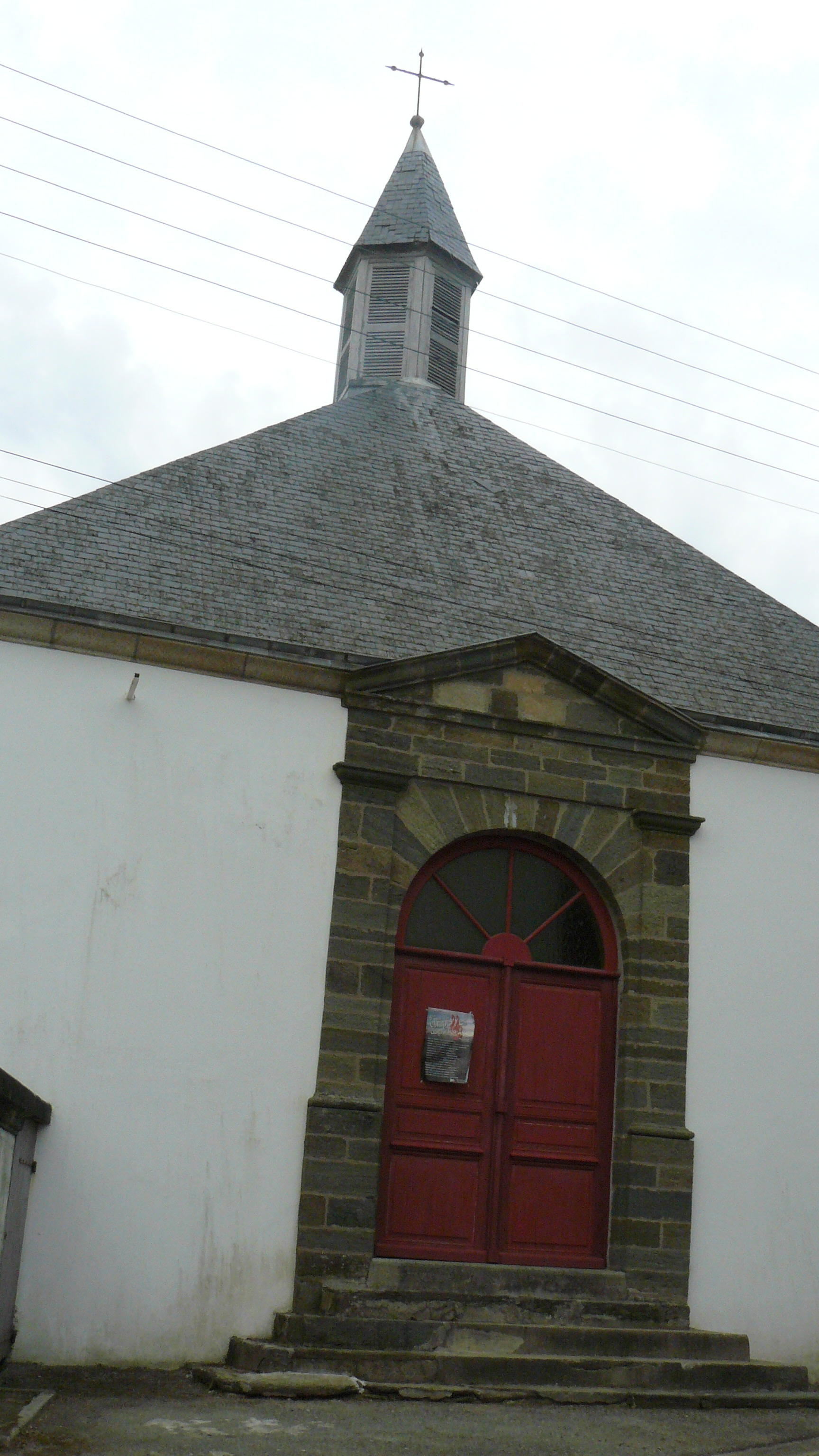
Notre-Dame-de-Placemanec : vue extérieure, la porte d'entrée et le clocheton.
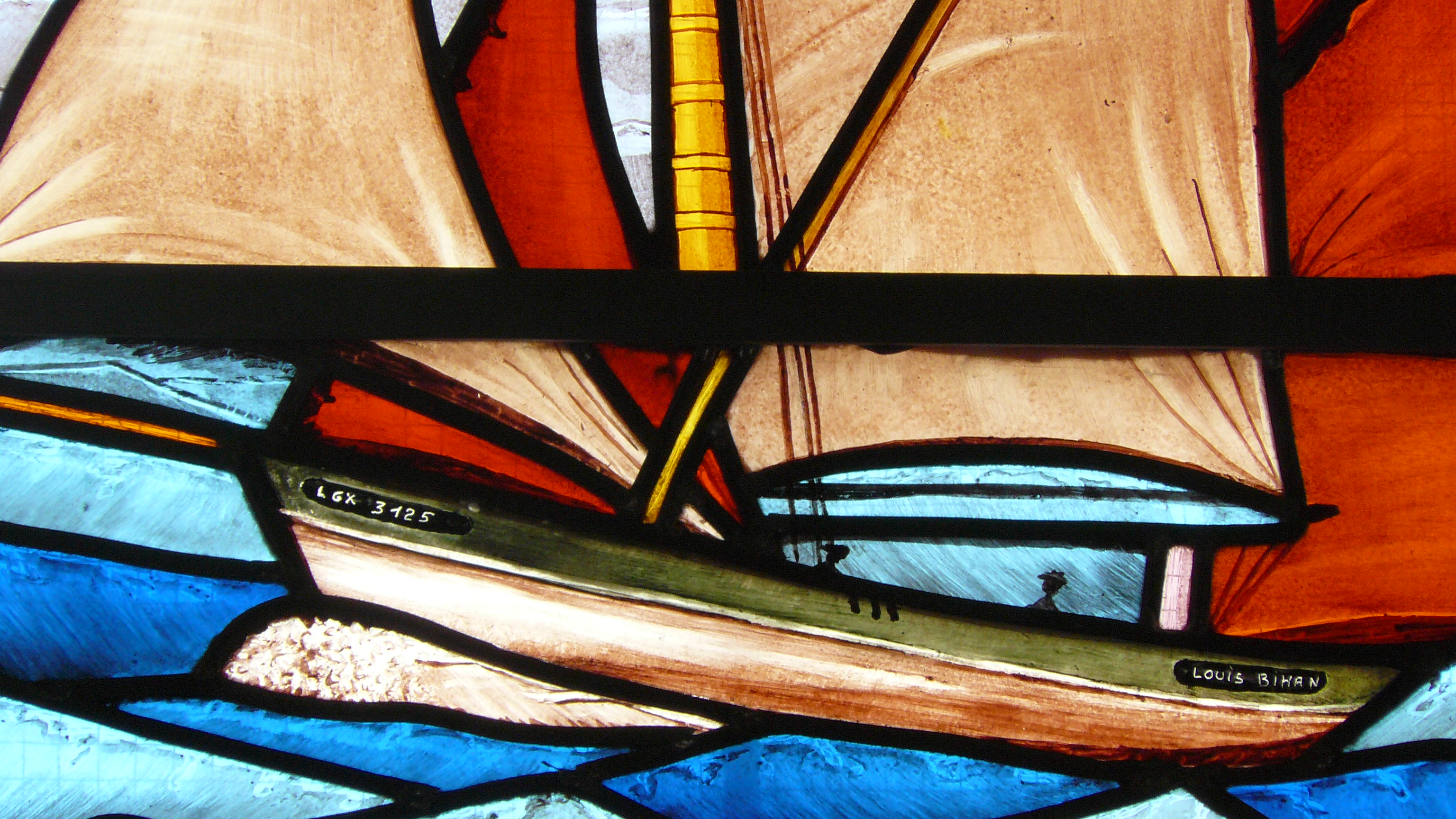
Notre-Dame-de-Placemanec : détail du vitrail de saint Tudy.

- Phares de Pen Men et de la pointe des Chats.
- Maisons de pêcheurs du XIXe siècle dans les hameaux.
- Lavoirs et fontaines : il y a environ 30 lavoirs et fontaines sur le domaine public.

- Mégalithes (menhirs et dolmens) :

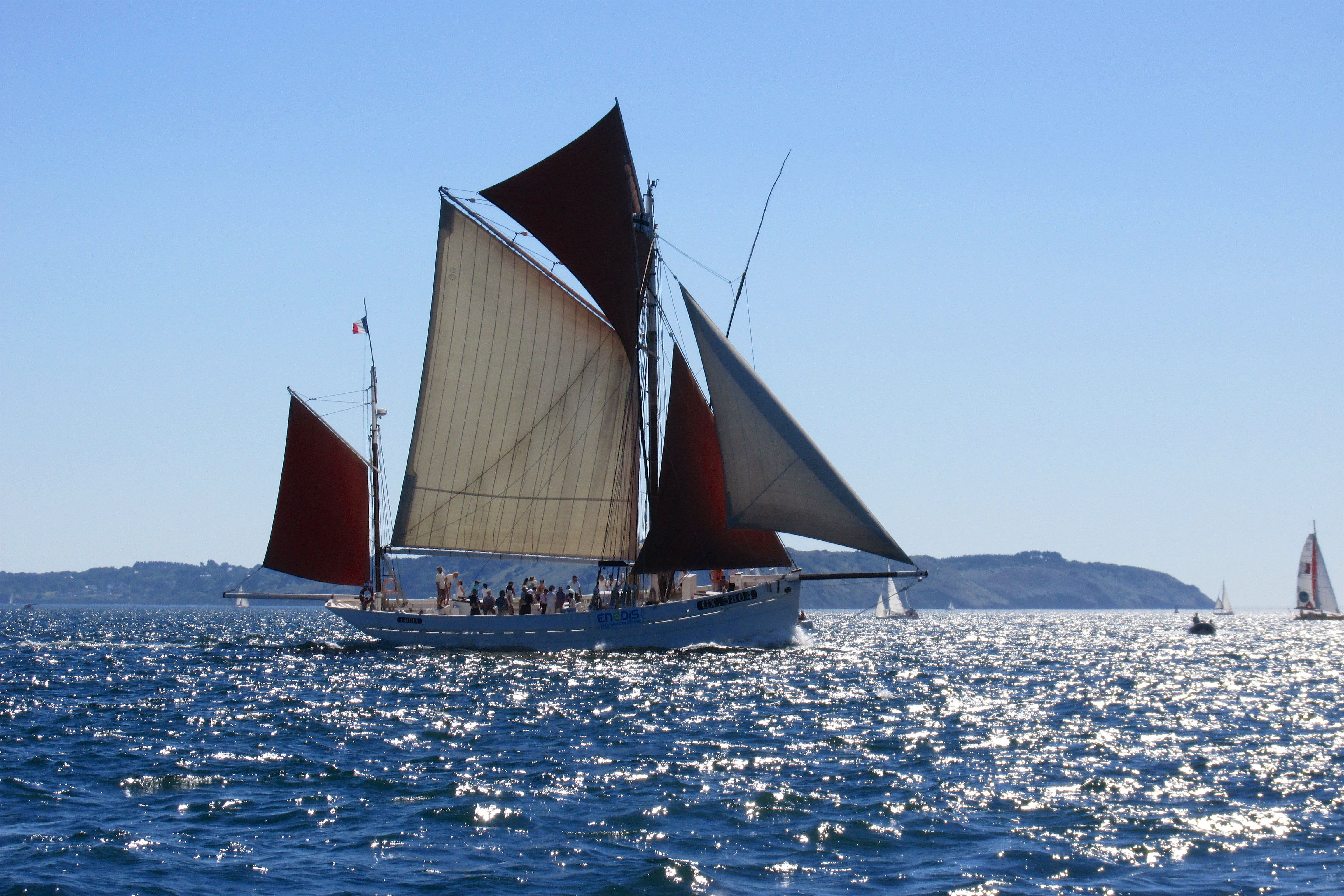
Le "Biche", dernier thonier-dundee traditionnel de l'île de Groix.

  - le grand menhir de Kermario, le menhir couché "Bag Sant Tudi" ou "Vag Saint Tudy" ;
  - Menhir de Mez-Kerlard, classé MH[79] ;
  - Dolmens dits Men Cam et Men Yann, classés MH[80] ;
  - Dolmen dit de Vagouar-Huen, classé MH[81].
- Camp préhistorique de Kervédan (dit camp Gaulois), classé MH[82].
- Écomusée de l'île de Groix.
- Grotte aux Moutons.
- Trou de l'Enfer.
- Trou du Tonnerre.
- Port Saint-Nicolas.
- Port Lay, qui a la particularité d'être le plus petit port d'Europe. Il s'y déroule chaque été depuis 2001 le festival international du film insulaire.
- Vieux gréement : le Biche, dernier thonier-dundee traditionnel de l'île de Groix.

## Culture
La langue bretonne, sous la forme de son dialecte vernaculaire groisillon, a disparu au cours du XXe siècle, en moins d'un siècle. Avant 1914, la quasi-totalité des quelque 5 500 habitants de l'île parlait ce dialecte. Dans les années 1980, les derniers locuteurs disparaissaient. Le linguiste allemand Elmar Ternes a étudié le groisillon dans un livre d'une très bonne tenue scientifique : Grammaire structurale du breton de l'île de Groix, publié en 1970 à Heidelberg.
- L'île héberge le Festival international du film insulaire, depuis août 2001[83].
- L'Écomusée de l'île de Groix.
- La Société des Amis du Musée de Groix (SAMG)[84].

## Enseignement
- École Saint-Tudy
- Collège Saint-Tudy[85]
- École de la Trinité
- Collège des îles du Ponant.

## Écologie
Le projet de "Conservatoire de l'abeille noire" et d'un rucher pédagogique dans le sémaphore du Grognon, porté par le Conservatoire du littoral, est soutenu en 2021 par la Fondation du patrimoine qui a remis 130 000 € au maire de Groix pour la restauration du sémaphore. L’île abrite l’une des dernières colonies d’abeilles noires en France.

## Transports
Groix n'est accessible que par bateau. Il y a aussi au-dessus du port un emplacement prévu pour un hélicoptère en cas d'urgence.
- La Compagnie Océane[87] propose des traversées tout au long de l’année vers l’île de Groix (5 à 10 allers-retours par jour), avec la possibilité de transporter des véhicules à bord de deux navires rouliers : Île de Groix et le Saint Tudy.
- La société morbihannaise de navigation[88] propose également des traversées vers l'île de Groix en saison au départ de Lorient (2 à 3 allers-retours par jour).
- Enfin la Compagnie des îles[89] assure en saison un aller-retour quotidien depuis le port de Doëlan et Locmiquélic.
- Également de mai à octobre la compagnie laïta croisières propose également des liaisons maritimes pour se rendre à l'île de Groix au départ du port de Lomener (Ploemeur).
- De 2021 à 2024, la Traversée Cadou assure la liaison maritime entre le port de Doëlan et l'ile de Groix d'avril à novembre. La compagnie est aujourd'hui en cessation d'activité[90].

Sur l'île :
- Desserte du lundi au samedi (toute l'année) et du lundi au dimanche (avril à septembre) hors jours fériés par le nouveau réseau CTRL, avec une ligne au départ du Port-Tudy :
  - La ligne 35 T.A.D. (Transport à la demande) desservant toute l'Île ; certains départs sont à la demande

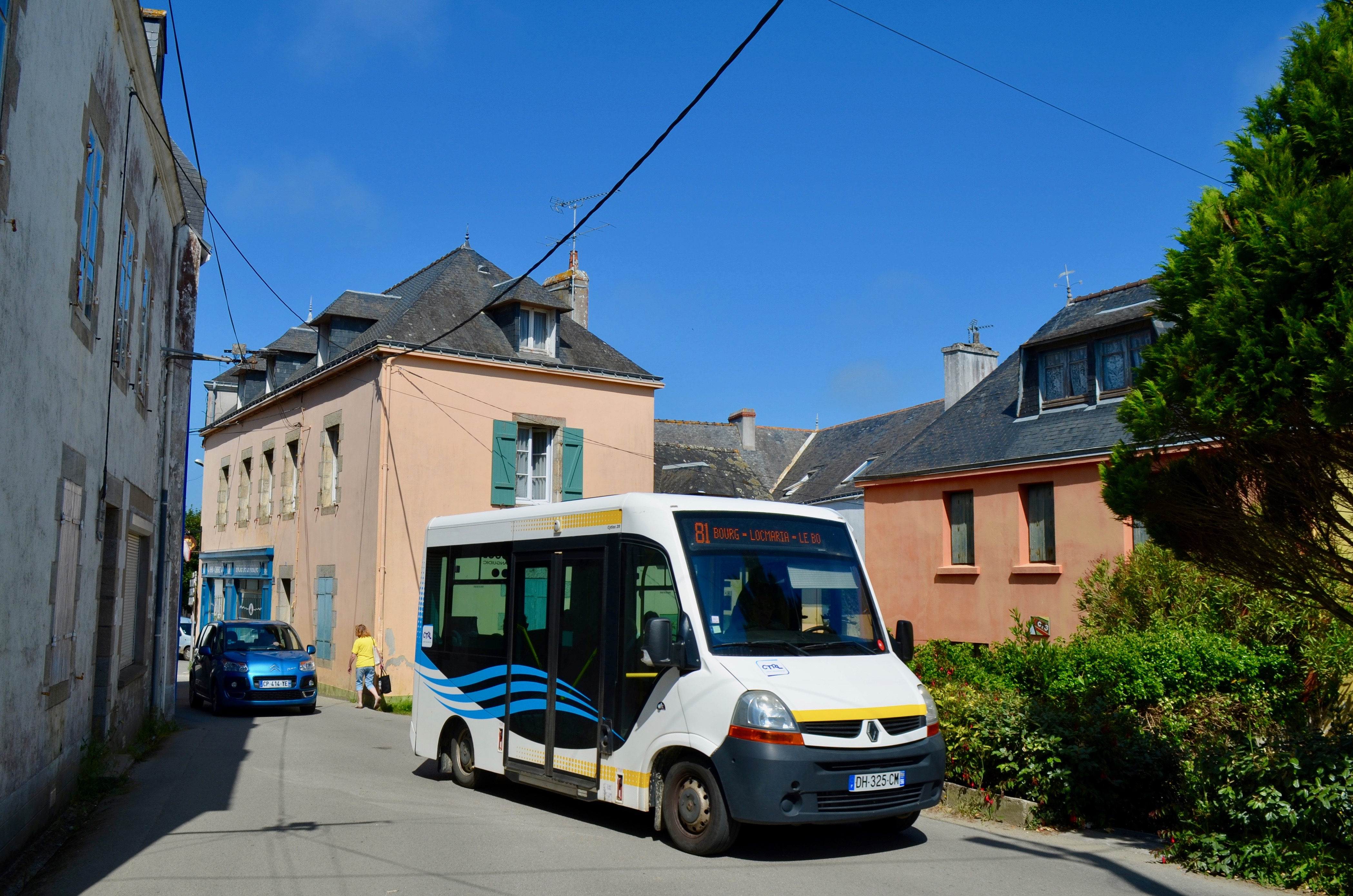
Ancienne ligne 81.
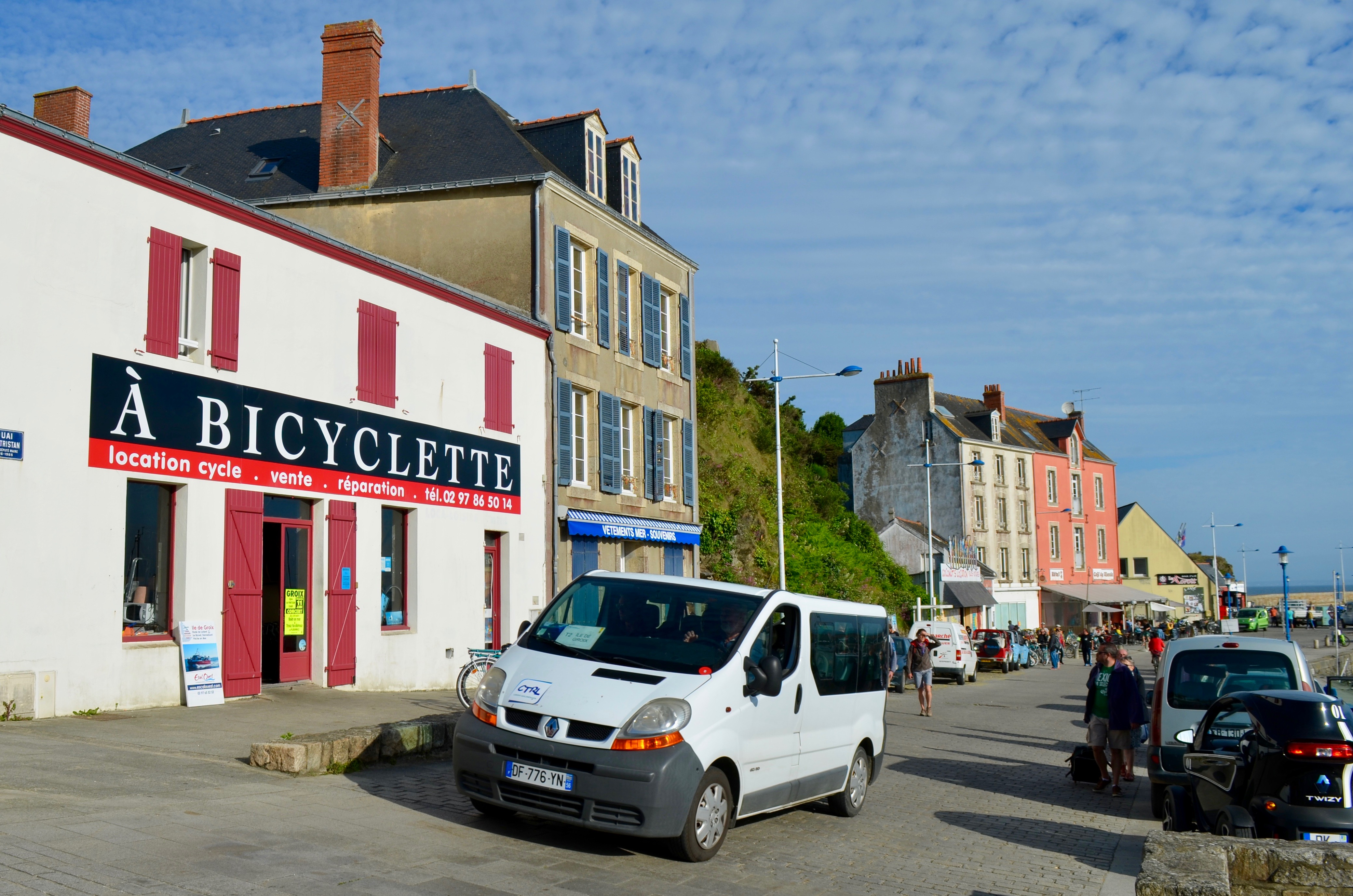
Ancienne ligne T2.

- Location de vélos et de buggys.

## Films

### Longs-métrages
- Marie et les Naufragés est un film français réalisé par Sébastien Betbeder, sorti en 2016.
- A Good Man (film, 2020) est un film français de Marie-Castille Mention-Schaar, sorti en 2020.

### Courts métrages
- Icare (court métrage) est un film franco-belge réalisé par Nicolas Boucart, sorti en 2018
- Les Lavandières de Groix (court métrage) est un film français réalisé par Mathias Jullien, sorti en 2020

## Chansons
Nous étions deux, nous étions trois

Nous étions deux, nous étions trois

Nous étions trois marins de Groix...
La chanson traditionnelle "Les Trois marins de Groix", dont la première version a été publiée en 1883, évoque un drame de la mer datant de la fin du XVIIIe siècle ou du début du XIXe siècle : le retour à Groix du Saint-François dont deux des trois matelots seraient tombés à l'eau par grand vent. Plusieurs versions de la chanson existent ; Gilles Servat s'en est inspiré pour sa chanson Tri martolod.
Gilles Servat a écrit et interprété 3 chansons sur l'île de Groix : L'île de Groix (paroles Michelle Le  Poder), C'est elle mon île  et Retrouver Groix.
Manu Lann Huel interprète une chanson sur l'île, intitulée Groix de bois ! Groix de fer !.

## Tableaux
De nombreux peintres ont représenté Groix. Parmi eux :  Adolphe Beaufrère, Pierre Bertrand, Étienne Buffet, Roger Chapelet, Edouard Doigneau, Jean Frelaut, André Jolly, Henry Moret, Paul-Émile Pajot, Paul Signac, Jean Tonnerre (1868-1946), Robert Yan, etc..

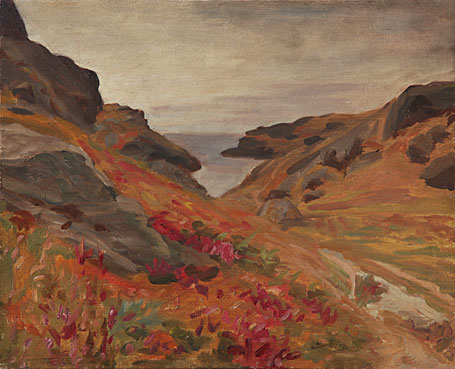
Étienne Buffet, Port Saint Nicolas 1924.
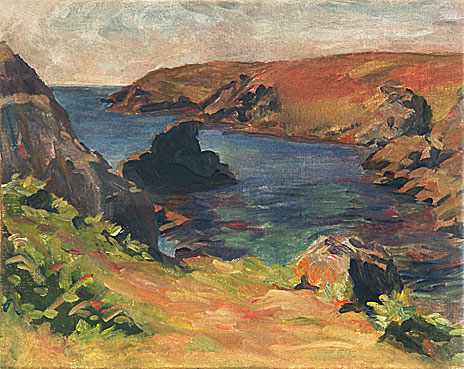
Étienne Buffet, Port Saint Nicolas, 1925.
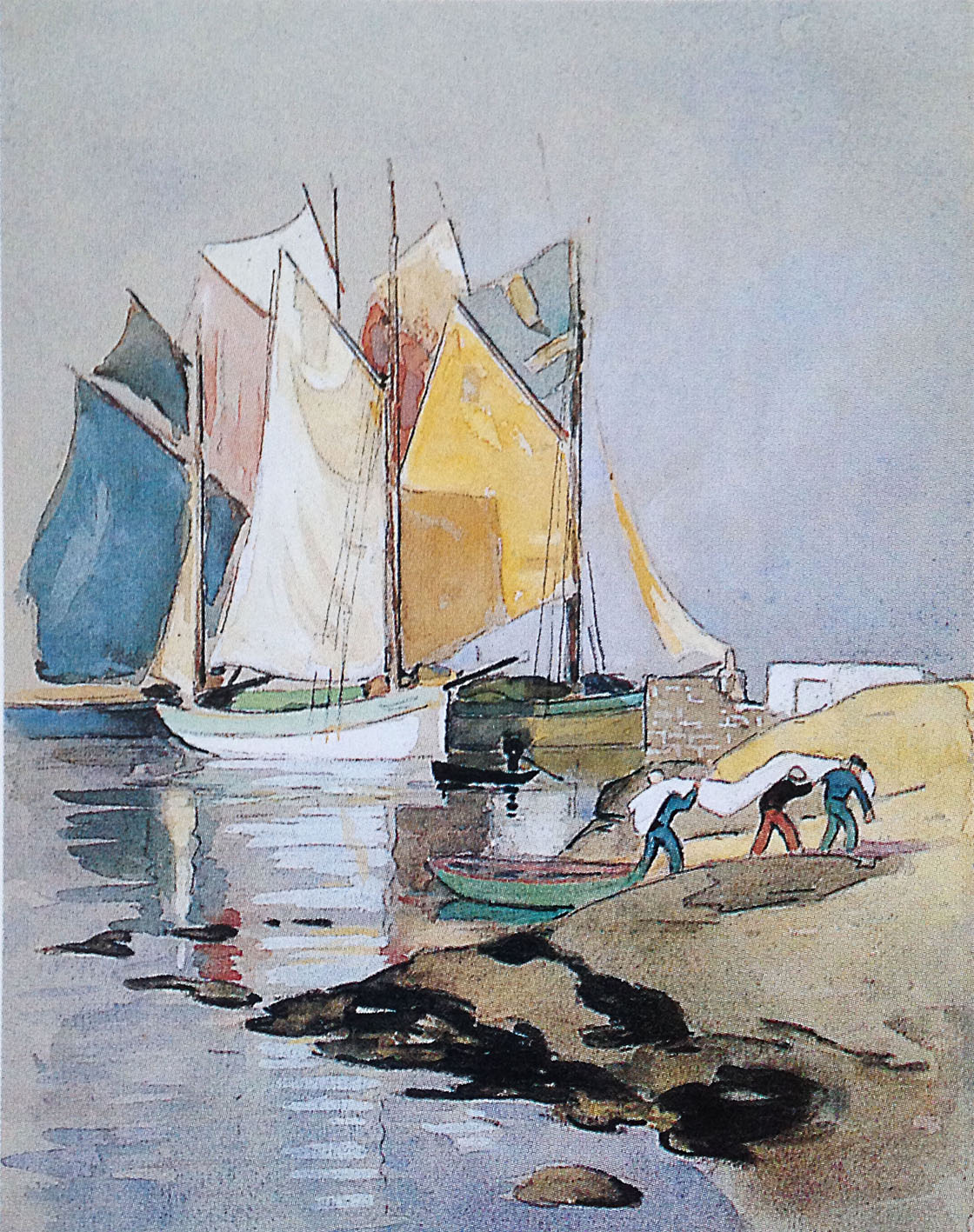
Edouard Doigneau, Séchage des voiles à Port-Tudy, île de Groix.
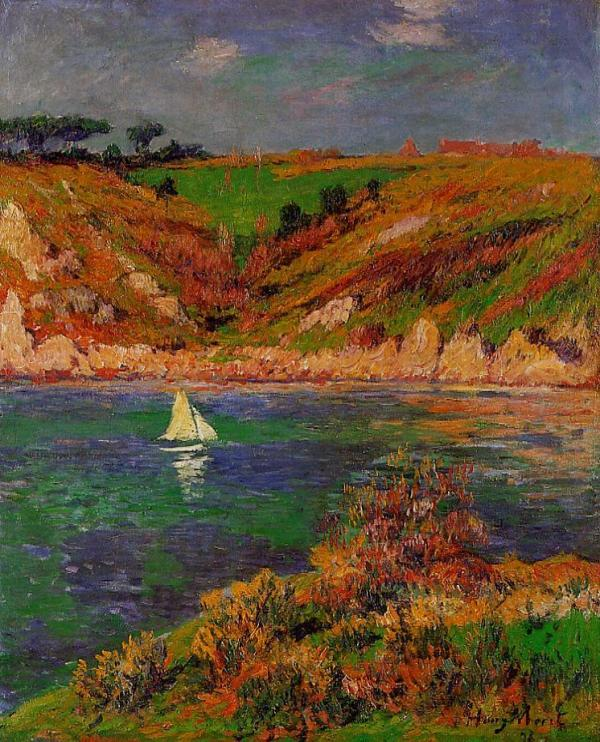
Henry Moret, Groix 1891.
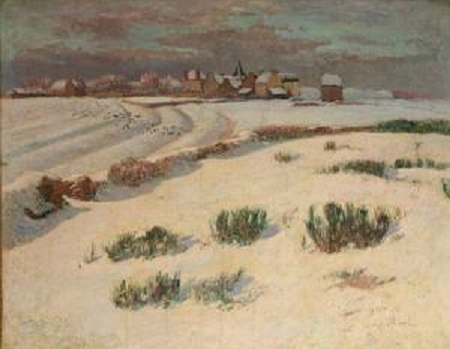
Henry Moret, Île de Groix sous la neige 1892.
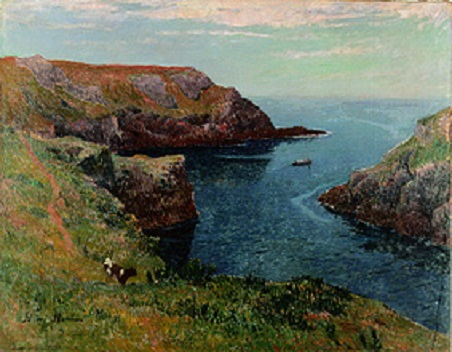
Henry Moret, La côte de l'Île de Groix.
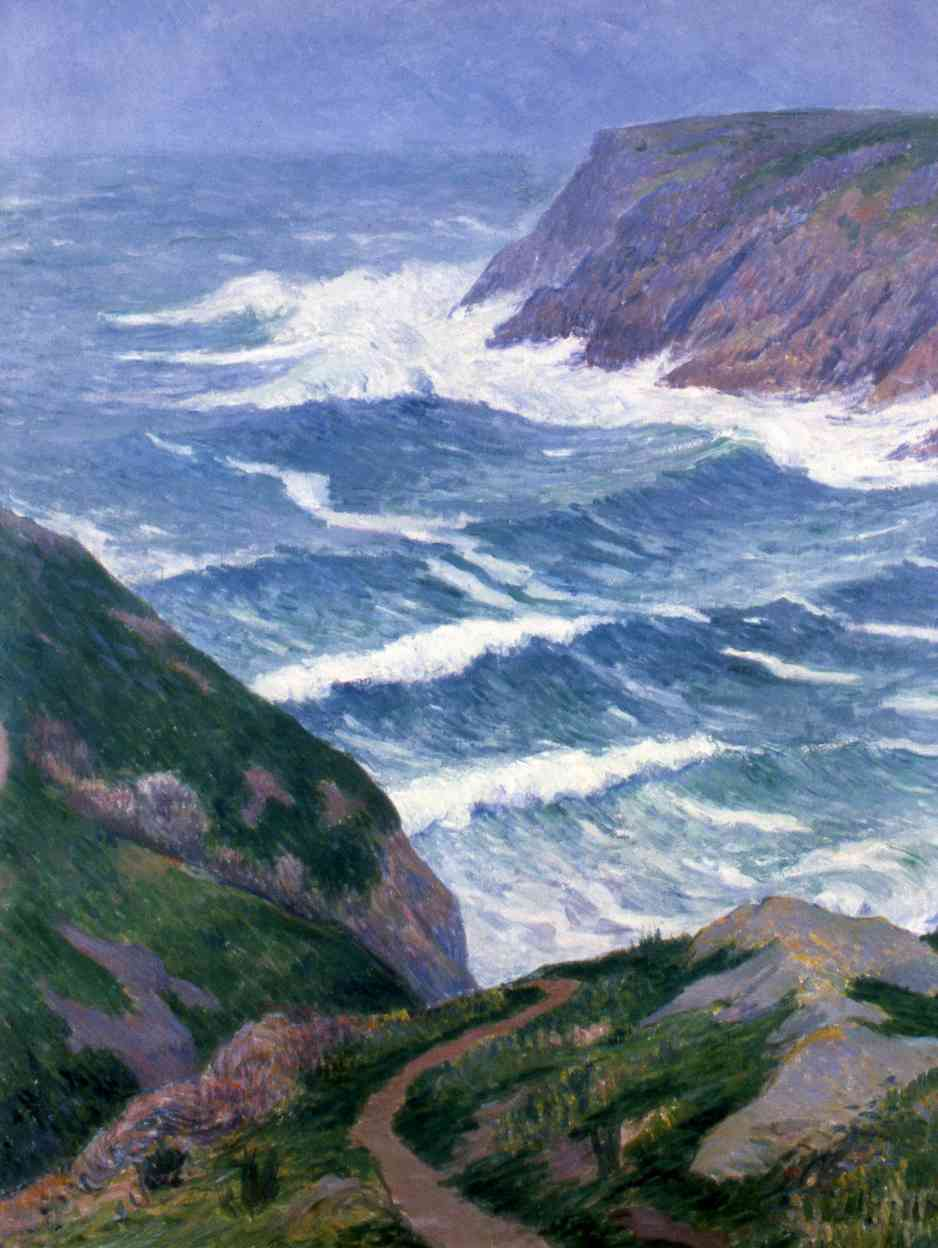
Henry Moret, Île de Groix, paysage côtier (falaises de l'Île de Groix, entrée du port Saint-Nicolas), 1893.
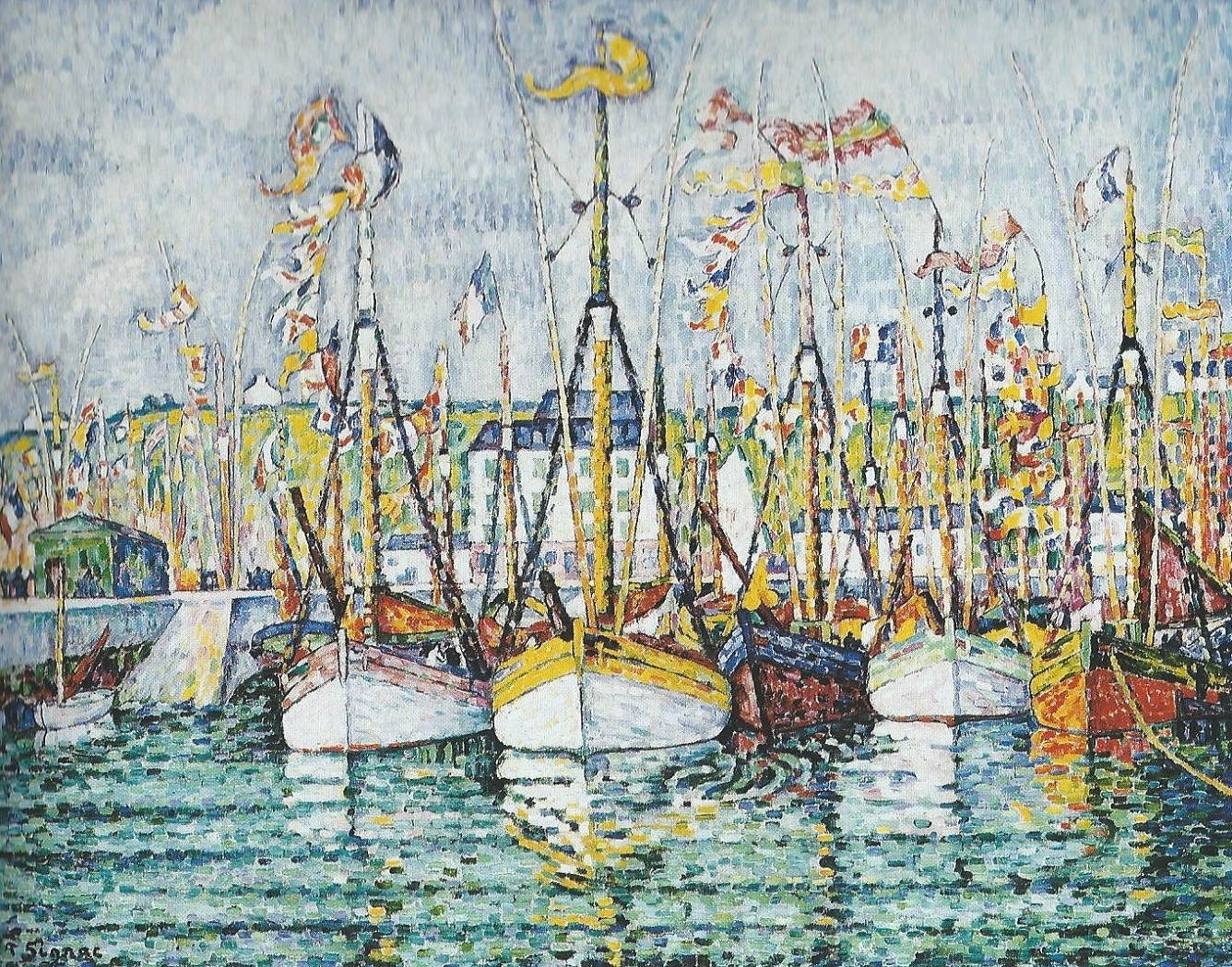
Paul Signac, Bénédiction des thoniers à Groix c.1923.
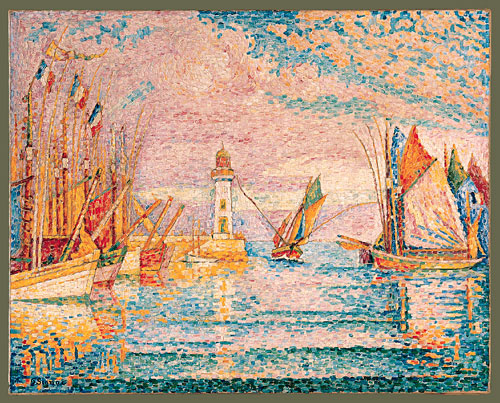
Paul Signac, Le phare, Groix, 1925.

Jean Tonnerre (né en 1936) a filmé des campagnes de pêche de bateaux groisillons.

## Groix dans la bande dessinée
- Petites histoires de Groix, de Prosperi Buri (de son vrai nom Renaud de Chateaubourg), éditions Catherine Riand, 2011
- Insulaires Petites histoires de Groix[93],[94], de Prosperi Buri, Warum, 2018
- Vikings, Rois des Mers[95], dessin de Andrea Rossetto, couleur de Alessandra Baccaglini, scénario de Jean-François Miniac, dossier pédagogique d'Elisabeth Ridel, OREP, octobre 2020  (ISBN 978-2-8151-0520-0). Cet album présente une séquence sur Groix, relative à la présence viking.

## Personnalités liées à l'île de Groix
- Jean-Pierre Calloc'h, poète de langue bretonne (1888-1917), le barde Bleimor[96].
- Guillaume Marcellin Proteau (1772-1837), marin groisillon devenu général de la Grande Armée.
- Le conteur Lucien Gourong (1943-2021).
- Alain Stephant, dit « Beudeff », propriétaire du bar le plus connu de l'île et auquel il a donné son surnom, décédé le 11 novembre 2007.
- Firmin Tristan (1886-1965), homme politique et aussi propriétaires d'usines et de chantiers navals. Il a notamment été maire de Groix.
- Albert Bignon (1910-1977), avocat, résistant et homme politique, y est né.
- Le groupe de chants de marin Djiboudjep a commencé par jouer dans le bar Ty Beudeff dans les années 1970.
- La famille Orvoën, qui y édifia une de ses deux thonneries (conserveries), l'autre étant à Brigneau sur le continent[97][98],[99] dans le Finistère sud à proximité de Moëlan-sur-Mer. Cette usine produisait des boîtes de thon et de sardine[réf. souhaitée]. Elle fut la dernière usine de Groix, et cessa son activité entre 1977 et 1979[précision nécessaire].La place des fêtes est baptisée place "Joseph et Nicolas Orvoën, conserveurs", en l'honneur des deux propriétaires et directeurs successifs[100]. Cette place est à côté de là où était l'usine, rasée vers 1990[précision nécessaire] et remplacée par un supermarché. Les Orvoën groisillons sont originaires de Moëlan-sur-Mer et apparentés au sénateur Louis Orvoën[réf. souhaitée]. L'épouse de Joseph Orvoën, Jeanne Kersaho, descendante d'une famille installée depuis des siècles sur l'île, est parente de Firmin Tristan[réf. souhaitée].
- Gilles Servat, chanteur breton, a habité plusieurs années sur l'île.
- Eva Joly, ancienne magistrate française, députée européen, candidate à l'élection présidentielle de 2012, y a une résidence.
- Willem, dessinateur à Charlie Hebdo, Grand prix de la ville d'Angoulême 2013, y habite[101].
- Dominique Voynet, femme politique, figure historique des Verts, y a une résidence.
- Lorraine Fouchet, romancière qui parle souvent de l'île dans ses livres, y a une résidence.
- La famille Boterf, ancienne propriétaire du « Cinéma des familles ».
- Henry de Monfreid, né Henri de La Franqui (Leucate, 1879 - Ingrandes, 1974) a écrit la chanson Les Trois marins de Groix.
- Anne Pollier, écrivaine (1910-1994), est originaire de Groix par sa mère Sophie Bihan, et est notamment l'auteure du recueil de témoignages Femmes de Groix.

## Galerie

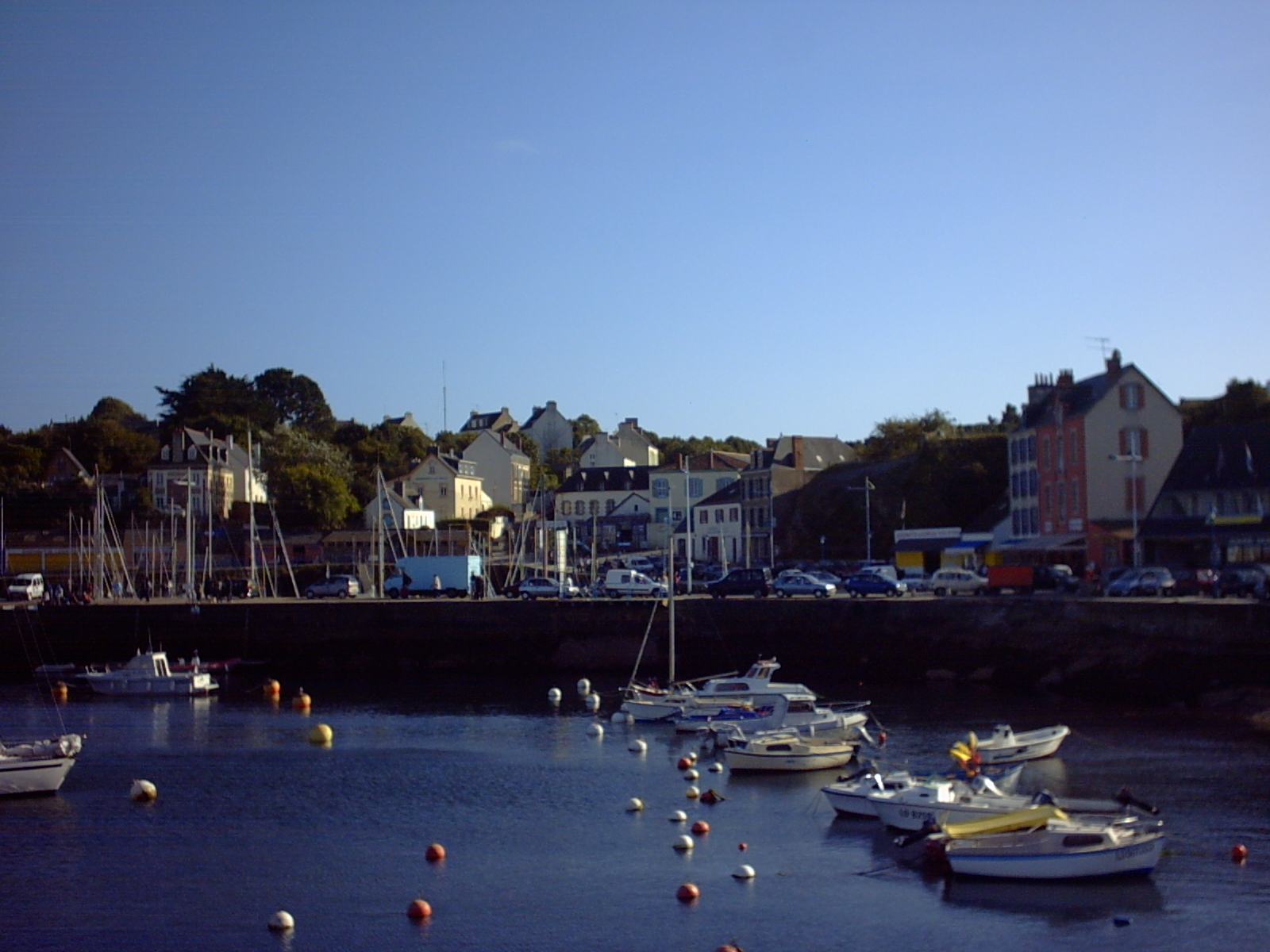
Port-Tudy.
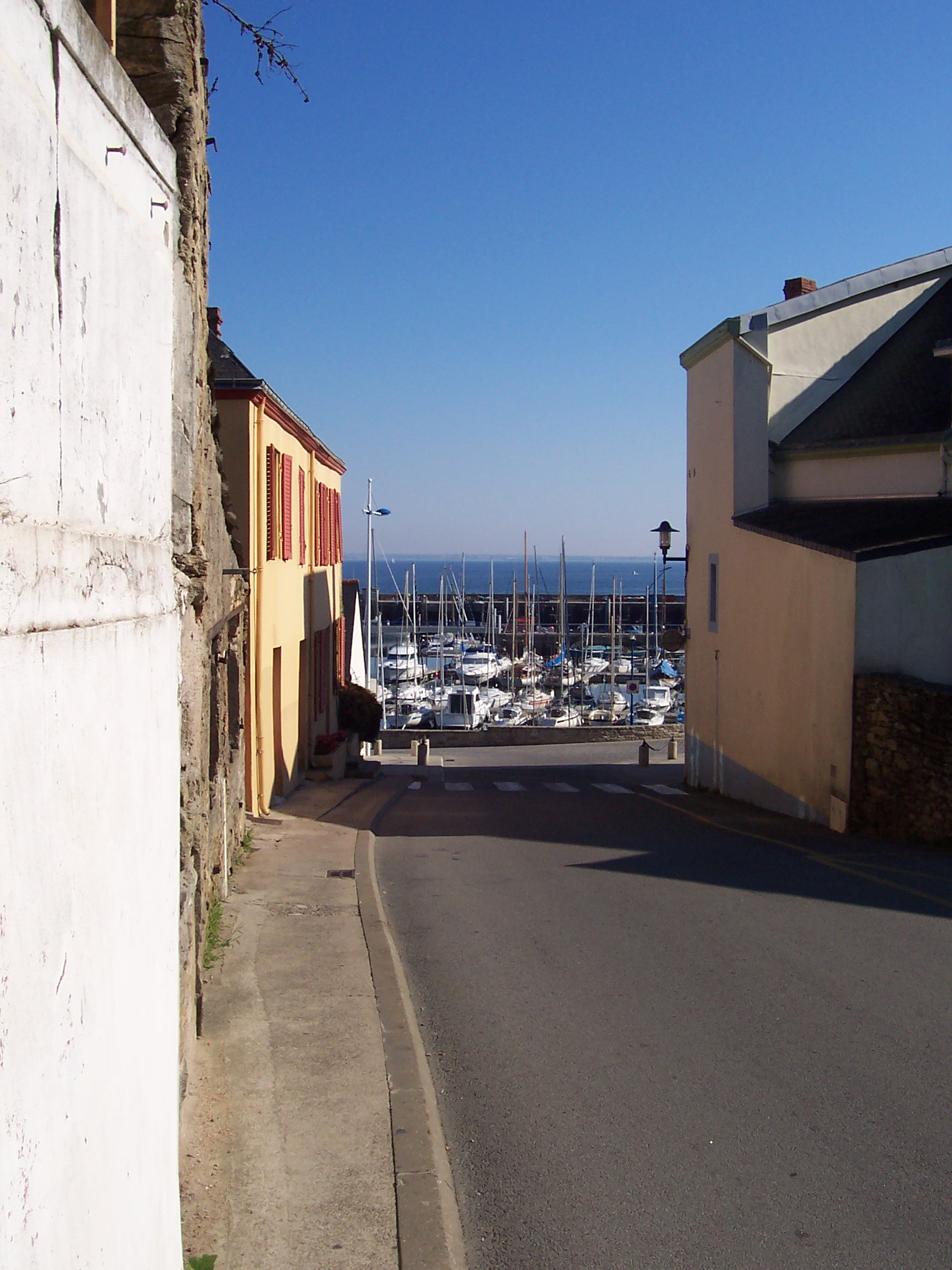
Port-Tudy depuis une des rues descendant sur le port.
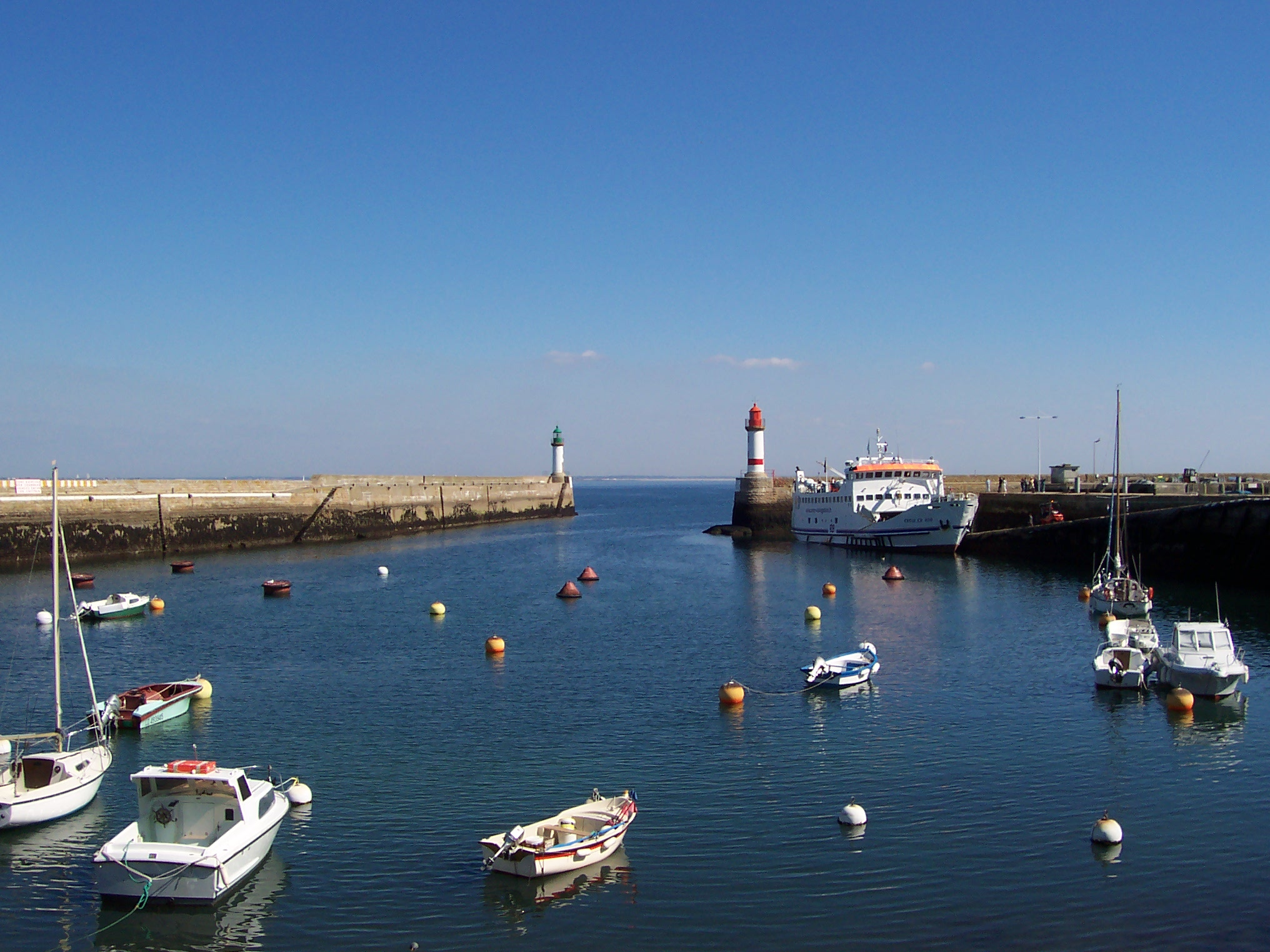
Vue du Bassin principal de Port-Tudy (avec le Kreiz-er-Mor à quai).
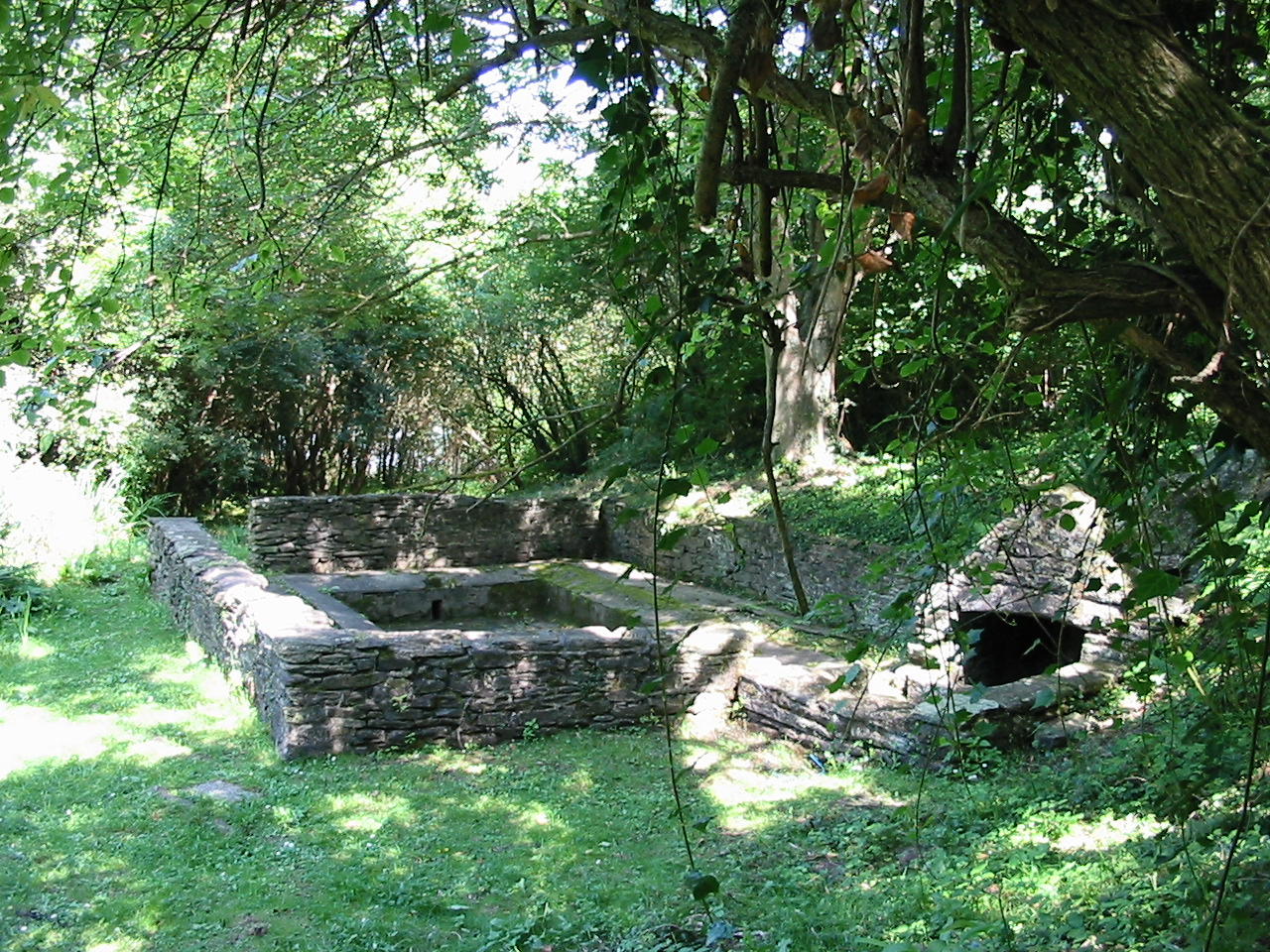
Un ancien lavoir dans l'île.
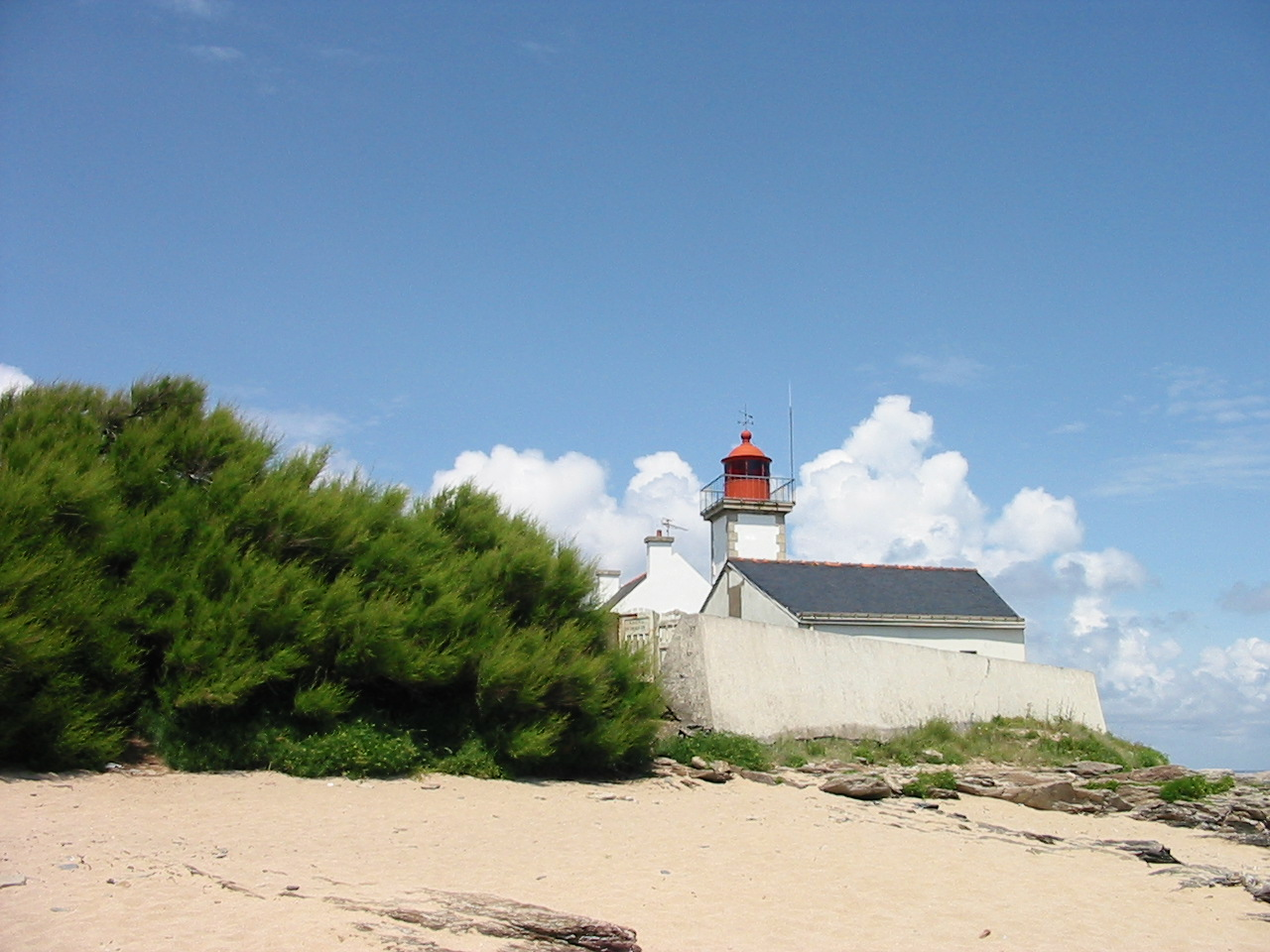
Le phare de la pointe des chats.
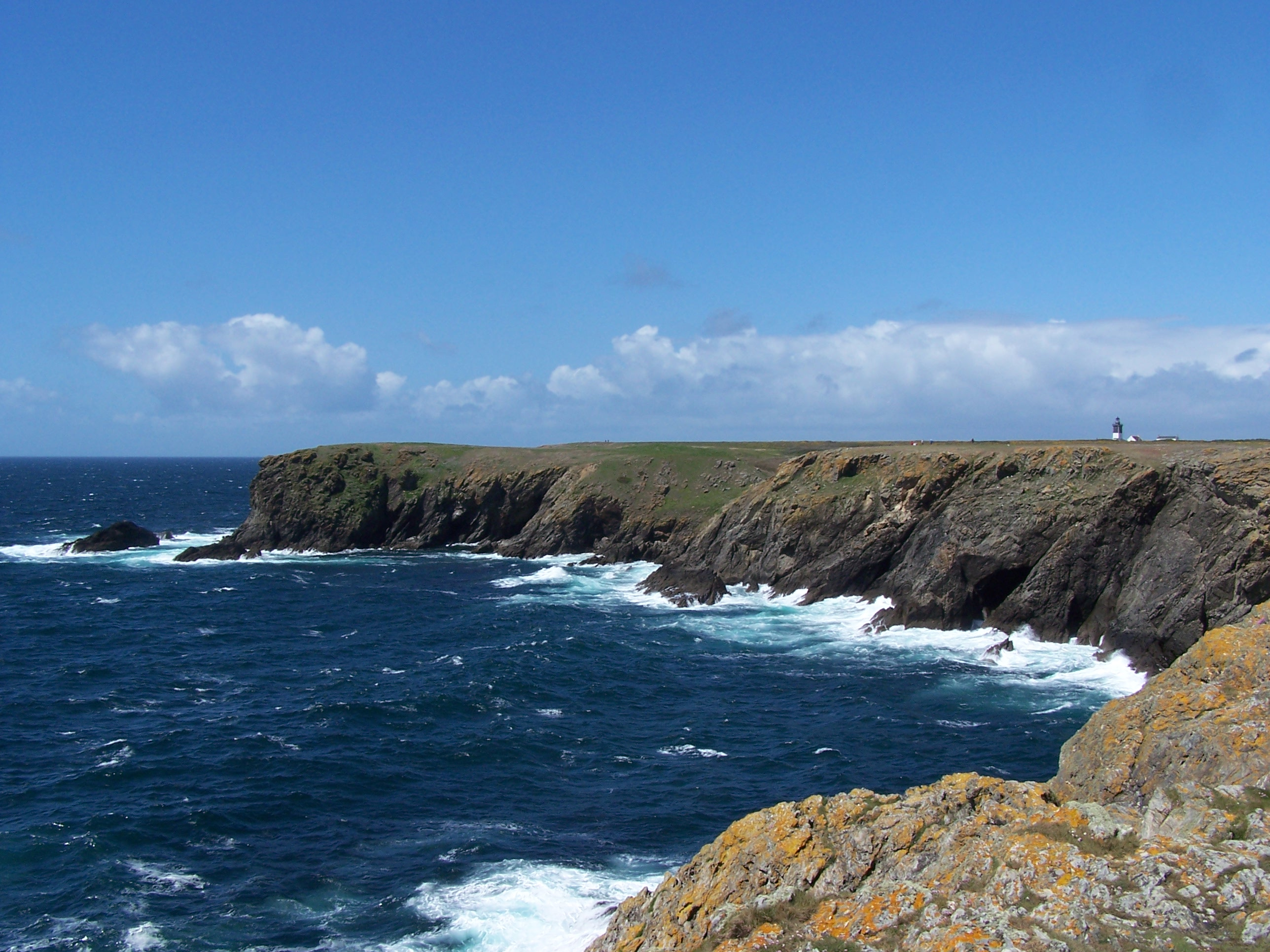
Baie de Vein Hoal.
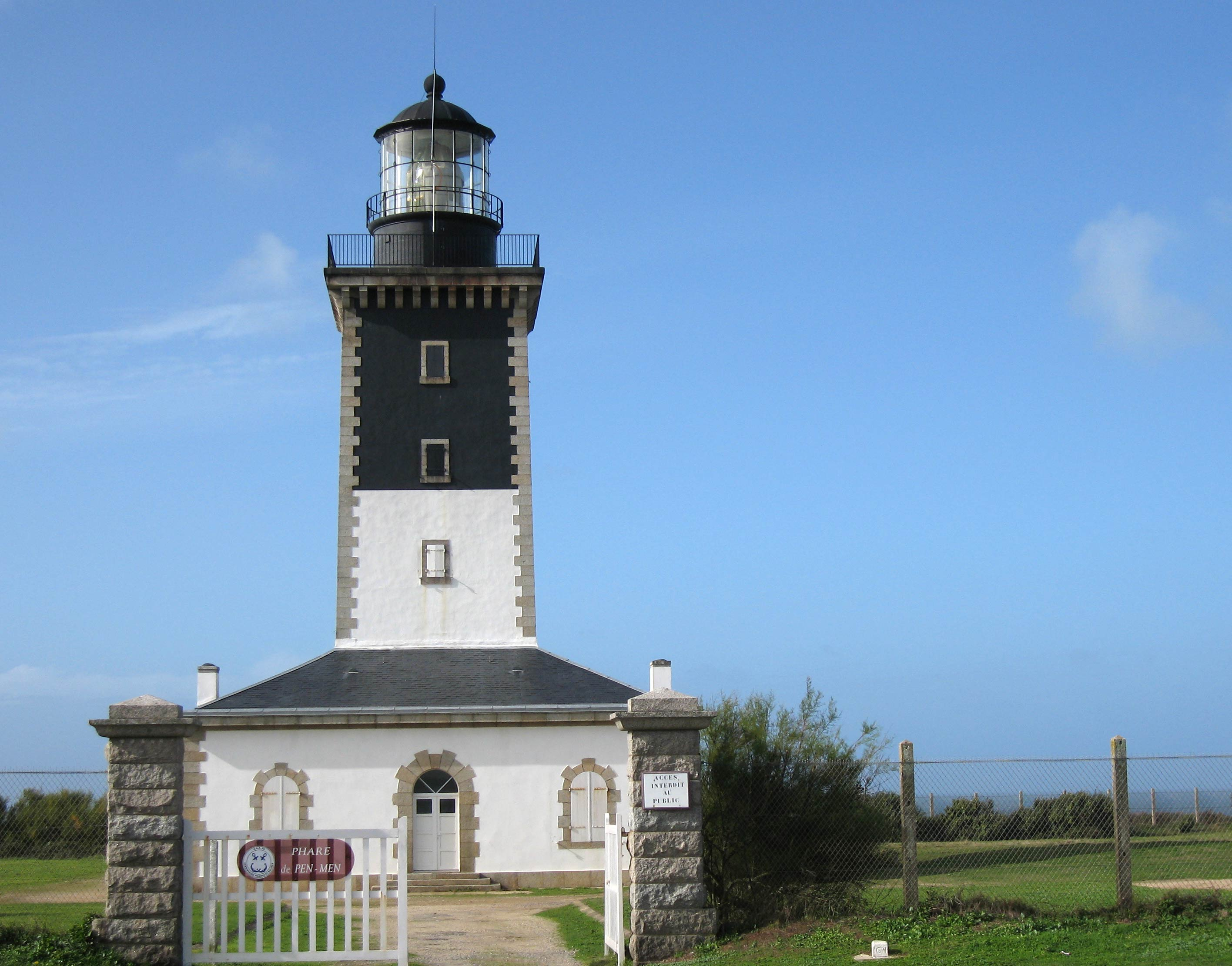
Phare de Pen Men.
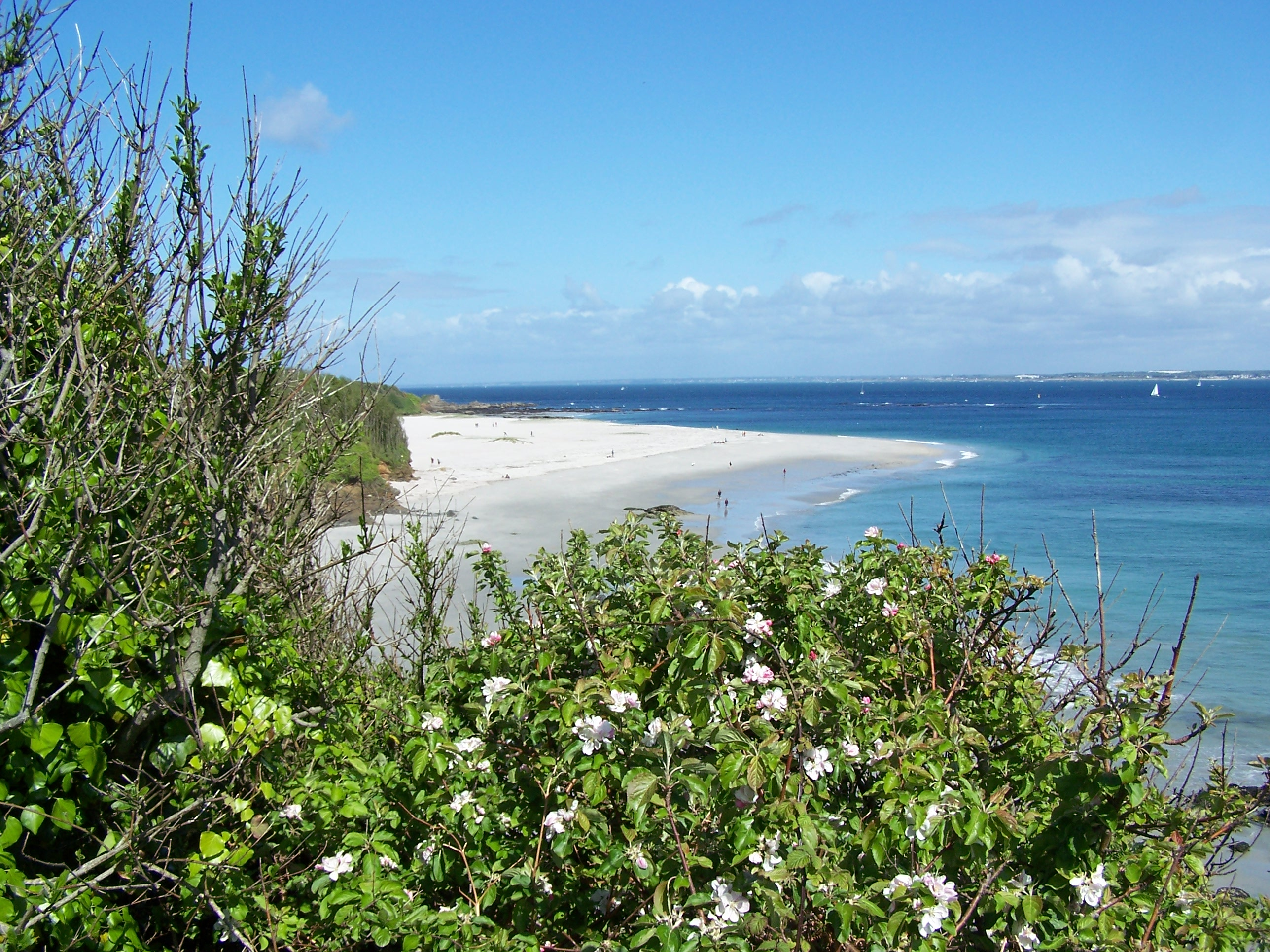
Plage des grands sables.
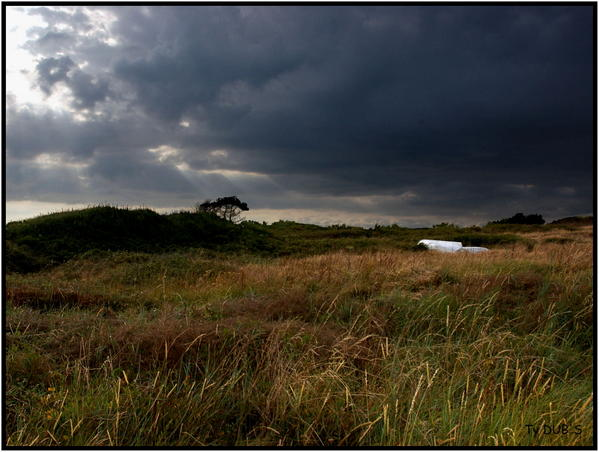
Paysage de Groix.
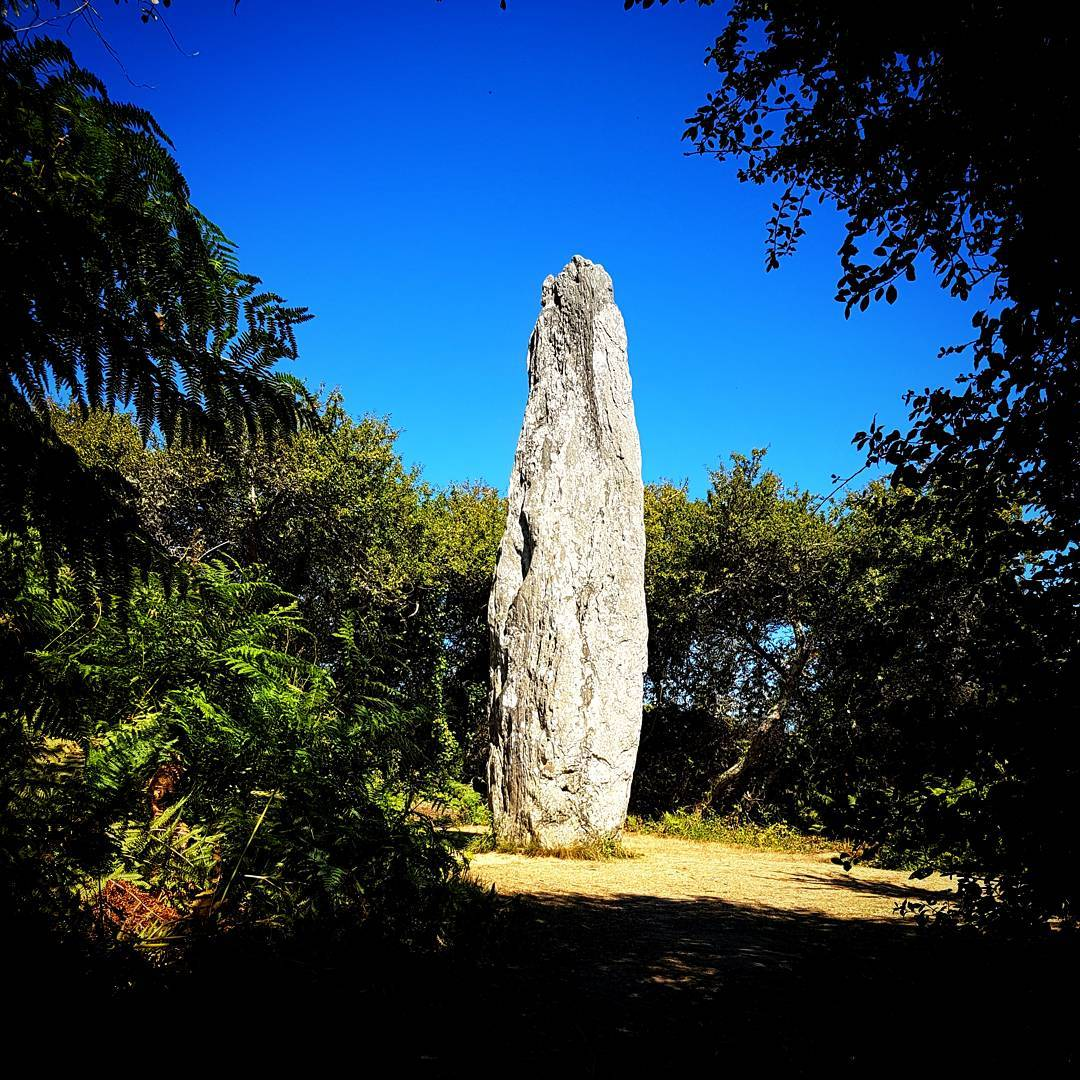
Menhir de Groix.
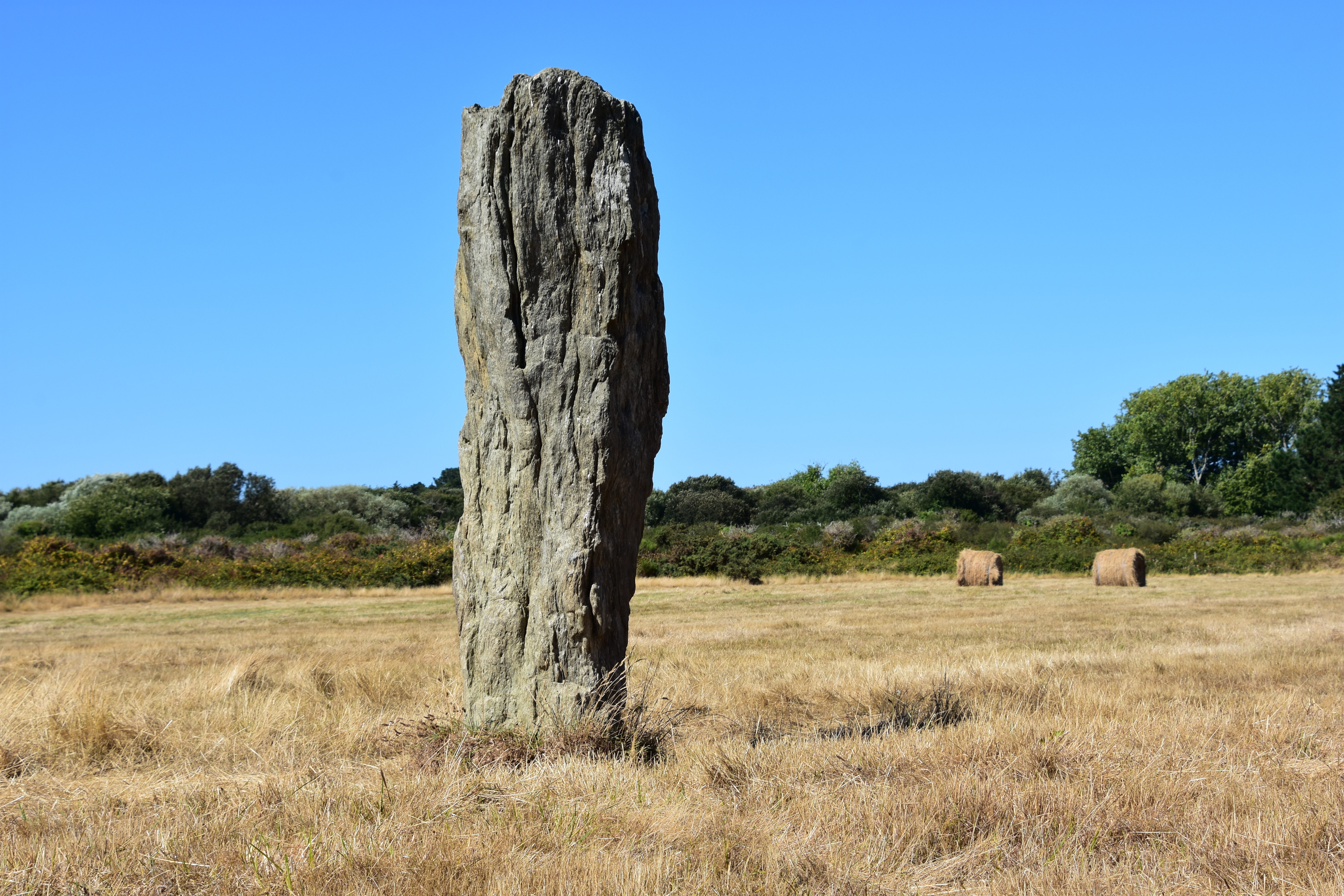
Menhir Kelhuit.
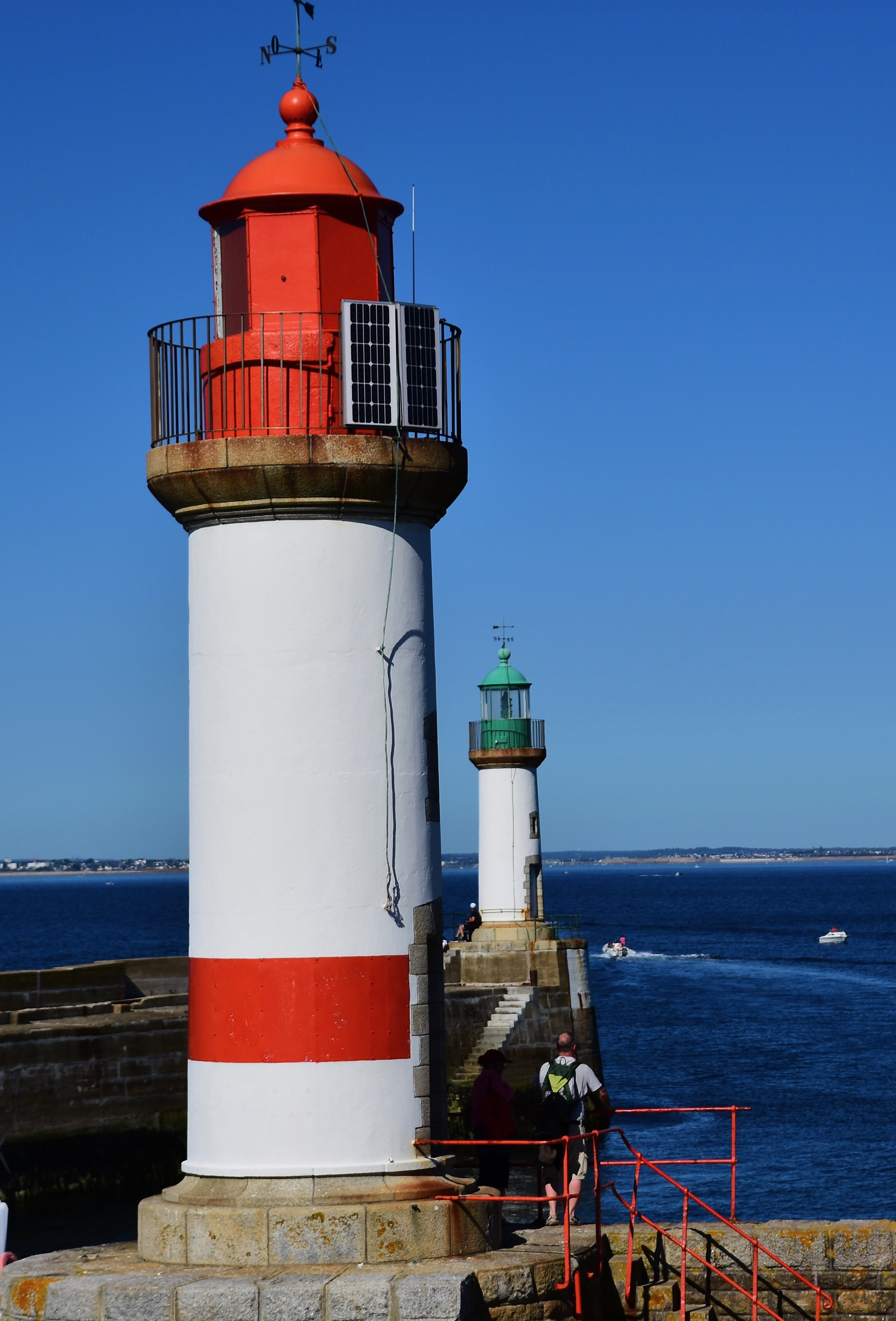
Balises Latérales du Port Tudy.